# Babsonova úloha
Babsonova úloha (anglicky: Babson task), někdy též označovaná stručně jako Babson, je druhem šachového problému, v němž má bílý dát mat v daném počtu tahů bez ohledu na to, jakou černý zvolí obranu, přičemž:
1. první je na tahu bílý;
2. černý se brání proměnou pěšce v dámu, věž, střelce nebo jezdce;
3. bílý reaguje proměnou ve stejnou figuru jako černý, neboť žádná jiná proměna nebo jiný tah k matu v předepsaném počtu tahů nevede.

Úloha byla pojmenována po Josephu Babsonovi, který jako první uvažoval o možnosti řešení takového problému, když někdy kolem roku 1925 experimentoval s různými druhy proměn. Sestavení uspokojivé Babsonovy úlohy je pro šachové skladatele jednou z největších výzev a ve formě přímé úlohy bylo přibližně po půl století považováno za téměř nemožné. V podstatě se jedná o formu tzv. všeproměny (šachový problém, který v určité fázi svého řešení obsahuje všechny možnosti proměny pěšce v jezdce, střelce, věž a dámu), kterou řada skladatelů dokázala sestavit již před tím, než Babson zformuloval její ztíženou verzi s navzájem symetrickými proměnami černého a bílého.

## Předchůdce Babsonovy úlohy
|   | a | b | c | d | e | f | g | h |   |
| 8 | g8 bílý střelec · a7 bílý král · d7 černý pěšec · e7 bílý střelec · f7 bílý pěšec · g7 bílý pěšec · d6 bílý pěšec · f5 bílý pěšec · g4 bílý pěšec · h4 bílý pěšec · a3 černý pěšec · c3 černý pěšec · h3 černý král · a2 černý pěšec · b2 bílý pěšec · c2 černý pěšec · g2 bílý věž · b1 černý střelec · c1 bílý věž · e1 bílý jezdec | g8 bílý střelec · a7 bílý král · d7 černý pěšec · e7 bílý střelec · f7 bílý pěšec · g7 bílý pěšec · d6 bílý pěšec · f5 bílý pěšec · g4 bílý pěšec · h4 bílý pěšec · a3 černý pěšec · c3 černý pěšec · h3 černý král · a2 černý pěšec · b2 bílý pěšec · c2 černý pěšec · g2 bílý věž · b1 černý střelec · c1 bílý věž · e1 bílý jezdec | g8 bílý střelec · a7 bílý král · d7 černý pěšec · e7 bílý střelec · f7 bílý pěšec · g7 bílý pěšec · d6 bílý pěšec · f5 bílý pěšec · g4 bílý pěšec · h4 bílý pěšec · a3 černý pěšec · c3 černý pěšec · h3 černý král · a2 černý pěšec · b2 bílý pěšec · c2 černý pěšec · g2 bílý věž · b1 černý střelec · c1 bílý věž · e1 bílý jezdec | g8 bílý střelec · a7 bílý král · d7 černý pěšec · e7 bílý střelec · f7 bílý pěšec · g7 bílý pěšec · d6 bílý pěšec · f5 bílý pěšec · g4 bílý pěšec · h4 bílý pěšec · a3 černý pěšec · c3 černý pěšec · h3 černý král · a2 černý pěšec · b2 bílý pěšec · c2 černý pěšec · g2 bílý věž · b1 černý střelec · c1 bílý věž · e1 bílý jezdec | g8 bílý střelec · a7 bílý král · d7 černý pěšec · e7 bílý střelec · f7 bílý pěšec · g7 bílý pěšec · d6 bílý pěšec · f5 bílý pěšec · g4 bílý pěšec · h4 bílý pěšec · a3 černý pěšec · c3 černý pěšec · h3 černý král · a2 černý pěšec · b2 bílý pěšec · c2 černý pěšec · g2 bílý věž · b1 černý střelec · c1 bílý věž · e1 bílý jezdec | g8 bílý střelec · a7 bílý král · d7 černý pěšec · e7 bílý střelec · f7 bílý pěšec · g7 bílý pěšec · d6 bílý pěšec · f5 bílý pěšec · g4 bílý pěšec · h4 bílý pěšec · a3 černý pěšec · c3 černý pěšec · h3 černý král · a2 černý pěšec · b2 bílý pěšec · c2 černý pěšec · g2 bílý věž · b1 černý střelec · c1 bílý věž · e1 bílý jezdec | g8 bílý střelec · a7 bílý král · d7 černý pěšec · e7 bílý střelec · f7 bílý pěšec · g7 bílý pěšec · d6 bílý pěšec · f5 bílý pěšec · g4 bílý pěšec · h4 bílý pěšec · a3 černý pěšec · c3 černý pěšec · h3 černý král · a2 černý pěšec · b2 bílý pěšec · c2 černý pěšec · g2 bílý věž · b1 černý střelec · c1 bílý věž · e1 bílý jezdec | g8 bílý střelec · a7 bílý král · d7 černý pěšec · e7 bílý střelec · f7 bílý pěšec · g7 bílý pěšec · d6 bílý pěšec · f5 bílý pěšec · g4 bílý pěšec · h4 bílý pěšec · a3 černý pěšec · c3 černý pěšec · h3 černý král · a2 černý pěšec · b2 bílý pěšec · c2 černý pěšec · g2 bílý věž · b1 černý střelec · c1 bílý věž · e1 bílý jezdec | 8 |
| 7 | g8 bílý střelec · a7 bílý král · d7 černý pěšec · e7 bílý střelec · f7 bílý pěšec · g7 bílý pěšec · d6 bílý pěšec · f5 bílý pěšec · g4 bílý pěšec · h4 bílý pěšec · a3 černý pěšec · c3 černý pěšec · h3 černý král · a2 černý pěšec · b2 bílý pěšec · c2 černý pěšec · g2 bílý věž · b1 černý střelec · c1 bílý věž · e1 bílý jezdec | g8 bílý střelec · a7 bílý král · d7 černý pěšec · e7 bílý střelec · f7 bílý pěšec · g7 bílý pěšec · d6 bílý pěšec · f5 bílý pěšec · g4 bílý pěšec · h4 bílý pěšec · a3 černý pěšec · c3 černý pěšec · h3 černý král · a2 černý pěšec · b2 bílý pěšec · c2 černý pěšec · g2 bílý věž · b1 černý střelec · c1 bílý věž · e1 bílý jezdec | g8 bílý střelec · a7 bílý král · d7 černý pěšec · e7 bílý střelec · f7 bílý pěšec · g7 bílý pěšec · d6 bílý pěšec · f5 bílý pěšec · g4 bílý pěšec · h4 bílý pěšec · a3 černý pěšec · c3 černý pěšec · h3 černý král · a2 černý pěšec · b2 bílý pěšec · c2 černý pěšec · g2 bílý věž · b1 černý střelec · c1 bílý věž · e1 bílý jezdec | g8 bílý střelec · a7 bílý král · d7 černý pěšec · e7 bílý střelec · f7 bílý pěšec · g7 bílý pěšec · d6 bílý pěšec · f5 bílý pěšec · g4 bílý pěšec · h4 bílý pěšec · a3 černý pěšec · c3 černý pěšec · h3 černý král · a2 černý pěšec · b2 bílý pěšec · c2 černý pěšec · g2 bílý věž · b1 černý střelec · c1 bílý věž · e1 bílý jezdec | g8 bílý střelec · a7 bílý král · d7 černý pěšec · e7 bílý střelec · f7 bílý pěšec · g7 bílý pěšec · d6 bílý pěšec · f5 bílý pěšec · g4 bílý pěšec · h4 bílý pěšec · a3 černý pěšec · c3 černý pěšec · h3 černý král · a2 černý pěšec · b2 bílý pěšec · c2 černý pěšec · g2 bílý věž · b1 černý střelec · c1 bílý věž · e1 bílý jezdec | g8 bílý střelec · a7 bílý král · d7 černý pěšec · e7 bílý střelec · f7 bílý pěšec · g7 bílý pěšec · d6 bílý pěšec · f5 bílý pěšec · g4 bílý pěšec · h4 bílý pěšec · a3 černý pěšec · c3 černý pěšec · h3 černý král · a2 černý pěšec · b2 bílý pěšec · c2 černý pěšec · g2 bílý věž · b1 černý střelec · c1 bílý věž · e1 bílý jezdec | g8 bílý střelec · a7 bílý král · d7 černý pěšec · e7 bílý střelec · f7 bílý pěšec · g7 bílý pěšec · d6 bílý pěšec · f5 bílý pěšec · g4 bílý pěšec · h4 bílý pěšec · a3 černý pěšec · c3 černý pěšec · h3 černý král · a2 černý pěšec · b2 bílý pěšec · c2 černý pěšec · g2 bílý věž · b1 černý střelec · c1 bílý věž · e1 bílý jezdec | g8 bílý střelec · a7 bílý král · d7 černý pěšec · e7 bílý střelec · f7 bílý pěšec · g7 bílý pěšec · d6 bílý pěšec · f5 bílý pěšec · g4 bílý pěšec · h4 bílý pěšec · a3 černý pěšec · c3 černý pěšec · h3 černý král · a2 černý pěšec · b2 bílý pěšec · c2 černý pěšec · g2 bílý věž · b1 černý střelec · c1 bílý věž · e1 bílý jezdec | 7 |
| 6 | g8 bílý střelec · a7 bílý král · d7 černý pěšec · e7 bílý střelec · f7 bílý pěšec · g7 bílý pěšec · d6 bílý pěšec · f5 bílý pěšec · g4 bílý pěšec · h4 bílý pěšec · a3 černý pěšec · c3 černý pěšec · h3 černý král · a2 černý pěšec · b2 bílý pěšec · c2 černý pěšec · g2 bílý věž · b1 černý střelec · c1 bílý věž · e1 bílý jezdec | g8 bílý střelec · a7 bílý král · d7 černý pěšec · e7 bílý střelec · f7 bílý pěšec · g7 bílý pěšec · d6 bílý pěšec · f5 bílý pěšec · g4 bílý pěšec · h4 bílý pěšec · a3 černý pěšec · c3 černý pěšec · h3 černý král · a2 černý pěšec · b2 bílý pěšec · c2 černý pěšec · g2 bílý věž · b1 černý střelec · c1 bílý věž · e1 bílý jezdec | g8 bílý střelec · a7 bílý král · d7 černý pěšec · e7 bílý střelec · f7 bílý pěšec · g7 bílý pěšec · d6 bílý pěšec · f5 bílý pěšec · g4 bílý pěšec · h4 bílý pěšec · a3 černý pěšec · c3 černý pěšec · h3 černý král · a2 černý pěšec · b2 bílý pěšec · c2 černý pěšec · g2 bílý věž · b1 černý střelec · c1 bílý věž · e1 bílý jezdec | g8 bílý střelec · a7 bílý král · d7 černý pěšec · e7 bílý střelec · f7 bílý pěšec · g7 bílý pěšec · d6 bílý pěšec · f5 bílý pěšec · g4 bílý pěšec · h4 bílý pěšec · a3 černý pěšec · c3 černý pěšec · h3 černý král · a2 černý pěšec · b2 bílý pěšec · c2 černý pěšec · g2 bílý věž · b1 černý střelec · c1 bílý věž · e1 bílý jezdec | g8 bílý střelec · a7 bílý král · d7 černý pěšec · e7 bílý střelec · f7 bílý pěšec · g7 bílý pěšec · d6 bílý pěšec · f5 bílý pěšec · g4 bílý pěšec · h4 bílý pěšec · a3 černý pěšec · c3 černý pěšec · h3 černý král · a2 černý pěšec · b2 bílý pěšec · c2 černý pěšec · g2 bílý věž · b1 černý střelec · c1 bílý věž · e1 bílý jezdec | g8 bílý střelec · a7 bílý král · d7 černý pěšec · e7 bílý střelec · f7 bílý pěšec · g7 bílý pěšec · d6 bílý pěšec · f5 bílý pěšec · g4 bílý pěšec · h4 bílý pěšec · a3 černý pěšec · c3 černý pěšec · h3 černý král · a2 černý pěšec · b2 bílý pěšec · c2 černý pěšec · g2 bílý věž · b1 černý střelec · c1 bílý věž · e1 bílý jezdec | g8 bílý střelec · a7 bílý král · d7 černý pěšec · e7 bílý střelec · f7 bílý pěšec · g7 bílý pěšec · d6 bílý pěšec · f5 bílý pěšec · g4 bílý pěšec · h4 bílý pěšec · a3 černý pěšec · c3 černý pěšec · h3 černý král · a2 černý pěšec · b2 bílý pěšec · c2 černý pěšec · g2 bílý věž · b1 černý střelec · c1 bílý věž · e1 bílý jezdec | g8 bílý střelec · a7 bílý král · d7 černý pěšec · e7 bílý střelec · f7 bílý pěšec · g7 bílý pěšec · d6 bílý pěšec · f5 bílý pěšec · g4 bílý pěšec · h4 bílý pěšec · a3 černý pěšec · c3 černý pěšec · h3 černý král · a2 černý pěšec · b2 bílý pěšec · c2 černý pěšec · g2 bílý věž · b1 černý střelec · c1 bílý věž · e1 bílý jezdec | 6 |
| 5 | g8 bílý střelec · a7 bílý král · d7 černý pěšec · e7 bílý střelec · f7 bílý pěšec · g7 bílý pěšec · d6 bílý pěšec · f5 bílý pěšec · g4 bílý pěšec · h4 bílý pěšec · a3 černý pěšec · c3 černý pěšec · h3 černý král · a2 černý pěšec · b2 bílý pěšec · c2 černý pěšec · g2 bílý věž · b1 černý střelec · c1 bílý věž · e1 bílý jezdec | g8 bílý střelec · a7 bílý král · d7 černý pěšec · e7 bílý střelec · f7 bílý pěšec · g7 bílý pěšec · d6 bílý pěšec · f5 bílý pěšec · g4 bílý pěšec · h4 bílý pěšec · a3 černý pěšec · c3 černý pěšec · h3 černý král · a2 černý pěšec · b2 bílý pěšec · c2 černý pěšec · g2 bílý věž · b1 černý střelec · c1 bílý věž · e1 bílý jezdec | g8 bílý střelec · a7 bílý král · d7 černý pěšec · e7 bílý střelec · f7 bílý pěšec · g7 bílý pěšec · d6 bílý pěšec · f5 bílý pěšec · g4 bílý pěšec · h4 bílý pěšec · a3 černý pěšec · c3 černý pěšec · h3 černý král · a2 černý pěšec · b2 bílý pěšec · c2 černý pěšec · g2 bílý věž · b1 černý střelec · c1 bílý věž · e1 bílý jezdec | g8 bílý střelec · a7 bílý král · d7 černý pěšec · e7 bílý střelec · f7 bílý pěšec · g7 bílý pěšec · d6 bílý pěšec · f5 bílý pěšec · g4 bílý pěšec · h4 bílý pěšec · a3 černý pěšec · c3 černý pěšec · h3 černý král · a2 černý pěšec · b2 bílý pěšec · c2 černý pěšec · g2 bílý věž · b1 černý střelec · c1 bílý věž · e1 bílý jezdec | g8 bílý střelec · a7 bílý král · d7 černý pěšec · e7 bílý střelec · f7 bílý pěšec · g7 bílý pěšec · d6 bílý pěšec · f5 bílý pěšec · g4 bílý pěšec · h4 bílý pěšec · a3 černý pěšec · c3 černý pěšec · h3 černý král · a2 černý pěšec · b2 bílý pěšec · c2 černý pěšec · g2 bílý věž · b1 černý střelec · c1 bílý věž · e1 bílý jezdec | g8 bílý střelec · a7 bílý král · d7 černý pěšec · e7 bílý střelec · f7 bílý pěšec · g7 bílý pěšec · d6 bílý pěšec · f5 bílý pěšec · g4 bílý pěšec · h4 bílý pěšec · a3 černý pěšec · c3 černý pěšec · h3 černý král · a2 černý pěšec · b2 bílý pěšec · c2 černý pěšec · g2 bílý věž · b1 černý střelec · c1 bílý věž · e1 bílý jezdec | g8 bílý střelec · a7 bílý král · d7 černý pěšec · e7 bílý střelec · f7 bílý pěšec · g7 bílý pěšec · d6 bílý pěšec · f5 bílý pěšec · g4 bílý pěšec · h4 bílý pěšec · a3 černý pěšec · c3 černý pěšec · h3 černý král · a2 černý pěšec · b2 bílý pěšec · c2 černý pěšec · g2 bílý věž · b1 černý střelec · c1 bílý věž · e1 bílý jezdec | g8 bílý střelec · a7 bílý král · d7 černý pěšec · e7 bílý střelec · f7 bílý pěšec · g7 bílý pěšec · d6 bílý pěšec · f5 bílý pěšec · g4 bílý pěšec · h4 bílý pěšec · a3 černý pěšec · c3 černý pěšec · h3 černý král · a2 černý pěšec · b2 bílý pěšec · c2 černý pěšec · g2 bílý věž · b1 černý střelec · c1 bílý věž · e1 bílý jezdec | 5 |
| 4 | g8 bílý střelec · a7 bílý král · d7 černý pěšec · e7 bílý střelec · f7 bílý pěšec · g7 bílý pěšec · d6 bílý pěšec · f5 bílý pěšec · g4 bílý pěšec · h4 bílý pěšec · a3 černý pěšec · c3 černý pěšec · h3 černý král · a2 černý pěšec · b2 bílý pěšec · c2 černý pěšec · g2 bílý věž · b1 černý střelec · c1 bílý věž · e1 bílý jezdec | g8 bílý střelec · a7 bílý král · d7 černý pěšec · e7 bílý střelec · f7 bílý pěšec · g7 bílý pěšec · d6 bílý pěšec · f5 bílý pěšec · g4 bílý pěšec · h4 bílý pěšec · a3 černý pěšec · c3 černý pěšec · h3 černý král · a2 černý pěšec · b2 bílý pěšec · c2 černý pěšec · g2 bílý věž · b1 černý střelec · c1 bílý věž · e1 bílý jezdec | g8 bílý střelec · a7 bílý král · d7 černý pěšec · e7 bílý střelec · f7 bílý pěšec · g7 bílý pěšec · d6 bílý pěšec · f5 bílý pěšec · g4 bílý pěšec · h4 bílý pěšec · a3 černý pěšec · c3 černý pěšec · h3 černý král · a2 černý pěšec · b2 bílý pěšec · c2 černý pěšec · g2 bílý věž · b1 černý střelec · c1 bílý věž · e1 bílý jezdec | g8 bílý střelec · a7 bílý král · d7 černý pěšec · e7 bílý střelec · f7 bílý pěšec · g7 bílý pěšec · d6 bílý pěšec · f5 bílý pěšec · g4 bílý pěšec · h4 bílý pěšec · a3 černý pěšec · c3 černý pěšec · h3 černý král · a2 černý pěšec · b2 bílý pěšec · c2 černý pěšec · g2 bílý věž · b1 černý střelec · c1 bílý věž · e1 bílý jezdec | g8 bílý střelec · a7 bílý král · d7 černý pěšec · e7 bílý střelec · f7 bílý pěšec · g7 bílý pěšec · d6 bílý pěšec · f5 bílý pěšec · g4 bílý pěšec · h4 bílý pěšec · a3 černý pěšec · c3 černý pěšec · h3 černý král · a2 černý pěšec · b2 bílý pěšec · c2 černý pěšec · g2 bílý věž · b1 černý střelec · c1 bílý věž · e1 bílý jezdec | g8 bílý střelec · a7 bílý král · d7 černý pěšec · e7 bílý střelec · f7 bílý pěšec · g7 bílý pěšec · d6 bílý pěšec · f5 bílý pěšec · g4 bílý pěšec · h4 bílý pěšec · a3 černý pěšec · c3 černý pěšec · h3 černý král · a2 černý pěšec · b2 bílý pěšec · c2 černý pěšec · g2 bílý věž · b1 černý střelec · c1 bílý věž · e1 bílý jezdec | g8 bílý střelec · a7 bílý král · d7 černý pěšec · e7 bílý střelec · f7 bílý pěšec · g7 bílý pěšec · d6 bílý pěšec · f5 bílý pěšec · g4 bílý pěšec · h4 bílý pěšec · a3 černý pěšec · c3 černý pěšec · h3 černý král · a2 černý pěšec · b2 bílý pěšec · c2 černý pěšec · g2 bílý věž · b1 černý střelec · c1 bílý věž · e1 bílý jezdec | g8 bílý střelec · a7 bílý král · d7 černý pěšec · e7 bílý střelec · f7 bílý pěšec · g7 bílý pěšec · d6 bílý pěšec · f5 bílý pěšec · g4 bílý pěšec · h4 bílý pěšec · a3 černý pěšec · c3 černý pěšec · h3 černý král · a2 černý pěšec · b2 bílý pěšec · c2 černý pěšec · g2 bílý věž · b1 černý střelec · c1 bílý věž · e1 bílý jezdec | 4 |
| 3 | g8 bílý střelec · a7 bílý král · d7 černý pěšec · e7 bílý střelec · f7 bílý pěšec · g7 bílý pěšec · d6 bílý pěšec · f5 bílý pěšec · g4 bílý pěšec · h4 bílý pěšec · a3 černý pěšec · c3 černý pěšec · h3 černý král · a2 černý pěšec · b2 bílý pěšec · c2 černý pěšec · g2 bílý věž · b1 černý střelec · c1 bílý věž · e1 bílý jezdec | g8 bílý střelec · a7 bílý král · d7 černý pěšec · e7 bílý střelec · f7 bílý pěšec · g7 bílý pěšec · d6 bílý pěšec · f5 bílý pěšec · g4 bílý pěšec · h4 bílý pěšec · a3 černý pěšec · c3 černý pěšec · h3 černý král · a2 černý pěšec · b2 bílý pěšec · c2 černý pěšec · g2 bílý věž · b1 černý střelec · c1 bílý věž · e1 bílý jezdec | g8 bílý střelec · a7 bílý král · d7 černý pěšec · e7 bílý střelec · f7 bílý pěšec · g7 bílý pěšec · d6 bílý pěšec · f5 bílý pěšec · g4 bílý pěšec · h4 bílý pěšec · a3 černý pěšec · c3 černý pěšec · h3 černý král · a2 černý pěšec · b2 bílý pěšec · c2 černý pěšec · g2 bílý věž · b1 černý střelec · c1 bílý věž · e1 bílý jezdec | g8 bílý střelec · a7 bílý král · d7 černý pěšec · e7 bílý střelec · f7 bílý pěšec · g7 bílý pěšec · d6 bílý pěšec · f5 bílý pěšec · g4 bílý pěšec · h4 bílý pěšec · a3 černý pěšec · c3 černý pěšec · h3 černý král · a2 černý pěšec · b2 bílý pěšec · c2 černý pěšec · g2 bílý věž · b1 černý střelec · c1 bílý věž · e1 bílý jezdec | g8 bílý střelec · a7 bílý král · d7 černý pěšec · e7 bílý střelec · f7 bílý pěšec · g7 bílý pěšec · d6 bílý pěšec · f5 bílý pěšec · g4 bílý pěšec · h4 bílý pěšec · a3 černý pěšec · c3 černý pěšec · h3 černý král · a2 černý pěšec · b2 bílý pěšec · c2 černý pěšec · g2 bílý věž · b1 černý střelec · c1 bílý věž · e1 bílý jezdec | g8 bílý střelec · a7 bílý král · d7 černý pěšec · e7 bílý střelec · f7 bílý pěšec · g7 bílý pěšec · d6 bílý pěšec · f5 bílý pěšec · g4 bílý pěšec · h4 bílý pěšec · a3 černý pěšec · c3 černý pěšec · h3 černý král · a2 černý pěšec · b2 bílý pěšec · c2 černý pěšec · g2 bílý věž · b1 černý střelec · c1 bílý věž · e1 bílý jezdec | g8 bílý střelec · a7 bílý král · d7 černý pěšec · e7 bílý střelec · f7 bílý pěšec · g7 bílý pěšec · d6 bílý pěšec · f5 bílý pěšec · g4 bílý pěšec · h4 bílý pěšec · a3 černý pěšec · c3 černý pěšec · h3 černý král · a2 černý pěšec · b2 bílý pěšec · c2 černý pěšec · g2 bílý věž · b1 černý střelec · c1 bílý věž · e1 bílý jezdec | g8 bílý střelec · a7 bílý král · d7 černý pěšec · e7 bílý střelec · f7 bílý pěšec · g7 bílý pěšec · d6 bílý pěšec · f5 bílý pěšec · g4 bílý pěšec · h4 bílý pěšec · a3 černý pěšec · c3 černý pěšec · h3 černý král · a2 černý pěšec · b2 bílý pěšec · c2 černý pěšec · g2 bílý věž · b1 černý střelec · c1 bílý věž · e1 bílý jezdec | 3 |
| 2 | g8 bílý střelec · a7 bílý král · d7 černý pěšec · e7 bílý střelec · f7 bílý pěšec · g7 bílý pěšec · d6 bílý pěšec · f5 bílý pěšec · g4 bílý pěšec · h4 bílý pěšec · a3 černý pěšec · c3 černý pěšec · h3 černý král · a2 černý pěšec · b2 bílý pěšec · c2 černý pěšec · g2 bílý věž · b1 černý střelec · c1 bílý věž · e1 bílý jezdec | g8 bílý střelec · a7 bílý král · d7 černý pěšec · e7 bílý střelec · f7 bílý pěšec · g7 bílý pěšec · d6 bílý pěšec · f5 bílý pěšec · g4 bílý pěšec · h4 bílý pěšec · a3 černý pěšec · c3 černý pěšec · h3 černý král · a2 černý pěšec · b2 bílý pěšec · c2 černý pěšec · g2 bílý věž · b1 černý střelec · c1 bílý věž · e1 bílý jezdec | g8 bílý střelec · a7 bílý král · d7 černý pěšec · e7 bílý střelec · f7 bílý pěšec · g7 bílý pěšec · d6 bílý pěšec · f5 bílý pěšec · g4 bílý pěšec · h4 bílý pěšec · a3 černý pěšec · c3 černý pěšec · h3 černý král · a2 černý pěšec · b2 bílý pěšec · c2 černý pěšec · g2 bílý věž · b1 černý střelec · c1 bílý věž · e1 bílý jezdec | g8 bílý střelec · a7 bílý král · d7 černý pěšec · e7 bílý střelec · f7 bílý pěšec · g7 bílý pěšec · d6 bílý pěšec · f5 bílý pěšec · g4 bílý pěšec · h4 bílý pěšec · a3 černý pěšec · c3 černý pěšec · h3 černý král · a2 černý pěšec · b2 bílý pěšec · c2 černý pěšec · g2 bílý věž · b1 černý střelec · c1 bílý věž · e1 bílý jezdec | g8 bílý střelec · a7 bílý král · d7 černý pěšec · e7 bílý střelec · f7 bílý pěšec · g7 bílý pěšec · d6 bílý pěšec · f5 bílý pěšec · g4 bílý pěšec · h4 bílý pěšec · a3 černý pěšec · c3 černý pěšec · h3 černý král · a2 černý pěšec · b2 bílý pěšec · c2 černý pěšec · g2 bílý věž · b1 černý střelec · c1 bílý věž · e1 bílý jezdec | g8 bílý střelec · a7 bílý král · d7 černý pěšec · e7 bílý střelec · f7 bílý pěšec · g7 bílý pěšec · d6 bílý pěšec · f5 bílý pěšec · g4 bílý pěšec · h4 bílý pěšec · a3 černý pěšec · c3 černý pěšec · h3 černý král · a2 černý pěšec · b2 bílý pěšec · c2 černý pěšec · g2 bílý věž · b1 černý střelec · c1 bílý věž · e1 bílý jezdec | g8 bílý střelec · a7 bílý král · d7 černý pěšec · e7 bílý střelec · f7 bílý pěšec · g7 bílý pěšec · d6 bílý pěšec · f5 bílý pěšec · g4 bílý pěšec · h4 bílý pěšec · a3 černý pěšec · c3 černý pěšec · h3 černý král · a2 černý pěšec · b2 bílý pěšec · c2 černý pěšec · g2 bílý věž · b1 černý střelec · c1 bílý věž · e1 bílý jezdec | g8 bílý střelec · a7 bílý král · d7 černý pěšec · e7 bílý střelec · f7 bílý pěšec · g7 bílý pěšec · d6 bílý pěšec · f5 bílý pěšec · g4 bílý pěšec · h4 bílý pěšec · a3 černý pěšec · c3 černý pěšec · h3 černý král · a2 černý pěšec · b2 bílý pěšec · c2 černý pěšec · g2 bílý věž · b1 černý střelec · c1 bílý věž · e1 bílý jezdec | 2 |
| 1 | g8 bílý střelec · a7 bílý král · d7 černý pěšec · e7 bílý střelec · f7 bílý pěšec · g7 bílý pěšec · d6 bílý pěšec · f5 bílý pěšec · g4 bílý pěšec · h4 bílý pěšec · a3 černý pěšec · c3 černý pěšec · h3 černý král · a2 černý pěšec · b2 bílý pěšec · c2 černý pěšec · g2 bílý věž · b1 černý střelec · c1 bílý věž · e1 bílý jezdec | g8 bílý střelec · a7 bílý král · d7 černý pěšec · e7 bílý střelec · f7 bílý pěšec · g7 bílý pěšec · d6 bílý pěšec · f5 bílý pěšec · g4 bílý pěšec · h4 bílý pěšec · a3 černý pěšec · c3 černý pěšec · h3 černý král · a2 černý pěšec · b2 bílý pěšec · c2 černý pěšec · g2 bílý věž · b1 černý střelec · c1 bílý věž · e1 bílý jezdec | g8 bílý střelec · a7 bílý král · d7 černý pěšec · e7 bílý střelec · f7 bílý pěšec · g7 bílý pěšec · d6 bílý pěšec · f5 bílý pěšec · g4 bílý pěšec · h4 bílý pěšec · a3 černý pěšec · c3 černý pěšec · h3 černý král · a2 černý pěšec · b2 bílý pěšec · c2 černý pěšec · g2 bílý věž · b1 černý střelec · c1 bílý věž · e1 bílý jezdec | g8 bílý střelec · a7 bílý král · d7 černý pěšec · e7 bílý střelec · f7 bílý pěšec · g7 bílý pěšec · d6 bílý pěšec · f5 bílý pěšec · g4 bílý pěšec · h4 bílý pěšec · a3 černý pěšec · c3 černý pěšec · h3 černý král · a2 černý pěšec · b2 bílý pěšec · c2 černý pěšec · g2 bílý věž · b1 černý střelec · c1 bílý věž · e1 bílý jezdec | g8 bílý střelec · a7 bílý král · d7 černý pěšec · e7 bílý střelec · f7 bílý pěšec · g7 bílý pěšec · d6 bílý pěšec · f5 bílý pěšec · g4 bílý pěšec · h4 bílý pěšec · a3 černý pěšec · c3 černý pěšec · h3 černý král · a2 černý pěšec · b2 bílý pěšec · c2 černý pěšec · g2 bílý věž · b1 černý střelec · c1 bílý věž · e1 bílý jezdec | g8 bílý střelec · a7 bílý král · d7 černý pěšec · e7 bílý střelec · f7 bílý pěšec · g7 bílý pěšec · d6 bílý pěšec · f5 bílý pěšec · g4 bílý pěšec · h4 bílý pěšec · a3 černý pěšec · c3 černý pěšec · h3 černý král · a2 černý pěšec · b2 bílý pěšec · c2 černý pěšec · g2 bílý věž · b1 černý střelec · c1 bílý věž · e1 bílý jezdec | g8 bílý střelec · a7 bílý král · d7 černý pěšec · e7 bílý střelec · f7 bílý pěšec · g7 bílý pěšec · d6 bílý pěšec · f5 bílý pěšec · g4 bílý pěšec · h4 bílý pěšec · a3 černý pěšec · c3 černý pěšec · h3 černý král · a2 černý pěšec · b2 bílý pěšec · c2 černý pěšec · g2 bílý věž · b1 černý střelec · c1 bílý věž · e1 bílý jezdec | g8 bílý střelec · a7 bílý král · d7 černý pěšec · e7 bílý střelec · f7 bílý pěšec · g7 bílý pěšec · d6 bílý pěšec · f5 bílý pěšec · g4 bílý pěšec · h4 bílý pěšec · a3 černý pěšec · c3 černý pěšec · h3 černý král · a2 černý pěšec · b2 bílý pěšec · c2 černý pěšec · g2 bílý věž · b1 černý střelec · c1 bílý věž · e1 bílý jezdec | 1 |
|   | a | b | c | d | e | f | g | h |   |

Problém Wolfanga Paulyho z roku 1912, zobrazený na prvním diagramu, je tříčtvrteční verzí Babsonovy úlohy – třem proměnám černého odpovídají tři stejné proměny bílého. Bílý táhne a dá mat čtvrtým tahem. Úvodním tahem je 1. b3, po němž mohou následovat tyto varianty:
1. … a1D 2. f8D Db2 3. Da8 Dxc1 4. Df3 mat
1. … a1V 2. f8V a2 3. Vf6 Kxh4 4. Vh6 mat
1. … a1J 2. f8J a2 3. Jg6 Jxb3 4. Jf4 mat
Nejedná se však o plnohodnotného Babsona, protože 1. … a1S 2. f8S nefunguje. Bílý by musel místo toho hrát 2. f8D s podobným řešením, jako je uvedené výše.

## Babsonova úloha ve formě samomatu
|   | a | b | c | d | e | f | g | h |   |
| 8 | h8 bílý jezdec · a7 bílý pěšec · b7 černý pěšec · c7 černý pěšec · f7 bílý pěšec · a6 bílý věž · b6 černý věž · c6 černý král · h6 bílý pěšec · a5 bílý král · c5 bílý pěšec · b4 bílý pěšec · e4 bílý pěšec · h4 bílý pěšec · c3 bílý pěšec · h3 bílý dáma · f2 černý pěšec · h2 bílý věž · f1 bílý jezdec · g1 bílý střelec | h8 bílý jezdec · a7 bílý pěšec · b7 černý pěšec · c7 černý pěšec · f7 bílý pěšec · a6 bílý věž · b6 černý věž · c6 černý král · h6 bílý pěšec · a5 bílý král · c5 bílý pěšec · b4 bílý pěšec · e4 bílý pěšec · h4 bílý pěšec · c3 bílý pěšec · h3 bílý dáma · f2 černý pěšec · h2 bílý věž · f1 bílý jezdec · g1 bílý střelec | h8 bílý jezdec · a7 bílý pěšec · b7 černý pěšec · c7 černý pěšec · f7 bílý pěšec · a6 bílý věž · b6 černý věž · c6 černý král · h6 bílý pěšec · a5 bílý král · c5 bílý pěšec · b4 bílý pěšec · e4 bílý pěšec · h4 bílý pěšec · c3 bílý pěšec · h3 bílý dáma · f2 černý pěšec · h2 bílý věž · f1 bílý jezdec · g1 bílý střelec | h8 bílý jezdec · a7 bílý pěšec · b7 černý pěšec · c7 černý pěšec · f7 bílý pěšec · a6 bílý věž · b6 černý věž · c6 černý král · h6 bílý pěšec · a5 bílý král · c5 bílý pěšec · b4 bílý pěšec · e4 bílý pěšec · h4 bílý pěšec · c3 bílý pěšec · h3 bílý dáma · f2 černý pěšec · h2 bílý věž · f1 bílý jezdec · g1 bílý střelec | h8 bílý jezdec · a7 bílý pěšec · b7 černý pěšec · c7 černý pěšec · f7 bílý pěšec · a6 bílý věž · b6 černý věž · c6 černý král · h6 bílý pěšec · a5 bílý král · c5 bílý pěšec · b4 bílý pěšec · e4 bílý pěšec · h4 bílý pěšec · c3 bílý pěšec · h3 bílý dáma · f2 černý pěšec · h2 bílý věž · f1 bílý jezdec · g1 bílý střelec | h8 bílý jezdec · a7 bílý pěšec · b7 černý pěšec · c7 černý pěšec · f7 bílý pěšec · a6 bílý věž · b6 černý věž · c6 černý král · h6 bílý pěšec · a5 bílý král · c5 bílý pěšec · b4 bílý pěšec · e4 bílý pěšec · h4 bílý pěšec · c3 bílý pěšec · h3 bílý dáma · f2 černý pěšec · h2 bílý věž · f1 bílý jezdec · g1 bílý střelec | h8 bílý jezdec · a7 bílý pěšec · b7 černý pěšec · c7 černý pěšec · f7 bílý pěšec · a6 bílý věž · b6 černý věž · c6 černý král · h6 bílý pěšec · a5 bílý král · c5 bílý pěšec · b4 bílý pěšec · e4 bílý pěšec · h4 bílý pěšec · c3 bílý pěšec · h3 bílý dáma · f2 černý pěšec · h2 bílý věž · f1 bílý jezdec · g1 bílý střelec | h8 bílý jezdec · a7 bílý pěšec · b7 černý pěšec · c7 černý pěšec · f7 bílý pěšec · a6 bílý věž · b6 černý věž · c6 černý král · h6 bílý pěšec · a5 bílý král · c5 bílý pěšec · b4 bílý pěšec · e4 bílý pěšec · h4 bílý pěšec · c3 bílý pěšec · h3 bílý dáma · f2 černý pěšec · h2 bílý věž · f1 bílý jezdec · g1 bílý střelec | 8 |
| 7 | h8 bílý jezdec · a7 bílý pěšec · b7 černý pěšec · c7 černý pěšec · f7 bílý pěšec · a6 bílý věž · b6 černý věž · c6 černý král · h6 bílý pěšec · a5 bílý král · c5 bílý pěšec · b4 bílý pěšec · e4 bílý pěšec · h4 bílý pěšec · c3 bílý pěšec · h3 bílý dáma · f2 černý pěšec · h2 bílý věž · f1 bílý jezdec · g1 bílý střelec | h8 bílý jezdec · a7 bílý pěšec · b7 černý pěšec · c7 černý pěšec · f7 bílý pěšec · a6 bílý věž · b6 černý věž · c6 černý král · h6 bílý pěšec · a5 bílý král · c5 bílý pěšec · b4 bílý pěšec · e4 bílý pěšec · h4 bílý pěšec · c3 bílý pěšec · h3 bílý dáma · f2 černý pěšec · h2 bílý věž · f1 bílý jezdec · g1 bílý střelec | h8 bílý jezdec · a7 bílý pěšec · b7 černý pěšec · c7 černý pěšec · f7 bílý pěšec · a6 bílý věž · b6 černý věž · c6 černý král · h6 bílý pěšec · a5 bílý král · c5 bílý pěšec · b4 bílý pěšec · e4 bílý pěšec · h4 bílý pěšec · c3 bílý pěšec · h3 bílý dáma · f2 černý pěšec · h2 bílý věž · f1 bílý jezdec · g1 bílý střelec | h8 bílý jezdec · a7 bílý pěšec · b7 černý pěšec · c7 černý pěšec · f7 bílý pěšec · a6 bílý věž · b6 černý věž · c6 černý král · h6 bílý pěšec · a5 bílý král · c5 bílý pěšec · b4 bílý pěšec · e4 bílý pěšec · h4 bílý pěšec · c3 bílý pěšec · h3 bílý dáma · f2 černý pěšec · h2 bílý věž · f1 bílý jezdec · g1 bílý střelec | h8 bílý jezdec · a7 bílý pěšec · b7 černý pěšec · c7 černý pěšec · f7 bílý pěšec · a6 bílý věž · b6 černý věž · c6 černý král · h6 bílý pěšec · a5 bílý král · c5 bílý pěšec · b4 bílý pěšec · e4 bílý pěšec · h4 bílý pěšec · c3 bílý pěšec · h3 bílý dáma · f2 černý pěšec · h2 bílý věž · f1 bílý jezdec · g1 bílý střelec | h8 bílý jezdec · a7 bílý pěšec · b7 černý pěšec · c7 černý pěšec · f7 bílý pěšec · a6 bílý věž · b6 černý věž · c6 černý král · h6 bílý pěšec · a5 bílý král · c5 bílý pěšec · b4 bílý pěšec · e4 bílý pěšec · h4 bílý pěšec · c3 bílý pěšec · h3 bílý dáma · f2 černý pěšec · h2 bílý věž · f1 bílý jezdec · g1 bílý střelec | h8 bílý jezdec · a7 bílý pěšec · b7 černý pěšec · c7 černý pěšec · f7 bílý pěšec · a6 bílý věž · b6 černý věž · c6 černý král · h6 bílý pěšec · a5 bílý král · c5 bílý pěšec · b4 bílý pěšec · e4 bílý pěšec · h4 bílý pěšec · c3 bílý pěšec · h3 bílý dáma · f2 černý pěšec · h2 bílý věž · f1 bílý jezdec · g1 bílý střelec | h8 bílý jezdec · a7 bílý pěšec · b7 černý pěšec · c7 černý pěšec · f7 bílý pěšec · a6 bílý věž · b6 černý věž · c6 černý král · h6 bílý pěšec · a5 bílý král · c5 bílý pěšec · b4 bílý pěšec · e4 bílý pěšec · h4 bílý pěšec · c3 bílý pěšec · h3 bílý dáma · f2 černý pěšec · h2 bílý věž · f1 bílý jezdec · g1 bílý střelec | 7 |
| 6 | h8 bílý jezdec · a7 bílý pěšec · b7 černý pěšec · c7 černý pěšec · f7 bílý pěšec · a6 bílý věž · b6 černý věž · c6 černý král · h6 bílý pěšec · a5 bílý král · c5 bílý pěšec · b4 bílý pěšec · e4 bílý pěšec · h4 bílý pěšec · c3 bílý pěšec · h3 bílý dáma · f2 černý pěšec · h2 bílý věž · f1 bílý jezdec · g1 bílý střelec | h8 bílý jezdec · a7 bílý pěšec · b7 černý pěšec · c7 černý pěšec · f7 bílý pěšec · a6 bílý věž · b6 černý věž · c6 černý král · h6 bílý pěšec · a5 bílý král · c5 bílý pěšec · b4 bílý pěšec · e4 bílý pěšec · h4 bílý pěšec · c3 bílý pěšec · h3 bílý dáma · f2 černý pěšec · h2 bílý věž · f1 bílý jezdec · g1 bílý střelec | h8 bílý jezdec · a7 bílý pěšec · b7 černý pěšec · c7 černý pěšec · f7 bílý pěšec · a6 bílý věž · b6 černý věž · c6 černý král · h6 bílý pěšec · a5 bílý král · c5 bílý pěšec · b4 bílý pěšec · e4 bílý pěšec · h4 bílý pěšec · c3 bílý pěšec · h3 bílý dáma · f2 černý pěšec · h2 bílý věž · f1 bílý jezdec · g1 bílý střelec | h8 bílý jezdec · a7 bílý pěšec · b7 černý pěšec · c7 černý pěšec · f7 bílý pěšec · a6 bílý věž · b6 černý věž · c6 černý král · h6 bílý pěšec · a5 bílý král · c5 bílý pěšec · b4 bílý pěšec · e4 bílý pěšec · h4 bílý pěšec · c3 bílý pěšec · h3 bílý dáma · f2 černý pěšec · h2 bílý věž · f1 bílý jezdec · g1 bílý střelec | h8 bílý jezdec · a7 bílý pěšec · b7 černý pěšec · c7 černý pěšec · f7 bílý pěšec · a6 bílý věž · b6 černý věž · c6 černý král · h6 bílý pěšec · a5 bílý král · c5 bílý pěšec · b4 bílý pěšec · e4 bílý pěšec · h4 bílý pěšec · c3 bílý pěšec · h3 bílý dáma · f2 černý pěšec · h2 bílý věž · f1 bílý jezdec · g1 bílý střelec | h8 bílý jezdec · a7 bílý pěšec · b7 černý pěšec · c7 černý pěšec · f7 bílý pěšec · a6 bílý věž · b6 černý věž · c6 černý král · h6 bílý pěšec · a5 bílý král · c5 bílý pěšec · b4 bílý pěšec · e4 bílý pěšec · h4 bílý pěšec · c3 bílý pěšec · h3 bílý dáma · f2 černý pěšec · h2 bílý věž · f1 bílý jezdec · g1 bílý střelec | h8 bílý jezdec · a7 bílý pěšec · b7 černý pěšec · c7 černý pěšec · f7 bílý pěšec · a6 bílý věž · b6 černý věž · c6 černý král · h6 bílý pěšec · a5 bílý král · c5 bílý pěšec · b4 bílý pěšec · e4 bílý pěšec · h4 bílý pěšec · c3 bílý pěšec · h3 bílý dáma · f2 černý pěšec · h2 bílý věž · f1 bílý jezdec · g1 bílý střelec | h8 bílý jezdec · a7 bílý pěšec · b7 černý pěšec · c7 černý pěšec · f7 bílý pěšec · a6 bílý věž · b6 černý věž · c6 černý král · h6 bílý pěšec · a5 bílý král · c5 bílý pěšec · b4 bílý pěšec · e4 bílý pěšec · h4 bílý pěšec · c3 bílý pěšec · h3 bílý dáma · f2 černý pěšec · h2 bílý věž · f1 bílý jezdec · g1 bílý střelec | 6 |
| 5 | h8 bílý jezdec · a7 bílý pěšec · b7 černý pěšec · c7 černý pěšec · f7 bílý pěšec · a6 bílý věž · b6 černý věž · c6 černý král · h6 bílý pěšec · a5 bílý král · c5 bílý pěšec · b4 bílý pěšec · e4 bílý pěšec · h4 bílý pěšec · c3 bílý pěšec · h3 bílý dáma · f2 černý pěšec · h2 bílý věž · f1 bílý jezdec · g1 bílý střelec | h8 bílý jezdec · a7 bílý pěšec · b7 černý pěšec · c7 černý pěšec · f7 bílý pěšec · a6 bílý věž · b6 černý věž · c6 černý král · h6 bílý pěšec · a5 bílý král · c5 bílý pěšec · b4 bílý pěšec · e4 bílý pěšec · h4 bílý pěšec · c3 bílý pěšec · h3 bílý dáma · f2 černý pěšec · h2 bílý věž · f1 bílý jezdec · g1 bílý střelec | h8 bílý jezdec · a7 bílý pěšec · b7 černý pěšec · c7 černý pěšec · f7 bílý pěšec · a6 bílý věž · b6 černý věž · c6 černý král · h6 bílý pěšec · a5 bílý král · c5 bílý pěšec · b4 bílý pěšec · e4 bílý pěšec · h4 bílý pěšec · c3 bílý pěšec · h3 bílý dáma · f2 černý pěšec · h2 bílý věž · f1 bílý jezdec · g1 bílý střelec | h8 bílý jezdec · a7 bílý pěšec · b7 černý pěšec · c7 černý pěšec · f7 bílý pěšec · a6 bílý věž · b6 černý věž · c6 černý král · h6 bílý pěšec · a5 bílý král · c5 bílý pěšec · b4 bílý pěšec · e4 bílý pěšec · h4 bílý pěšec · c3 bílý pěšec · h3 bílý dáma · f2 černý pěšec · h2 bílý věž · f1 bílý jezdec · g1 bílý střelec | h8 bílý jezdec · a7 bílý pěšec · b7 černý pěšec · c7 černý pěšec · f7 bílý pěšec · a6 bílý věž · b6 černý věž · c6 černý král · h6 bílý pěšec · a5 bílý král · c5 bílý pěšec · b4 bílý pěšec · e4 bílý pěšec · h4 bílý pěšec · c3 bílý pěšec · h3 bílý dáma · f2 černý pěšec · h2 bílý věž · f1 bílý jezdec · g1 bílý střelec | h8 bílý jezdec · a7 bílý pěšec · b7 černý pěšec · c7 černý pěšec · f7 bílý pěšec · a6 bílý věž · b6 černý věž · c6 černý král · h6 bílý pěšec · a5 bílý král · c5 bílý pěšec · b4 bílý pěšec · e4 bílý pěšec · h4 bílý pěšec · c3 bílý pěšec · h3 bílý dáma · f2 černý pěšec · h2 bílý věž · f1 bílý jezdec · g1 bílý střelec | h8 bílý jezdec · a7 bílý pěšec · b7 černý pěšec · c7 černý pěšec · f7 bílý pěšec · a6 bílý věž · b6 černý věž · c6 černý král · h6 bílý pěšec · a5 bílý král · c5 bílý pěšec · b4 bílý pěšec · e4 bílý pěšec · h4 bílý pěšec · c3 bílý pěšec · h3 bílý dáma · f2 černý pěšec · h2 bílý věž · f1 bílý jezdec · g1 bílý střelec | h8 bílý jezdec · a7 bílý pěšec · b7 černý pěšec · c7 černý pěšec · f7 bílý pěšec · a6 bílý věž · b6 černý věž · c6 černý král · h6 bílý pěšec · a5 bílý král · c5 bílý pěšec · b4 bílý pěšec · e4 bílý pěšec · h4 bílý pěšec · c3 bílý pěšec · h3 bílý dáma · f2 černý pěšec · h2 bílý věž · f1 bílý jezdec · g1 bílý střelec | 5 |
| 4 | h8 bílý jezdec · a7 bílý pěšec · b7 černý pěšec · c7 černý pěšec · f7 bílý pěšec · a6 bílý věž · b6 černý věž · c6 černý král · h6 bílý pěšec · a5 bílý král · c5 bílý pěšec · b4 bílý pěšec · e4 bílý pěšec · h4 bílý pěšec · c3 bílý pěšec · h3 bílý dáma · f2 černý pěšec · h2 bílý věž · f1 bílý jezdec · g1 bílý střelec | h8 bílý jezdec · a7 bílý pěšec · b7 černý pěšec · c7 černý pěšec · f7 bílý pěšec · a6 bílý věž · b6 černý věž · c6 černý král · h6 bílý pěšec · a5 bílý král · c5 bílý pěšec · b4 bílý pěšec · e4 bílý pěšec · h4 bílý pěšec · c3 bílý pěšec · h3 bílý dáma · f2 černý pěšec · h2 bílý věž · f1 bílý jezdec · g1 bílý střelec | h8 bílý jezdec · a7 bílý pěšec · b7 černý pěšec · c7 černý pěšec · f7 bílý pěšec · a6 bílý věž · b6 černý věž · c6 černý král · h6 bílý pěšec · a5 bílý král · c5 bílý pěšec · b4 bílý pěšec · e4 bílý pěšec · h4 bílý pěšec · c3 bílý pěšec · h3 bílý dáma · f2 černý pěšec · h2 bílý věž · f1 bílý jezdec · g1 bílý střelec | h8 bílý jezdec · a7 bílý pěšec · b7 černý pěšec · c7 černý pěšec · f7 bílý pěšec · a6 bílý věž · b6 černý věž · c6 černý král · h6 bílý pěšec · a5 bílý král · c5 bílý pěšec · b4 bílý pěšec · e4 bílý pěšec · h4 bílý pěšec · c3 bílý pěšec · h3 bílý dáma · f2 černý pěšec · h2 bílý věž · f1 bílý jezdec · g1 bílý střelec | h8 bílý jezdec · a7 bílý pěšec · b7 černý pěšec · c7 černý pěšec · f7 bílý pěšec · a6 bílý věž · b6 černý věž · c6 černý král · h6 bílý pěšec · a5 bílý král · c5 bílý pěšec · b4 bílý pěšec · e4 bílý pěšec · h4 bílý pěšec · c3 bílý pěšec · h3 bílý dáma · f2 černý pěšec · h2 bílý věž · f1 bílý jezdec · g1 bílý střelec | h8 bílý jezdec · a7 bílý pěšec · b7 černý pěšec · c7 černý pěšec · f7 bílý pěšec · a6 bílý věž · b6 černý věž · c6 černý král · h6 bílý pěšec · a5 bílý král · c5 bílý pěšec · b4 bílý pěšec · e4 bílý pěšec · h4 bílý pěšec · c3 bílý pěšec · h3 bílý dáma · f2 černý pěšec · h2 bílý věž · f1 bílý jezdec · g1 bílý střelec | h8 bílý jezdec · a7 bílý pěšec · b7 černý pěšec · c7 černý pěšec · f7 bílý pěšec · a6 bílý věž · b6 černý věž · c6 černý král · h6 bílý pěšec · a5 bílý král · c5 bílý pěšec · b4 bílý pěšec · e4 bílý pěšec · h4 bílý pěšec · c3 bílý pěšec · h3 bílý dáma · f2 černý pěšec · h2 bílý věž · f1 bílý jezdec · g1 bílý střelec | h8 bílý jezdec · a7 bílý pěšec · b7 černý pěšec · c7 černý pěšec · f7 bílý pěšec · a6 bílý věž · b6 černý věž · c6 černý král · h6 bílý pěšec · a5 bílý král · c5 bílý pěšec · b4 bílý pěšec · e4 bílý pěšec · h4 bílý pěšec · c3 bílý pěšec · h3 bílý dáma · f2 černý pěšec · h2 bílý věž · f1 bílý jezdec · g1 bílý střelec | 4 |
| 3 | h8 bílý jezdec · a7 bílý pěšec · b7 černý pěšec · c7 černý pěšec · f7 bílý pěšec · a6 bílý věž · b6 černý věž · c6 černý král · h6 bílý pěšec · a5 bílý král · c5 bílý pěšec · b4 bílý pěšec · e4 bílý pěšec · h4 bílý pěšec · c3 bílý pěšec · h3 bílý dáma · f2 černý pěšec · h2 bílý věž · f1 bílý jezdec · g1 bílý střelec | h8 bílý jezdec · a7 bílý pěšec · b7 černý pěšec · c7 černý pěšec · f7 bílý pěšec · a6 bílý věž · b6 černý věž · c6 černý král · h6 bílý pěšec · a5 bílý král · c5 bílý pěšec · b4 bílý pěšec · e4 bílý pěšec · h4 bílý pěšec · c3 bílý pěšec · h3 bílý dáma · f2 černý pěšec · h2 bílý věž · f1 bílý jezdec · g1 bílý střelec | h8 bílý jezdec · a7 bílý pěšec · b7 černý pěšec · c7 černý pěšec · f7 bílý pěšec · a6 bílý věž · b6 černý věž · c6 černý král · h6 bílý pěšec · a5 bílý král · c5 bílý pěšec · b4 bílý pěšec · e4 bílý pěšec · h4 bílý pěšec · c3 bílý pěšec · h3 bílý dáma · f2 černý pěšec · h2 bílý věž · f1 bílý jezdec · g1 bílý střelec | h8 bílý jezdec · a7 bílý pěšec · b7 černý pěšec · c7 černý pěšec · f7 bílý pěšec · a6 bílý věž · b6 černý věž · c6 černý král · h6 bílý pěšec · a5 bílý král · c5 bílý pěšec · b4 bílý pěšec · e4 bílý pěšec · h4 bílý pěšec · c3 bílý pěšec · h3 bílý dáma · f2 černý pěšec · h2 bílý věž · f1 bílý jezdec · g1 bílý střelec | h8 bílý jezdec · a7 bílý pěšec · b7 černý pěšec · c7 černý pěšec · f7 bílý pěšec · a6 bílý věž · b6 černý věž · c6 černý král · h6 bílý pěšec · a5 bílý král · c5 bílý pěšec · b4 bílý pěšec · e4 bílý pěšec · h4 bílý pěšec · c3 bílý pěšec · h3 bílý dáma · f2 černý pěšec · h2 bílý věž · f1 bílý jezdec · g1 bílý střelec | h8 bílý jezdec · a7 bílý pěšec · b7 černý pěšec · c7 černý pěšec · f7 bílý pěšec · a6 bílý věž · b6 černý věž · c6 černý král · h6 bílý pěšec · a5 bílý král · c5 bílý pěšec · b4 bílý pěšec · e4 bílý pěšec · h4 bílý pěšec · c3 bílý pěšec · h3 bílý dáma · f2 černý pěšec · h2 bílý věž · f1 bílý jezdec · g1 bílý střelec | h8 bílý jezdec · a7 bílý pěšec · b7 černý pěšec · c7 černý pěšec · f7 bílý pěšec · a6 bílý věž · b6 černý věž · c6 černý král · h6 bílý pěšec · a5 bílý král · c5 bílý pěšec · b4 bílý pěšec · e4 bílý pěšec · h4 bílý pěšec · c3 bílý pěšec · h3 bílý dáma · f2 černý pěšec · h2 bílý věž · f1 bílý jezdec · g1 bílý střelec | h8 bílý jezdec · a7 bílý pěšec · b7 černý pěšec · c7 černý pěšec · f7 bílý pěšec · a6 bílý věž · b6 černý věž · c6 černý král · h6 bílý pěšec · a5 bílý král · c5 bílý pěšec · b4 bílý pěšec · e4 bílý pěšec · h4 bílý pěšec · c3 bílý pěšec · h3 bílý dáma · f2 černý pěšec · h2 bílý věž · f1 bílý jezdec · g1 bílý střelec | 3 |
| 2 | h8 bílý jezdec · a7 bílý pěšec · b7 černý pěšec · c7 černý pěšec · f7 bílý pěšec · a6 bílý věž · b6 černý věž · c6 černý král · h6 bílý pěšec · a5 bílý král · c5 bílý pěšec · b4 bílý pěšec · e4 bílý pěšec · h4 bílý pěšec · c3 bílý pěšec · h3 bílý dáma · f2 černý pěšec · h2 bílý věž · f1 bílý jezdec · g1 bílý střelec | h8 bílý jezdec · a7 bílý pěšec · b7 černý pěšec · c7 černý pěšec · f7 bílý pěšec · a6 bílý věž · b6 černý věž · c6 černý král · h6 bílý pěšec · a5 bílý král · c5 bílý pěšec · b4 bílý pěšec · e4 bílý pěšec · h4 bílý pěšec · c3 bílý pěšec · h3 bílý dáma · f2 černý pěšec · h2 bílý věž · f1 bílý jezdec · g1 bílý střelec | h8 bílý jezdec · a7 bílý pěšec · b7 černý pěšec · c7 černý pěšec · f7 bílý pěšec · a6 bílý věž · b6 černý věž · c6 černý král · h6 bílý pěšec · a5 bílý král · c5 bílý pěšec · b4 bílý pěšec · e4 bílý pěšec · h4 bílý pěšec · c3 bílý pěšec · h3 bílý dáma · f2 černý pěšec · h2 bílý věž · f1 bílý jezdec · g1 bílý střelec | h8 bílý jezdec · a7 bílý pěšec · b7 černý pěšec · c7 černý pěšec · f7 bílý pěšec · a6 bílý věž · b6 černý věž · c6 černý král · h6 bílý pěšec · a5 bílý král · c5 bílý pěšec · b4 bílý pěšec · e4 bílý pěšec · h4 bílý pěšec · c3 bílý pěšec · h3 bílý dáma · f2 černý pěšec · h2 bílý věž · f1 bílý jezdec · g1 bílý střelec | h8 bílý jezdec · a7 bílý pěšec · b7 černý pěšec · c7 černý pěšec · f7 bílý pěšec · a6 bílý věž · b6 černý věž · c6 černý král · h6 bílý pěšec · a5 bílý král · c5 bílý pěšec · b4 bílý pěšec · e4 bílý pěšec · h4 bílý pěšec · c3 bílý pěšec · h3 bílý dáma · f2 černý pěšec · h2 bílý věž · f1 bílý jezdec · g1 bílý střelec | h8 bílý jezdec · a7 bílý pěšec · b7 černý pěšec · c7 černý pěšec · f7 bílý pěšec · a6 bílý věž · b6 černý věž · c6 černý král · h6 bílý pěšec · a5 bílý král · c5 bílý pěšec · b4 bílý pěšec · e4 bílý pěšec · h4 bílý pěšec · c3 bílý pěšec · h3 bílý dáma · f2 černý pěšec · h2 bílý věž · f1 bílý jezdec · g1 bílý střelec | h8 bílý jezdec · a7 bílý pěšec · b7 černý pěšec · c7 černý pěšec · f7 bílý pěšec · a6 bílý věž · b6 černý věž · c6 černý král · h6 bílý pěšec · a5 bílý král · c5 bílý pěšec · b4 bílý pěšec · e4 bílý pěšec · h4 bílý pěšec · c3 bílý pěšec · h3 bílý dáma · f2 černý pěšec · h2 bílý věž · f1 bílý jezdec · g1 bílý střelec | h8 bílý jezdec · a7 bílý pěšec · b7 černý pěšec · c7 černý pěšec · f7 bílý pěšec · a6 bílý věž · b6 černý věž · c6 černý král · h6 bílý pěšec · a5 bílý král · c5 bílý pěšec · b4 bílý pěšec · e4 bílý pěšec · h4 bílý pěšec · c3 bílý pěšec · h3 bílý dáma · f2 černý pěšec · h2 bílý věž · f1 bílý jezdec · g1 bílý střelec | 2 |
| 1 | h8 bílý jezdec · a7 bílý pěšec · b7 černý pěšec · c7 černý pěšec · f7 bílý pěšec · a6 bílý věž · b6 černý věž · c6 černý král · h6 bílý pěšec · a5 bílý král · c5 bílý pěšec · b4 bílý pěšec · e4 bílý pěšec · h4 bílý pěšec · c3 bílý pěšec · h3 bílý dáma · f2 černý pěšec · h2 bílý věž · f1 bílý jezdec · g1 bílý střelec | h8 bílý jezdec · a7 bílý pěšec · b7 černý pěšec · c7 černý pěšec · f7 bílý pěšec · a6 bílý věž · b6 černý věž · c6 černý král · h6 bílý pěšec · a5 bílý král · c5 bílý pěšec · b4 bílý pěšec · e4 bílý pěšec · h4 bílý pěšec · c3 bílý pěšec · h3 bílý dáma · f2 černý pěšec · h2 bílý věž · f1 bílý jezdec · g1 bílý střelec | h8 bílý jezdec · a7 bílý pěšec · b7 černý pěšec · c7 černý pěšec · f7 bílý pěšec · a6 bílý věž · b6 černý věž · c6 černý král · h6 bílý pěšec · a5 bílý král · c5 bílý pěšec · b4 bílý pěšec · e4 bílý pěšec · h4 bílý pěšec · c3 bílý pěšec · h3 bílý dáma · f2 černý pěšec · h2 bílý věž · f1 bílý jezdec · g1 bílý střelec | h8 bílý jezdec · a7 bílý pěšec · b7 černý pěšec · c7 černý pěšec · f7 bílý pěšec · a6 bílý věž · b6 černý věž · c6 černý král · h6 bílý pěšec · a5 bílý král · c5 bílý pěšec · b4 bílý pěšec · e4 bílý pěšec · h4 bílý pěšec · c3 bílý pěšec · h3 bílý dáma · f2 černý pěšec · h2 bílý věž · f1 bílý jezdec · g1 bílý střelec | h8 bílý jezdec · a7 bílý pěšec · b7 černý pěšec · c7 černý pěšec · f7 bílý pěšec · a6 bílý věž · b6 černý věž · c6 černý král · h6 bílý pěšec · a5 bílý král · c5 bílý pěšec · b4 bílý pěšec · e4 bílý pěšec · h4 bílý pěšec · c3 bílý pěšec · h3 bílý dáma · f2 černý pěšec · h2 bílý věž · f1 bílý jezdec · g1 bílý střelec | h8 bílý jezdec · a7 bílý pěšec · b7 černý pěšec · c7 černý pěšec · f7 bílý pěšec · a6 bílý věž · b6 černý věž · c6 černý král · h6 bílý pěšec · a5 bílý král · c5 bílý pěšec · b4 bílý pěšec · e4 bílý pěšec · h4 bílý pěšec · c3 bílý pěšec · h3 bílý dáma · f2 černý pěšec · h2 bílý věž · f1 bílý jezdec · g1 bílý střelec | h8 bílý jezdec · a7 bílý pěšec · b7 černý pěšec · c7 černý pěšec · f7 bílý pěšec · a6 bílý věž · b6 černý věž · c6 černý král · h6 bílý pěšec · a5 bílý král · c5 bílý pěšec · b4 bílý pěšec · e4 bílý pěšec · h4 bílý pěšec · c3 bílý pěšec · h3 bílý dáma · f2 černý pěšec · h2 bílý věž · f1 bílý jezdec · g1 bílý střelec | h8 bílý jezdec · a7 bílý pěšec · b7 černý pěšec · c7 černý pěšec · f7 bílý pěšec · a6 bílý věž · b6 černý věž · c6 černý král · h6 bílý pěšec · a5 bílý král · c5 bílý pěšec · b4 bílý pěšec · e4 bílý pěšec · h4 bílý pěšec · c3 bílý pěšec · h3 bílý dáma · f2 černý pěšec · h2 bílý věž · f1 bílý jezdec · g1 bílý střelec | 1 |
|   | a | b | c | d | e | f | g | h |   |

Všechny rané Babsonovy úlohy jsou ve formě samomatu, tj. bílý na tahu musí přinutit černého, aby mu dal mat v určeném počtu tahů proti své vůli. Sám Babson publikoval již roku 1914 (tj. 11 let před formulací úlohy) samomat, který splňoval dané požadavky, ovšem na proměnách se podíleli tři různí bílí pěšci. První problém, v němž se proměňují pouze jeden černý a jeden bílý pěšec, sestavil Henry Wald Bettmann, a získal tak první cenu v Babson Task Tourney 1925–26 (viz druhý diagram).
Řešení Bettmannova problému začíná tahem 1. a8S, po němž hra pokračuje následovně:
1. … fxg1D 2. f8D
2. … Dxf1 (2. … Dxc5+) 3. b5 Dxb5 mat
2. … D kamkoli 3. cokoli xD Vxa6 mat
1. … fxg1V 2. f8V V kamkoli 3. cokoli xV Vxa6 mat
1. … fxg1S 2. f8S S kamkoli 3. cokoli xS Vxa6 mat
1. … fxg1J 2. f8J J kamkoli 3. cokoli xJ Vxa6 mat
Po této samomatové verzi Babsonovy úlohy, kdy všechny proměny jsou spojené pouze s jedním pěšcem od každé barvy, následovala celá řada dalších od jiných autorů.

## Přímá Babsonova úloha
Babsonova úloha v přímé verzi (kdy bílý táhne a musí dát černému mat v daném počtu tahů proti jakékoliv obraně) byla považována za natolik obtížnou, že až do 60. let 20. století se jí prakticky nikdo nevěnoval.
Pak začal na problému pracovat francouzský hutní inženýr Pierre Drumare a věnoval se mu přibližně dalších dvacet let. Podle jeho vlastního vyjádření zpočátku nad úlohou trávil v průměru čtyři hodiny denně a tato doba se postupem času ještě prodlužovala. Nejprve sestavil Babsonovu úlohu, která místo jezdce ve svém řešení používala tzv. tátoše (exofigura, která se pohybuje jako jezdec, ale může v jednom tahu udělat několik skoků ve stejném směru). Sestavení úlohy s konvenčními šachovými figurami se mu kvůli omezenému dosahu jezdce nedařilo – je těžké odůvodnit proměnu bílého pěšce v jezdce jako nutnou reakci na stejnou proměnu černého na opačné straně šachovnice.
|   | a | b | c | d | e | f | g | h |   |
| 8 | d8 bílý věž · g8 černý dáma · h8 bílý střelec · f7 bílý pěšec · b6 bílý jezdec · h6 bílý střelec · b5 bílý král · f5 bílý pěšec · a4 bílý věž · b4 bílý pěšec · c4 bílý pěšec · e4 černý pěšec · f4 bílý věž · b3 bílý střelec · d3 bílý pěšec · e3 černý jezdec · a2 bílý věž · b2 černý pěšec · c2 černý pěšec · d2 černý král · e2 černý jezdec · g2 černý pěšec · a1 černý střelec · b1 bílý dáma · c1 černý střelec · d1 černý věž · e1 černý věž · f1 černý střelec · g1 černý věž · h1 černý střelec | d8 bílý věž · g8 černý dáma · h8 bílý střelec · f7 bílý pěšec · b6 bílý jezdec · h6 bílý střelec · b5 bílý král · f5 bílý pěšec · a4 bílý věž · b4 bílý pěšec · c4 bílý pěšec · e4 černý pěšec · f4 bílý věž · b3 bílý střelec · d3 bílý pěšec · e3 černý jezdec · a2 bílý věž · b2 černý pěšec · c2 černý pěšec · d2 černý král · e2 černý jezdec · g2 černý pěšec · a1 černý střelec · b1 bílý dáma · c1 černý střelec · d1 černý věž · e1 černý věž · f1 černý střelec · g1 černý věž · h1 černý střelec | d8 bílý věž · g8 černý dáma · h8 bílý střelec · f7 bílý pěšec · b6 bílý jezdec · h6 bílý střelec · b5 bílý král · f5 bílý pěšec · a4 bílý věž · b4 bílý pěšec · c4 bílý pěšec · e4 černý pěšec · f4 bílý věž · b3 bílý střelec · d3 bílý pěšec · e3 černý jezdec · a2 bílý věž · b2 černý pěšec · c2 černý pěšec · d2 černý král · e2 černý jezdec · g2 černý pěšec · a1 černý střelec · b1 bílý dáma · c1 černý střelec · d1 černý věž · e1 černý věž · f1 černý střelec · g1 černý věž · h1 černý střelec | d8 bílý věž · g8 černý dáma · h8 bílý střelec · f7 bílý pěšec · b6 bílý jezdec · h6 bílý střelec · b5 bílý král · f5 bílý pěšec · a4 bílý věž · b4 bílý pěšec · c4 bílý pěšec · e4 černý pěšec · f4 bílý věž · b3 bílý střelec · d3 bílý pěšec · e3 černý jezdec · a2 bílý věž · b2 černý pěšec · c2 černý pěšec · d2 černý král · e2 černý jezdec · g2 černý pěšec · a1 černý střelec · b1 bílý dáma · c1 černý střelec · d1 černý věž · e1 černý věž · f1 černý střelec · g1 černý věž · h1 černý střelec | d8 bílý věž · g8 černý dáma · h8 bílý střelec · f7 bílý pěšec · b6 bílý jezdec · h6 bílý střelec · b5 bílý král · f5 bílý pěšec · a4 bílý věž · b4 bílý pěšec · c4 bílý pěšec · e4 černý pěšec · f4 bílý věž · b3 bílý střelec · d3 bílý pěšec · e3 černý jezdec · a2 bílý věž · b2 černý pěšec · c2 černý pěšec · d2 černý král · e2 černý jezdec · g2 černý pěšec · a1 černý střelec · b1 bílý dáma · c1 černý střelec · d1 černý věž · e1 černý věž · f1 černý střelec · g1 černý věž · h1 černý střelec | d8 bílý věž · g8 černý dáma · h8 bílý střelec · f7 bílý pěšec · b6 bílý jezdec · h6 bílý střelec · b5 bílý král · f5 bílý pěšec · a4 bílý věž · b4 bílý pěšec · c4 bílý pěšec · e4 černý pěšec · f4 bílý věž · b3 bílý střelec · d3 bílý pěšec · e3 černý jezdec · a2 bílý věž · b2 černý pěšec · c2 černý pěšec · d2 černý král · e2 černý jezdec · g2 černý pěšec · a1 černý střelec · b1 bílý dáma · c1 černý střelec · d1 černý věž · e1 černý věž · f1 černý střelec · g1 černý věž · h1 černý střelec | d8 bílý věž · g8 černý dáma · h8 bílý střelec · f7 bílý pěšec · b6 bílý jezdec · h6 bílý střelec · b5 bílý král · f5 bílý pěšec · a4 bílý věž · b4 bílý pěšec · c4 bílý pěšec · e4 černý pěšec · f4 bílý věž · b3 bílý střelec · d3 bílý pěšec · e3 černý jezdec · a2 bílý věž · b2 černý pěšec · c2 černý pěšec · d2 černý král · e2 černý jezdec · g2 černý pěšec · a1 černý střelec · b1 bílý dáma · c1 černý střelec · d1 černý věž · e1 černý věž · f1 černý střelec · g1 černý věž · h1 černý střelec | d8 bílý věž · g8 černý dáma · h8 bílý střelec · f7 bílý pěšec · b6 bílý jezdec · h6 bílý střelec · b5 bílý král · f5 bílý pěšec · a4 bílý věž · b4 bílý pěšec · c4 bílý pěšec · e4 černý pěšec · f4 bílý věž · b3 bílý střelec · d3 bílý pěšec · e3 černý jezdec · a2 bílý věž · b2 černý pěšec · c2 černý pěšec · d2 černý král · e2 černý jezdec · g2 černý pěšec · a1 černý střelec · b1 bílý dáma · c1 černý střelec · d1 černý věž · e1 černý věž · f1 černý střelec · g1 černý věž · h1 černý střelec | 8 |
| 7 | d8 bílý věž · g8 černý dáma · h8 bílý střelec · f7 bílý pěšec · b6 bílý jezdec · h6 bílý střelec · b5 bílý král · f5 bílý pěšec · a4 bílý věž · b4 bílý pěšec · c4 bílý pěšec · e4 černý pěšec · f4 bílý věž · b3 bílý střelec · d3 bílý pěšec · e3 černý jezdec · a2 bílý věž · b2 černý pěšec · c2 černý pěšec · d2 černý král · e2 černý jezdec · g2 černý pěšec · a1 černý střelec · b1 bílý dáma · c1 černý střelec · d1 černý věž · e1 černý věž · f1 černý střelec · g1 černý věž · h1 černý střelec | d8 bílý věž · g8 černý dáma · h8 bílý střelec · f7 bílý pěšec · b6 bílý jezdec · h6 bílý střelec · b5 bílý král · f5 bílý pěšec · a4 bílý věž · b4 bílý pěšec · c4 bílý pěšec · e4 černý pěšec · f4 bílý věž · b3 bílý střelec · d3 bílý pěšec · e3 černý jezdec · a2 bílý věž · b2 černý pěšec · c2 černý pěšec · d2 černý král · e2 černý jezdec · g2 černý pěšec · a1 černý střelec · b1 bílý dáma · c1 černý střelec · d1 černý věž · e1 černý věž · f1 černý střelec · g1 černý věž · h1 černý střelec | d8 bílý věž · g8 černý dáma · h8 bílý střelec · f7 bílý pěšec · b6 bílý jezdec · h6 bílý střelec · b5 bílý král · f5 bílý pěšec · a4 bílý věž · b4 bílý pěšec · c4 bílý pěšec · e4 černý pěšec · f4 bílý věž · b3 bílý střelec · d3 bílý pěšec · e3 černý jezdec · a2 bílý věž · b2 černý pěšec · c2 černý pěšec · d2 černý král · e2 černý jezdec · g2 černý pěšec · a1 černý střelec · b1 bílý dáma · c1 černý střelec · d1 černý věž · e1 černý věž · f1 černý střelec · g1 černý věž · h1 černý střelec | d8 bílý věž · g8 černý dáma · h8 bílý střelec · f7 bílý pěšec · b6 bílý jezdec · h6 bílý střelec · b5 bílý král · f5 bílý pěšec · a4 bílý věž · b4 bílý pěšec · c4 bílý pěšec · e4 černý pěšec · f4 bílý věž · b3 bílý střelec · d3 bílý pěšec · e3 černý jezdec · a2 bílý věž · b2 černý pěšec · c2 černý pěšec · d2 černý král · e2 černý jezdec · g2 černý pěšec · a1 černý střelec · b1 bílý dáma · c1 černý střelec · d1 černý věž · e1 černý věž · f1 černý střelec · g1 černý věž · h1 černý střelec | d8 bílý věž · g8 černý dáma · h8 bílý střelec · f7 bílý pěšec · b6 bílý jezdec · h6 bílý střelec · b5 bílý král · f5 bílý pěšec · a4 bílý věž · b4 bílý pěšec · c4 bílý pěšec · e4 černý pěšec · f4 bílý věž · b3 bílý střelec · d3 bílý pěšec · e3 černý jezdec · a2 bílý věž · b2 černý pěšec · c2 černý pěšec · d2 černý král · e2 černý jezdec · g2 černý pěšec · a1 černý střelec · b1 bílý dáma · c1 černý střelec · d1 černý věž · e1 černý věž · f1 černý střelec · g1 černý věž · h1 černý střelec | d8 bílý věž · g8 černý dáma · h8 bílý střelec · f7 bílý pěšec · b6 bílý jezdec · h6 bílý střelec · b5 bílý král · f5 bílý pěšec · a4 bílý věž · b4 bílý pěšec · c4 bílý pěšec · e4 černý pěšec · f4 bílý věž · b3 bílý střelec · d3 bílý pěšec · e3 černý jezdec · a2 bílý věž · b2 černý pěšec · c2 černý pěšec · d2 černý král · e2 černý jezdec · g2 černý pěšec · a1 černý střelec · b1 bílý dáma · c1 černý střelec · d1 černý věž · e1 černý věž · f1 černý střelec · g1 černý věž · h1 černý střelec | d8 bílý věž · g8 černý dáma · h8 bílý střelec · f7 bílý pěšec · b6 bílý jezdec · h6 bílý střelec · b5 bílý král · f5 bílý pěšec · a4 bílý věž · b4 bílý pěšec · c4 bílý pěšec · e4 černý pěšec · f4 bílý věž · b3 bílý střelec · d3 bílý pěšec · e3 černý jezdec · a2 bílý věž · b2 černý pěšec · c2 černý pěšec · d2 černý král · e2 černý jezdec · g2 černý pěšec · a1 černý střelec · b1 bílý dáma · c1 černý střelec · d1 černý věž · e1 černý věž · f1 černý střelec · g1 černý věž · h1 černý střelec | d8 bílý věž · g8 černý dáma · h8 bílý střelec · f7 bílý pěšec · b6 bílý jezdec · h6 bílý střelec · b5 bílý král · f5 bílý pěšec · a4 bílý věž · b4 bílý pěšec · c4 bílý pěšec · e4 černý pěšec · f4 bílý věž · b3 bílý střelec · d3 bílý pěšec · e3 černý jezdec · a2 bílý věž · b2 černý pěšec · c2 černý pěšec · d2 černý král · e2 černý jezdec · g2 černý pěšec · a1 černý střelec · b1 bílý dáma · c1 černý střelec · d1 černý věž · e1 černý věž · f1 černý střelec · g1 černý věž · h1 černý střelec | 7 |
| 6 | d8 bílý věž · g8 černý dáma · h8 bílý střelec · f7 bílý pěšec · b6 bílý jezdec · h6 bílý střelec · b5 bílý král · f5 bílý pěšec · a4 bílý věž · b4 bílý pěšec · c4 bílý pěšec · e4 černý pěšec · f4 bílý věž · b3 bílý střelec · d3 bílý pěšec · e3 černý jezdec · a2 bílý věž · b2 černý pěšec · c2 černý pěšec · d2 černý král · e2 černý jezdec · g2 černý pěšec · a1 černý střelec · b1 bílý dáma · c1 černý střelec · d1 černý věž · e1 černý věž · f1 černý střelec · g1 černý věž · h1 černý střelec | d8 bílý věž · g8 černý dáma · h8 bílý střelec · f7 bílý pěšec · b6 bílý jezdec · h6 bílý střelec · b5 bílý král · f5 bílý pěšec · a4 bílý věž · b4 bílý pěšec · c4 bílý pěšec · e4 černý pěšec · f4 bílý věž · b3 bílý střelec · d3 bílý pěšec · e3 černý jezdec · a2 bílý věž · b2 černý pěšec · c2 černý pěšec · d2 černý král · e2 černý jezdec · g2 černý pěšec · a1 černý střelec · b1 bílý dáma · c1 černý střelec · d1 černý věž · e1 černý věž · f1 černý střelec · g1 černý věž · h1 černý střelec | d8 bílý věž · g8 černý dáma · h8 bílý střelec · f7 bílý pěšec · b6 bílý jezdec · h6 bílý střelec · b5 bílý král · f5 bílý pěšec · a4 bílý věž · b4 bílý pěšec · c4 bílý pěšec · e4 černý pěšec · f4 bílý věž · b3 bílý střelec · d3 bílý pěšec · e3 černý jezdec · a2 bílý věž · b2 černý pěšec · c2 černý pěšec · d2 černý král · e2 černý jezdec · g2 černý pěšec · a1 černý střelec · b1 bílý dáma · c1 černý střelec · d1 černý věž · e1 černý věž · f1 černý střelec · g1 černý věž · h1 černý střelec | d8 bílý věž · g8 černý dáma · h8 bílý střelec · f7 bílý pěšec · b6 bílý jezdec · h6 bílý střelec · b5 bílý král · f5 bílý pěšec · a4 bílý věž · b4 bílý pěšec · c4 bílý pěšec · e4 černý pěšec · f4 bílý věž · b3 bílý střelec · d3 bílý pěšec · e3 černý jezdec · a2 bílý věž · b2 černý pěšec · c2 černý pěšec · d2 černý král · e2 černý jezdec · g2 černý pěšec · a1 černý střelec · b1 bílý dáma · c1 černý střelec · d1 černý věž · e1 černý věž · f1 černý střelec · g1 černý věž · h1 černý střelec | d8 bílý věž · g8 černý dáma · h8 bílý střelec · f7 bílý pěšec · b6 bílý jezdec · h6 bílý střelec · b5 bílý král · f5 bílý pěšec · a4 bílý věž · b4 bílý pěšec · c4 bílý pěšec · e4 černý pěšec · f4 bílý věž · b3 bílý střelec · d3 bílý pěšec · e3 černý jezdec · a2 bílý věž · b2 černý pěšec · c2 černý pěšec · d2 černý král · e2 černý jezdec · g2 černý pěšec · a1 černý střelec · b1 bílý dáma · c1 černý střelec · d1 černý věž · e1 černý věž · f1 černý střelec · g1 černý věž · h1 černý střelec | d8 bílý věž · g8 černý dáma · h8 bílý střelec · f7 bílý pěšec · b6 bílý jezdec · h6 bílý střelec · b5 bílý král · f5 bílý pěšec · a4 bílý věž · b4 bílý pěšec · c4 bílý pěšec · e4 černý pěšec · f4 bílý věž · b3 bílý střelec · d3 bílý pěšec · e3 černý jezdec · a2 bílý věž · b2 černý pěšec · c2 černý pěšec · d2 černý král · e2 černý jezdec · g2 černý pěšec · a1 černý střelec · b1 bílý dáma · c1 černý střelec · d1 černý věž · e1 černý věž · f1 černý střelec · g1 černý věž · h1 černý střelec | d8 bílý věž · g8 černý dáma · h8 bílý střelec · f7 bílý pěšec · b6 bílý jezdec · h6 bílý střelec · b5 bílý král · f5 bílý pěšec · a4 bílý věž · b4 bílý pěšec · c4 bílý pěšec · e4 černý pěšec · f4 bílý věž · b3 bílý střelec · d3 bílý pěšec · e3 černý jezdec · a2 bílý věž · b2 černý pěšec · c2 černý pěšec · d2 černý král · e2 černý jezdec · g2 černý pěšec · a1 černý střelec · b1 bílý dáma · c1 černý střelec · d1 černý věž · e1 černý věž · f1 černý střelec · g1 černý věž · h1 černý střelec | d8 bílý věž · g8 černý dáma · h8 bílý střelec · f7 bílý pěšec · b6 bílý jezdec · h6 bílý střelec · b5 bílý král · f5 bílý pěšec · a4 bílý věž · b4 bílý pěšec · c4 bílý pěšec · e4 černý pěšec · f4 bílý věž · b3 bílý střelec · d3 bílý pěšec · e3 černý jezdec · a2 bílý věž · b2 černý pěšec · c2 černý pěšec · d2 černý král · e2 černý jezdec · g2 černý pěšec · a1 černý střelec · b1 bílý dáma · c1 černý střelec · d1 černý věž · e1 černý věž · f1 černý střelec · g1 černý věž · h1 černý střelec | 6 |
| 5 | d8 bílý věž · g8 černý dáma · h8 bílý střelec · f7 bílý pěšec · b6 bílý jezdec · h6 bílý střelec · b5 bílý král · f5 bílý pěšec · a4 bílý věž · b4 bílý pěšec · c4 bílý pěšec · e4 černý pěšec · f4 bílý věž · b3 bílý střelec · d3 bílý pěšec · e3 černý jezdec · a2 bílý věž · b2 černý pěšec · c2 černý pěšec · d2 černý král · e2 černý jezdec · g2 černý pěšec · a1 černý střelec · b1 bílý dáma · c1 černý střelec · d1 černý věž · e1 černý věž · f1 černý střelec · g1 černý věž · h1 černý střelec | d8 bílý věž · g8 černý dáma · h8 bílý střelec · f7 bílý pěšec · b6 bílý jezdec · h6 bílý střelec · b5 bílý král · f5 bílý pěšec · a4 bílý věž · b4 bílý pěšec · c4 bílý pěšec · e4 černý pěšec · f4 bílý věž · b3 bílý střelec · d3 bílý pěšec · e3 černý jezdec · a2 bílý věž · b2 černý pěšec · c2 černý pěšec · d2 černý král · e2 černý jezdec · g2 černý pěšec · a1 černý střelec · b1 bílý dáma · c1 černý střelec · d1 černý věž · e1 černý věž · f1 černý střelec · g1 černý věž · h1 černý střelec | d8 bílý věž · g8 černý dáma · h8 bílý střelec · f7 bílý pěšec · b6 bílý jezdec · h6 bílý střelec · b5 bílý král · f5 bílý pěšec · a4 bílý věž · b4 bílý pěšec · c4 bílý pěšec · e4 černý pěšec · f4 bílý věž · b3 bílý střelec · d3 bílý pěšec · e3 černý jezdec · a2 bílý věž · b2 černý pěšec · c2 černý pěšec · d2 černý král · e2 černý jezdec · g2 černý pěšec · a1 černý střelec · b1 bílý dáma · c1 černý střelec · d1 černý věž · e1 černý věž · f1 černý střelec · g1 černý věž · h1 černý střelec | d8 bílý věž · g8 černý dáma · h8 bílý střelec · f7 bílý pěšec · b6 bílý jezdec · h6 bílý střelec · b5 bílý král · f5 bílý pěšec · a4 bílý věž · b4 bílý pěšec · c4 bílý pěšec · e4 černý pěšec · f4 bílý věž · b3 bílý střelec · d3 bílý pěšec · e3 černý jezdec · a2 bílý věž · b2 černý pěšec · c2 černý pěšec · d2 černý král · e2 černý jezdec · g2 černý pěšec · a1 černý střelec · b1 bílý dáma · c1 černý střelec · d1 černý věž · e1 černý věž · f1 černý střelec · g1 černý věž · h1 černý střelec | d8 bílý věž · g8 černý dáma · h8 bílý střelec · f7 bílý pěšec · b6 bílý jezdec · h6 bílý střelec · b5 bílý král · f5 bílý pěšec · a4 bílý věž · b4 bílý pěšec · c4 bílý pěšec · e4 černý pěšec · f4 bílý věž · b3 bílý střelec · d3 bílý pěšec · e3 černý jezdec · a2 bílý věž · b2 černý pěšec · c2 černý pěšec · d2 černý král · e2 černý jezdec · g2 černý pěšec · a1 černý střelec · b1 bílý dáma · c1 černý střelec · d1 černý věž · e1 černý věž · f1 černý střelec · g1 černý věž · h1 černý střelec | d8 bílý věž · g8 černý dáma · h8 bílý střelec · f7 bílý pěšec · b6 bílý jezdec · h6 bílý střelec · b5 bílý král · f5 bílý pěšec · a4 bílý věž · b4 bílý pěšec · c4 bílý pěšec · e4 černý pěšec · f4 bílý věž · b3 bílý střelec · d3 bílý pěšec · e3 černý jezdec · a2 bílý věž · b2 černý pěšec · c2 černý pěšec · d2 černý král · e2 černý jezdec · g2 černý pěšec · a1 černý střelec · b1 bílý dáma · c1 černý střelec · d1 černý věž · e1 černý věž · f1 černý střelec · g1 černý věž · h1 černý střelec | d8 bílý věž · g8 černý dáma · h8 bílý střelec · f7 bílý pěšec · b6 bílý jezdec · h6 bílý střelec · b5 bílý král · f5 bílý pěšec · a4 bílý věž · b4 bílý pěšec · c4 bílý pěšec · e4 černý pěšec · f4 bílý věž · b3 bílý střelec · d3 bílý pěšec · e3 černý jezdec · a2 bílý věž · b2 černý pěšec · c2 černý pěšec · d2 černý král · e2 černý jezdec · g2 černý pěšec · a1 černý střelec · b1 bílý dáma · c1 černý střelec · d1 černý věž · e1 černý věž · f1 černý střelec · g1 černý věž · h1 černý střelec | d8 bílý věž · g8 černý dáma · h8 bílý střelec · f7 bílý pěšec · b6 bílý jezdec · h6 bílý střelec · b5 bílý král · f5 bílý pěšec · a4 bílý věž · b4 bílý pěšec · c4 bílý pěšec · e4 černý pěšec · f4 bílý věž · b3 bílý střelec · d3 bílý pěšec · e3 černý jezdec · a2 bílý věž · b2 černý pěšec · c2 černý pěšec · d2 černý král · e2 černý jezdec · g2 černý pěšec · a1 černý střelec · b1 bílý dáma · c1 černý střelec · d1 černý věž · e1 černý věž · f1 černý střelec · g1 černý věž · h1 černý střelec | 5 |
| 4 | d8 bílý věž · g8 černý dáma · h8 bílý střelec · f7 bílý pěšec · b6 bílý jezdec · h6 bílý střelec · b5 bílý král · f5 bílý pěšec · a4 bílý věž · b4 bílý pěšec · c4 bílý pěšec · e4 černý pěšec · f4 bílý věž · b3 bílý střelec · d3 bílý pěšec · e3 černý jezdec · a2 bílý věž · b2 černý pěšec · c2 černý pěšec · d2 černý král · e2 černý jezdec · g2 černý pěšec · a1 černý střelec · b1 bílý dáma · c1 černý střelec · d1 černý věž · e1 černý věž · f1 černý střelec · g1 černý věž · h1 černý střelec | d8 bílý věž · g8 černý dáma · h8 bílý střelec · f7 bílý pěšec · b6 bílý jezdec · h6 bílý střelec · b5 bílý král · f5 bílý pěšec · a4 bílý věž · b4 bílý pěšec · c4 bílý pěšec · e4 černý pěšec · f4 bílý věž · b3 bílý střelec · d3 bílý pěšec · e3 černý jezdec · a2 bílý věž · b2 černý pěšec · c2 černý pěšec · d2 černý král · e2 černý jezdec · g2 černý pěšec · a1 černý střelec · b1 bílý dáma · c1 černý střelec · d1 černý věž · e1 černý věž · f1 černý střelec · g1 černý věž · h1 černý střelec | d8 bílý věž · g8 černý dáma · h8 bílý střelec · f7 bílý pěšec · b6 bílý jezdec · h6 bílý střelec · b5 bílý král · f5 bílý pěšec · a4 bílý věž · b4 bílý pěšec · c4 bílý pěšec · e4 černý pěšec · f4 bílý věž · b3 bílý střelec · d3 bílý pěšec · e3 černý jezdec · a2 bílý věž · b2 černý pěšec · c2 černý pěšec · d2 černý král · e2 černý jezdec · g2 černý pěšec · a1 černý střelec · b1 bílý dáma · c1 černý střelec · d1 černý věž · e1 černý věž · f1 černý střelec · g1 černý věž · h1 černý střelec | d8 bílý věž · g8 černý dáma · h8 bílý střelec · f7 bílý pěšec · b6 bílý jezdec · h6 bílý střelec · b5 bílý král · f5 bílý pěšec · a4 bílý věž · b4 bílý pěšec · c4 bílý pěšec · e4 černý pěšec · f4 bílý věž · b3 bílý střelec · d3 bílý pěšec · e3 černý jezdec · a2 bílý věž · b2 černý pěšec · c2 černý pěšec · d2 černý král · e2 černý jezdec · g2 černý pěšec · a1 černý střelec · b1 bílý dáma · c1 černý střelec · d1 černý věž · e1 černý věž · f1 černý střelec · g1 černý věž · h1 černý střelec | d8 bílý věž · g8 černý dáma · h8 bílý střelec · f7 bílý pěšec · b6 bílý jezdec · h6 bílý střelec · b5 bílý král · f5 bílý pěšec · a4 bílý věž · b4 bílý pěšec · c4 bílý pěšec · e4 černý pěšec · f4 bílý věž · b3 bílý střelec · d3 bílý pěšec · e3 černý jezdec · a2 bílý věž · b2 černý pěšec · c2 černý pěšec · d2 černý král · e2 černý jezdec · g2 černý pěšec · a1 černý střelec · b1 bílý dáma · c1 černý střelec · d1 černý věž · e1 černý věž · f1 černý střelec · g1 černý věž · h1 černý střelec | d8 bílý věž · g8 černý dáma · h8 bílý střelec · f7 bílý pěšec · b6 bílý jezdec · h6 bílý střelec · b5 bílý král · f5 bílý pěšec · a4 bílý věž · b4 bílý pěšec · c4 bílý pěšec · e4 černý pěšec · f4 bílý věž · b3 bílý střelec · d3 bílý pěšec · e3 černý jezdec · a2 bílý věž · b2 černý pěšec · c2 černý pěšec · d2 černý král · e2 černý jezdec · g2 černý pěšec · a1 černý střelec · b1 bílý dáma · c1 černý střelec · d1 černý věž · e1 černý věž · f1 černý střelec · g1 černý věž · h1 černý střelec | d8 bílý věž · g8 černý dáma · h8 bílý střelec · f7 bílý pěšec · b6 bílý jezdec · h6 bílý střelec · b5 bílý král · f5 bílý pěšec · a4 bílý věž · b4 bílý pěšec · c4 bílý pěšec · e4 černý pěšec · f4 bílý věž · b3 bílý střelec · d3 bílý pěšec · e3 černý jezdec · a2 bílý věž · b2 černý pěšec · c2 černý pěšec · d2 černý král · e2 černý jezdec · g2 černý pěšec · a1 černý střelec · b1 bílý dáma · c1 černý střelec · d1 černý věž · e1 černý věž · f1 černý střelec · g1 černý věž · h1 černý střelec | d8 bílý věž · g8 černý dáma · h8 bílý střelec · f7 bílý pěšec · b6 bílý jezdec · h6 bílý střelec · b5 bílý král · f5 bílý pěšec · a4 bílý věž · b4 bílý pěšec · c4 bílý pěšec · e4 černý pěšec · f4 bílý věž · b3 bílý střelec · d3 bílý pěšec · e3 černý jezdec · a2 bílý věž · b2 černý pěšec · c2 černý pěšec · d2 černý král · e2 černý jezdec · g2 černý pěšec · a1 černý střelec · b1 bílý dáma · c1 černý střelec · d1 černý věž · e1 černý věž · f1 černý střelec · g1 černý věž · h1 černý střelec | 4 |
| 3 | d8 bílý věž · g8 černý dáma · h8 bílý střelec · f7 bílý pěšec · b6 bílý jezdec · h6 bílý střelec · b5 bílý král · f5 bílý pěšec · a4 bílý věž · b4 bílý pěšec · c4 bílý pěšec · e4 černý pěšec · f4 bílý věž · b3 bílý střelec · d3 bílý pěšec · e3 černý jezdec · a2 bílý věž · b2 černý pěšec · c2 černý pěšec · d2 černý král · e2 černý jezdec · g2 černý pěšec · a1 černý střelec · b1 bílý dáma · c1 černý střelec · d1 černý věž · e1 černý věž · f1 černý střelec · g1 černý věž · h1 černý střelec | d8 bílý věž · g8 černý dáma · h8 bílý střelec · f7 bílý pěšec · b6 bílý jezdec · h6 bílý střelec · b5 bílý král · f5 bílý pěšec · a4 bílý věž · b4 bílý pěšec · c4 bílý pěšec · e4 černý pěšec · f4 bílý věž · b3 bílý střelec · d3 bílý pěšec · e3 černý jezdec · a2 bílý věž · b2 černý pěšec · c2 černý pěšec · d2 černý král · e2 černý jezdec · g2 černý pěšec · a1 černý střelec · b1 bílý dáma · c1 černý střelec · d1 černý věž · e1 černý věž · f1 černý střelec · g1 černý věž · h1 černý střelec | d8 bílý věž · g8 černý dáma · h8 bílý střelec · f7 bílý pěšec · b6 bílý jezdec · h6 bílý střelec · b5 bílý král · f5 bílý pěšec · a4 bílý věž · b4 bílý pěšec · c4 bílý pěšec · e4 černý pěšec · f4 bílý věž · b3 bílý střelec · d3 bílý pěšec · e3 černý jezdec · a2 bílý věž · b2 černý pěšec · c2 černý pěšec · d2 černý král · e2 černý jezdec · g2 černý pěšec · a1 černý střelec · b1 bílý dáma · c1 černý střelec · d1 černý věž · e1 černý věž · f1 černý střelec · g1 černý věž · h1 černý střelec | d8 bílý věž · g8 černý dáma · h8 bílý střelec · f7 bílý pěšec · b6 bílý jezdec · h6 bílý střelec · b5 bílý král · f5 bílý pěšec · a4 bílý věž · b4 bílý pěšec · c4 bílý pěšec · e4 černý pěšec · f4 bílý věž · b3 bílý střelec · d3 bílý pěšec · e3 černý jezdec · a2 bílý věž · b2 černý pěšec · c2 černý pěšec · d2 černý král · e2 černý jezdec · g2 černý pěšec · a1 černý střelec · b1 bílý dáma · c1 černý střelec · d1 černý věž · e1 černý věž · f1 černý střelec · g1 černý věž · h1 černý střelec | d8 bílý věž · g8 černý dáma · h8 bílý střelec · f7 bílý pěšec · b6 bílý jezdec · h6 bílý střelec · b5 bílý král · f5 bílý pěšec · a4 bílý věž · b4 bílý pěšec · c4 bílý pěšec · e4 černý pěšec · f4 bílý věž · b3 bílý střelec · d3 bílý pěšec · e3 černý jezdec · a2 bílý věž · b2 černý pěšec · c2 černý pěšec · d2 černý král · e2 černý jezdec · g2 černý pěšec · a1 černý střelec · b1 bílý dáma · c1 černý střelec · d1 černý věž · e1 černý věž · f1 černý střelec · g1 černý věž · h1 černý střelec | d8 bílý věž · g8 černý dáma · h8 bílý střelec · f7 bílý pěšec · b6 bílý jezdec · h6 bílý střelec · b5 bílý král · f5 bílý pěšec · a4 bílý věž · b4 bílý pěšec · c4 bílý pěšec · e4 černý pěšec · f4 bílý věž · b3 bílý střelec · d3 bílý pěšec · e3 černý jezdec · a2 bílý věž · b2 černý pěšec · c2 černý pěšec · d2 černý král · e2 černý jezdec · g2 černý pěšec · a1 černý střelec · b1 bílý dáma · c1 černý střelec · d1 černý věž · e1 černý věž · f1 černý střelec · g1 černý věž · h1 černý střelec | d8 bílý věž · g8 černý dáma · h8 bílý střelec · f7 bílý pěšec · b6 bílý jezdec · h6 bílý střelec · b5 bílý král · f5 bílý pěšec · a4 bílý věž · b4 bílý pěšec · c4 bílý pěšec · e4 černý pěšec · f4 bílý věž · b3 bílý střelec · d3 bílý pěšec · e3 černý jezdec · a2 bílý věž · b2 černý pěšec · c2 černý pěšec · d2 černý král · e2 černý jezdec · g2 černý pěšec · a1 černý střelec · b1 bílý dáma · c1 černý střelec · d1 černý věž · e1 černý věž · f1 černý střelec · g1 černý věž · h1 černý střelec | d8 bílý věž · g8 černý dáma · h8 bílý střelec · f7 bílý pěšec · b6 bílý jezdec · h6 bílý střelec · b5 bílý král · f5 bílý pěšec · a4 bílý věž · b4 bílý pěšec · c4 bílý pěšec · e4 černý pěšec · f4 bílý věž · b3 bílý střelec · d3 bílý pěšec · e3 černý jezdec · a2 bílý věž · b2 černý pěšec · c2 černý pěšec · d2 černý král · e2 černý jezdec · g2 černý pěšec · a1 černý střelec · b1 bílý dáma · c1 černý střelec · d1 černý věž · e1 černý věž · f1 černý střelec · g1 černý věž · h1 černý střelec | 3 |
| 2 | d8 bílý věž · g8 černý dáma · h8 bílý střelec · f7 bílý pěšec · b6 bílý jezdec · h6 bílý střelec · b5 bílý král · f5 bílý pěšec · a4 bílý věž · b4 bílý pěšec · c4 bílý pěšec · e4 černý pěšec · f4 bílý věž · b3 bílý střelec · d3 bílý pěšec · e3 černý jezdec · a2 bílý věž · b2 černý pěšec · c2 černý pěšec · d2 černý král · e2 černý jezdec · g2 černý pěšec · a1 černý střelec · b1 bílý dáma · c1 černý střelec · d1 černý věž · e1 černý věž · f1 černý střelec · g1 černý věž · h1 černý střelec | d8 bílý věž · g8 černý dáma · h8 bílý střelec · f7 bílý pěšec · b6 bílý jezdec · h6 bílý střelec · b5 bílý král · f5 bílý pěšec · a4 bílý věž · b4 bílý pěšec · c4 bílý pěšec · e4 černý pěšec · f4 bílý věž · b3 bílý střelec · d3 bílý pěšec · e3 černý jezdec · a2 bílý věž · b2 černý pěšec · c2 černý pěšec · d2 černý král · e2 černý jezdec · g2 černý pěšec · a1 černý střelec · b1 bílý dáma · c1 černý střelec · d1 černý věž · e1 černý věž · f1 černý střelec · g1 černý věž · h1 černý střelec | d8 bílý věž · g8 černý dáma · h8 bílý střelec · f7 bílý pěšec · b6 bílý jezdec · h6 bílý střelec · b5 bílý král · f5 bílý pěšec · a4 bílý věž · b4 bílý pěšec · c4 bílý pěšec · e4 černý pěšec · f4 bílý věž · b3 bílý střelec · d3 bílý pěšec · e3 černý jezdec · a2 bílý věž · b2 černý pěšec · c2 černý pěšec · d2 černý král · e2 černý jezdec · g2 černý pěšec · a1 černý střelec · b1 bílý dáma · c1 černý střelec · d1 černý věž · e1 černý věž · f1 černý střelec · g1 černý věž · h1 černý střelec | d8 bílý věž · g8 černý dáma · h8 bílý střelec · f7 bílý pěšec · b6 bílý jezdec · h6 bílý střelec · b5 bílý král · f5 bílý pěšec · a4 bílý věž · b4 bílý pěšec · c4 bílý pěšec · e4 černý pěšec · f4 bílý věž · b3 bílý střelec · d3 bílý pěšec · e3 černý jezdec · a2 bílý věž · b2 černý pěšec · c2 černý pěšec · d2 černý král · e2 černý jezdec · g2 černý pěšec · a1 černý střelec · b1 bílý dáma · c1 černý střelec · d1 černý věž · e1 černý věž · f1 černý střelec · g1 černý věž · h1 černý střelec | d8 bílý věž · g8 černý dáma · h8 bílý střelec · f7 bílý pěšec · b6 bílý jezdec · h6 bílý střelec · b5 bílý král · f5 bílý pěšec · a4 bílý věž · b4 bílý pěšec · c4 bílý pěšec · e4 černý pěšec · f4 bílý věž · b3 bílý střelec · d3 bílý pěšec · e3 černý jezdec · a2 bílý věž · b2 černý pěšec · c2 černý pěšec · d2 černý král · e2 černý jezdec · g2 černý pěšec · a1 černý střelec · b1 bílý dáma · c1 černý střelec · d1 černý věž · e1 černý věž · f1 černý střelec · g1 černý věž · h1 černý střelec | d8 bílý věž · g8 černý dáma · h8 bílý střelec · f7 bílý pěšec · b6 bílý jezdec · h6 bílý střelec · b5 bílý král · f5 bílý pěšec · a4 bílý věž · b4 bílý pěšec · c4 bílý pěšec · e4 černý pěšec · f4 bílý věž · b3 bílý střelec · d3 bílý pěšec · e3 černý jezdec · a2 bílý věž · b2 černý pěšec · c2 černý pěšec · d2 černý král · e2 černý jezdec · g2 černý pěšec · a1 černý střelec · b1 bílý dáma · c1 černý střelec · d1 černý věž · e1 černý věž · f1 černý střelec · g1 černý věž · h1 černý střelec | d8 bílý věž · g8 černý dáma · h8 bílý střelec · f7 bílý pěšec · b6 bílý jezdec · h6 bílý střelec · b5 bílý král · f5 bílý pěšec · a4 bílý věž · b4 bílý pěšec · c4 bílý pěšec · e4 černý pěšec · f4 bílý věž · b3 bílý střelec · d3 bílý pěšec · e3 černý jezdec · a2 bílý věž · b2 černý pěšec · c2 černý pěšec · d2 černý král · e2 černý jezdec · g2 černý pěšec · a1 černý střelec · b1 bílý dáma · c1 černý střelec · d1 černý věž · e1 černý věž · f1 černý střelec · g1 černý věž · h1 černý střelec | d8 bílý věž · g8 černý dáma · h8 bílý střelec · f7 bílý pěšec · b6 bílý jezdec · h6 bílý střelec · b5 bílý král · f5 bílý pěšec · a4 bílý věž · b4 bílý pěšec · c4 bílý pěšec · e4 černý pěšec · f4 bílý věž · b3 bílý střelec · d3 bílý pěšec · e3 černý jezdec · a2 bílý věž · b2 černý pěšec · c2 černý pěšec · d2 černý král · e2 černý jezdec · g2 černý pěšec · a1 černý střelec · b1 bílý dáma · c1 černý střelec · d1 černý věž · e1 černý věž · f1 černý střelec · g1 černý věž · h1 černý střelec | 2 |
| 1 | d8 bílý věž · g8 černý dáma · h8 bílý střelec · f7 bílý pěšec · b6 bílý jezdec · h6 bílý střelec · b5 bílý král · f5 bílý pěšec · a4 bílý věž · b4 bílý pěšec · c4 bílý pěšec · e4 černý pěšec · f4 bílý věž · b3 bílý střelec · d3 bílý pěšec · e3 černý jezdec · a2 bílý věž · b2 černý pěšec · c2 černý pěšec · d2 černý král · e2 černý jezdec · g2 černý pěšec · a1 černý střelec · b1 bílý dáma · c1 černý střelec · d1 černý věž · e1 černý věž · f1 černý střelec · g1 černý věž · h1 černý střelec | d8 bílý věž · g8 černý dáma · h8 bílý střelec · f7 bílý pěšec · b6 bílý jezdec · h6 bílý střelec · b5 bílý král · f5 bílý pěšec · a4 bílý věž · b4 bílý pěšec · c4 bílý pěšec · e4 černý pěšec · f4 bílý věž · b3 bílý střelec · d3 bílý pěšec · e3 černý jezdec · a2 bílý věž · b2 černý pěšec · c2 černý pěšec · d2 černý král · e2 černý jezdec · g2 černý pěšec · a1 černý střelec · b1 bílý dáma · c1 černý střelec · d1 černý věž · e1 černý věž · f1 černý střelec · g1 černý věž · h1 černý střelec | d8 bílý věž · g8 černý dáma · h8 bílý střelec · f7 bílý pěšec · b6 bílý jezdec · h6 bílý střelec · b5 bílý král · f5 bílý pěšec · a4 bílý věž · b4 bílý pěšec · c4 bílý pěšec · e4 černý pěšec · f4 bílý věž · b3 bílý střelec · d3 bílý pěšec · e3 černý jezdec · a2 bílý věž · b2 černý pěšec · c2 černý pěšec · d2 černý král · e2 černý jezdec · g2 černý pěšec · a1 černý střelec · b1 bílý dáma · c1 černý střelec · d1 černý věž · e1 černý věž · f1 černý střelec · g1 černý věž · h1 černý střelec | d8 bílý věž · g8 černý dáma · h8 bílý střelec · f7 bílý pěšec · b6 bílý jezdec · h6 bílý střelec · b5 bílý král · f5 bílý pěšec · a4 bílý věž · b4 bílý pěšec · c4 bílý pěšec · e4 černý pěšec · f4 bílý věž · b3 bílý střelec · d3 bílý pěšec · e3 černý jezdec · a2 bílý věž · b2 černý pěšec · c2 černý pěšec · d2 černý král · e2 černý jezdec · g2 černý pěšec · a1 černý střelec · b1 bílý dáma · c1 černý střelec · d1 černý věž · e1 černý věž · f1 černý střelec · g1 černý věž · h1 černý střelec | d8 bílý věž · g8 černý dáma · h8 bílý střelec · f7 bílý pěšec · b6 bílý jezdec · h6 bílý střelec · b5 bílý král · f5 bílý pěšec · a4 bílý věž · b4 bílý pěšec · c4 bílý pěšec · e4 černý pěšec · f4 bílý věž · b3 bílý střelec · d3 bílý pěšec · e3 černý jezdec · a2 bílý věž · b2 černý pěšec · c2 černý pěšec · d2 černý král · e2 černý jezdec · g2 černý pěšec · a1 černý střelec · b1 bílý dáma · c1 černý střelec · d1 černý věž · e1 černý věž · f1 černý střelec · g1 černý věž · h1 černý střelec | d8 bílý věž · g8 černý dáma · h8 bílý střelec · f7 bílý pěšec · b6 bílý jezdec · h6 bílý střelec · b5 bílý král · f5 bílý pěšec · a4 bílý věž · b4 bílý pěšec · c4 bílý pěšec · e4 černý pěšec · f4 bílý věž · b3 bílý střelec · d3 bílý pěšec · e3 černý jezdec · a2 bílý věž · b2 černý pěšec · c2 černý pěšec · d2 černý král · e2 černý jezdec · g2 černý pěšec · a1 černý střelec · b1 bílý dáma · c1 černý střelec · d1 černý věž · e1 černý věž · f1 černý střelec · g1 černý věž · h1 černý střelec | d8 bílý věž · g8 černý dáma · h8 bílý střelec · f7 bílý pěšec · b6 bílý jezdec · h6 bílý střelec · b5 bílý král · f5 bílý pěšec · a4 bílý věž · b4 bílý pěšec · c4 bílý pěšec · e4 černý pěšec · f4 bílý věž · b3 bílý střelec · d3 bílý pěšec · e3 černý jezdec · a2 bílý věž · b2 černý pěšec · c2 černý pěšec · d2 černý král · e2 černý jezdec · g2 černý pěšec · a1 černý střelec · b1 bílý dáma · c1 černý střelec · d1 černý věž · e1 černý věž · f1 černý střelec · g1 černý věž · h1 černý střelec | d8 bílý věž · g8 černý dáma · h8 bílý střelec · f7 bílý pěšec · b6 bílý jezdec · h6 bílý střelec · b5 bílý král · f5 bílý pěšec · a4 bílý věž · b4 bílý pěšec · c4 bílý pěšec · e4 černý pěšec · f4 bílý věž · b3 bílý střelec · d3 bílý pěšec · e3 černý jezdec · a2 bílý věž · b2 černý pěšec · c2 černý pěšec · d2 černý král · e2 černý jezdec · g2 černý pěšec · a1 černý střelec · b1 bílý dáma · c1 černý střelec · d1 černý věž · e1 černý věž · f1 černý střelec · g1 černý věž · h1 černý střelec | 1 |
|   | a | b | c | d | e | f | g | h |   |

Když Drumare nakonec s běžnými figurami uspěl, jeho řešení šachový svět, včetně Drumareho samotného, příliš neuspokojilo. Zadání zní „mat pátým tahem“ (poprvé publikováno v Memorial Camil Seneca roku 1980, viz třetí diagram). Po úvodním tahu 1. Vf2 černý bere dámu na b1 a bílý reaguje odebráním dámy na g8.
V šachových problémech se velmi cení efektivita, ale Drumareho pokus je velmi neefektivní – na šachovnici se hraje s 30 figurami(!), z toho šest figur je proměněných již v úvodním postavení. Přitom i jedna proměněná figura se v kompozičním šachu považuje za „falešnou hru“. V jedné z linií řešení se na šachovnici objevuje celkem 9 věží současně, v jiné z linií zase 9 střelců. Postavení figur nemohlo ani teoreticky vyplynout ze hry, neboť musely být odebrány nejméně tři figury (jedna pěšcem na sloupci f a dvě bílými a černými pěšci na sloupcích b a c), přičemž na šachovnici chybí jen dvě. Přes všechny tyto vady je však tato pětitažka první úplnou Babsonovou úlohou vyhovující původnímu zadání.
Po úvodníku 1. Vf2 následují tahy:
1. … cxb1D 2.fxg8D Dc2 3.dxe4+ Dd3 4.Dg7 Dxd8 5.Dc3 mat
1. … cxb1V 2.fxg8V exd3 3.Vg5 Jc2 4.Vg3+ Je3 5.Sxe3 mat
1. … cxb1S 2.fxg8S Sxd3 3.Sd5 Sc2 4.Sxe4+ Sd3 5.Vxd3 mat
1. … cxb1J 2.fxg8J Ja3+ 3.V4xa3 exd3 4.Jf6 Kc3 5.Je4 mat
|   | a | b | c | d | e | f | g | h |   |
| 8 | b8 černý dáma · h8 bílý věž · a7 bílý pěšec · d7 bílý jezdec · f6 černý pěšec · c5 černý pěšec · f5 černý pěšec · c4 bílý pěšec · d4 černý král · f4 černý střelec · h4 černý jezdec · g3 bílý pěšec · a2 bílý pěšec · b2 bílý jezdec · c2 černý pěšec · d2 bílý pěšec · f2 bílý pěšec · h2 bílý král · a1 bílý střelec · b1 bílý dáma · f1 bílý věž · h1 bílý střelec | b8 černý dáma · h8 bílý věž · a7 bílý pěšec · d7 bílý jezdec · f6 černý pěšec · c5 černý pěšec · f5 černý pěšec · c4 bílý pěšec · d4 černý král · f4 černý střelec · h4 černý jezdec · g3 bílý pěšec · a2 bílý pěšec · b2 bílý jezdec · c2 černý pěšec · d2 bílý pěšec · f2 bílý pěšec · h2 bílý král · a1 bílý střelec · b1 bílý dáma · f1 bílý věž · h1 bílý střelec | b8 černý dáma · h8 bílý věž · a7 bílý pěšec · d7 bílý jezdec · f6 černý pěšec · c5 černý pěšec · f5 černý pěšec · c4 bílý pěšec · d4 černý král · f4 černý střelec · h4 černý jezdec · g3 bílý pěšec · a2 bílý pěšec · b2 bílý jezdec · c2 černý pěšec · d2 bílý pěšec · f2 bílý pěšec · h2 bílý král · a1 bílý střelec · b1 bílý dáma · f1 bílý věž · h1 bílý střelec | b8 černý dáma · h8 bílý věž · a7 bílý pěšec · d7 bílý jezdec · f6 černý pěšec · c5 černý pěšec · f5 černý pěšec · c4 bílý pěšec · d4 černý král · f4 černý střelec · h4 černý jezdec · g3 bílý pěšec · a2 bílý pěšec · b2 bílý jezdec · c2 černý pěšec · d2 bílý pěšec · f2 bílý pěšec · h2 bílý král · a1 bílý střelec · b1 bílý dáma · f1 bílý věž · h1 bílý střelec | b8 černý dáma · h8 bílý věž · a7 bílý pěšec · d7 bílý jezdec · f6 černý pěšec · c5 černý pěšec · f5 černý pěšec · c4 bílý pěšec · d4 černý král · f4 černý střelec · h4 černý jezdec · g3 bílý pěšec · a2 bílý pěšec · b2 bílý jezdec · c2 černý pěšec · d2 bílý pěšec · f2 bílý pěšec · h2 bílý král · a1 bílý střelec · b1 bílý dáma · f1 bílý věž · h1 bílý střelec | b8 černý dáma · h8 bílý věž · a7 bílý pěšec · d7 bílý jezdec · f6 černý pěšec · c5 černý pěšec · f5 černý pěšec · c4 bílý pěšec · d4 černý král · f4 černý střelec · h4 černý jezdec · g3 bílý pěšec · a2 bílý pěšec · b2 bílý jezdec · c2 černý pěšec · d2 bílý pěšec · f2 bílý pěšec · h2 bílý král · a1 bílý střelec · b1 bílý dáma · f1 bílý věž · h1 bílý střelec | b8 černý dáma · h8 bílý věž · a7 bílý pěšec · d7 bílý jezdec · f6 černý pěšec · c5 černý pěšec · f5 černý pěšec · c4 bílý pěšec · d4 černý král · f4 černý střelec · h4 černý jezdec · g3 bílý pěšec · a2 bílý pěšec · b2 bílý jezdec · c2 černý pěšec · d2 bílý pěšec · f2 bílý pěšec · h2 bílý král · a1 bílý střelec · b1 bílý dáma · f1 bílý věž · h1 bílý střelec | b8 černý dáma · h8 bílý věž · a7 bílý pěšec · d7 bílý jezdec · f6 černý pěšec · c5 černý pěšec · f5 černý pěšec · c4 bílý pěšec · d4 černý král · f4 černý střelec · h4 černý jezdec · g3 bílý pěšec · a2 bílý pěšec · b2 bílý jezdec · c2 černý pěšec · d2 bílý pěšec · f2 bílý pěšec · h2 bílý král · a1 bílý střelec · b1 bílý dáma · f1 bílý věž · h1 bílý střelec | 8 |
| 7 | b8 černý dáma · h8 bílý věž · a7 bílý pěšec · d7 bílý jezdec · f6 černý pěšec · c5 černý pěšec · f5 černý pěšec · c4 bílý pěšec · d4 černý král · f4 černý střelec · h4 černý jezdec · g3 bílý pěšec · a2 bílý pěšec · b2 bílý jezdec · c2 černý pěšec · d2 bílý pěšec · f2 bílý pěšec · h2 bílý král · a1 bílý střelec · b1 bílý dáma · f1 bílý věž · h1 bílý střelec | b8 černý dáma · h8 bílý věž · a7 bílý pěšec · d7 bílý jezdec · f6 černý pěšec · c5 černý pěšec · f5 černý pěšec · c4 bílý pěšec · d4 černý král · f4 černý střelec · h4 černý jezdec · g3 bílý pěšec · a2 bílý pěšec · b2 bílý jezdec · c2 černý pěšec · d2 bílý pěšec · f2 bílý pěšec · h2 bílý král · a1 bílý střelec · b1 bílý dáma · f1 bílý věž · h1 bílý střelec | b8 černý dáma · h8 bílý věž · a7 bílý pěšec · d7 bílý jezdec · f6 černý pěšec · c5 černý pěšec · f5 černý pěšec · c4 bílý pěšec · d4 černý král · f4 černý střelec · h4 černý jezdec · g3 bílý pěšec · a2 bílý pěšec · b2 bílý jezdec · c2 černý pěšec · d2 bílý pěšec · f2 bílý pěšec · h2 bílý král · a1 bílý střelec · b1 bílý dáma · f1 bílý věž · h1 bílý střelec | b8 černý dáma · h8 bílý věž · a7 bílý pěšec · d7 bílý jezdec · f6 černý pěšec · c5 černý pěšec · f5 černý pěšec · c4 bílý pěšec · d4 černý král · f4 černý střelec · h4 černý jezdec · g3 bílý pěšec · a2 bílý pěšec · b2 bílý jezdec · c2 černý pěšec · d2 bílý pěšec · f2 bílý pěšec · h2 bílý král · a1 bílý střelec · b1 bílý dáma · f1 bílý věž · h1 bílý střelec | b8 černý dáma · h8 bílý věž · a7 bílý pěšec · d7 bílý jezdec · f6 černý pěšec · c5 černý pěšec · f5 černý pěšec · c4 bílý pěšec · d4 černý král · f4 černý střelec · h4 černý jezdec · g3 bílý pěšec · a2 bílý pěšec · b2 bílý jezdec · c2 černý pěšec · d2 bílý pěšec · f2 bílý pěšec · h2 bílý král · a1 bílý střelec · b1 bílý dáma · f1 bílý věž · h1 bílý střelec | b8 černý dáma · h8 bílý věž · a7 bílý pěšec · d7 bílý jezdec · f6 černý pěšec · c5 černý pěšec · f5 černý pěšec · c4 bílý pěšec · d4 černý král · f4 černý střelec · h4 černý jezdec · g3 bílý pěšec · a2 bílý pěšec · b2 bílý jezdec · c2 černý pěšec · d2 bílý pěšec · f2 bílý pěšec · h2 bílý král · a1 bílý střelec · b1 bílý dáma · f1 bílý věž · h1 bílý střelec | b8 černý dáma · h8 bílý věž · a7 bílý pěšec · d7 bílý jezdec · f6 černý pěšec · c5 černý pěšec · f5 černý pěšec · c4 bílý pěšec · d4 černý král · f4 černý střelec · h4 černý jezdec · g3 bílý pěšec · a2 bílý pěšec · b2 bílý jezdec · c2 černý pěšec · d2 bílý pěšec · f2 bílý pěšec · h2 bílý král · a1 bílý střelec · b1 bílý dáma · f1 bílý věž · h1 bílý střelec | b8 černý dáma · h8 bílý věž · a7 bílý pěšec · d7 bílý jezdec · f6 černý pěšec · c5 černý pěšec · f5 černý pěšec · c4 bílý pěšec · d4 černý král · f4 černý střelec · h4 černý jezdec · g3 bílý pěšec · a2 bílý pěšec · b2 bílý jezdec · c2 černý pěšec · d2 bílý pěšec · f2 bílý pěšec · h2 bílý král · a1 bílý střelec · b1 bílý dáma · f1 bílý věž · h1 bílý střelec | 7 |
| 6 | b8 černý dáma · h8 bílý věž · a7 bílý pěšec · d7 bílý jezdec · f6 černý pěšec · c5 černý pěšec · f5 černý pěšec · c4 bílý pěšec · d4 černý král · f4 černý střelec · h4 černý jezdec · g3 bílý pěšec · a2 bílý pěšec · b2 bílý jezdec · c2 černý pěšec · d2 bílý pěšec · f2 bílý pěšec · h2 bílý král · a1 bílý střelec · b1 bílý dáma · f1 bílý věž · h1 bílý střelec | b8 černý dáma · h8 bílý věž · a7 bílý pěšec · d7 bílý jezdec · f6 černý pěšec · c5 černý pěšec · f5 černý pěšec · c4 bílý pěšec · d4 černý král · f4 černý střelec · h4 černý jezdec · g3 bílý pěšec · a2 bílý pěšec · b2 bílý jezdec · c2 černý pěšec · d2 bílý pěšec · f2 bílý pěšec · h2 bílý král · a1 bílý střelec · b1 bílý dáma · f1 bílý věž · h1 bílý střelec | b8 černý dáma · h8 bílý věž · a7 bílý pěšec · d7 bílý jezdec · f6 černý pěšec · c5 černý pěšec · f5 černý pěšec · c4 bílý pěšec · d4 černý král · f4 černý střelec · h4 černý jezdec · g3 bílý pěšec · a2 bílý pěšec · b2 bílý jezdec · c2 černý pěšec · d2 bílý pěšec · f2 bílý pěšec · h2 bílý král · a1 bílý střelec · b1 bílý dáma · f1 bílý věž · h1 bílý střelec | b8 černý dáma · h8 bílý věž · a7 bílý pěšec · d7 bílý jezdec · f6 černý pěšec · c5 černý pěšec · f5 černý pěšec · c4 bílý pěšec · d4 černý král · f4 černý střelec · h4 černý jezdec · g3 bílý pěšec · a2 bílý pěšec · b2 bílý jezdec · c2 černý pěšec · d2 bílý pěšec · f2 bílý pěšec · h2 bílý král · a1 bílý střelec · b1 bílý dáma · f1 bílý věž · h1 bílý střelec | b8 černý dáma · h8 bílý věž · a7 bílý pěšec · d7 bílý jezdec · f6 černý pěšec · c5 černý pěšec · f5 černý pěšec · c4 bílý pěšec · d4 černý král · f4 černý střelec · h4 černý jezdec · g3 bílý pěšec · a2 bílý pěšec · b2 bílý jezdec · c2 černý pěšec · d2 bílý pěšec · f2 bílý pěšec · h2 bílý král · a1 bílý střelec · b1 bílý dáma · f1 bílý věž · h1 bílý střelec | b8 černý dáma · h8 bílý věž · a7 bílý pěšec · d7 bílý jezdec · f6 černý pěšec · c5 černý pěšec · f5 černý pěšec · c4 bílý pěšec · d4 černý král · f4 černý střelec · h4 černý jezdec · g3 bílý pěšec · a2 bílý pěšec · b2 bílý jezdec · c2 černý pěšec · d2 bílý pěšec · f2 bílý pěšec · h2 bílý král · a1 bílý střelec · b1 bílý dáma · f1 bílý věž · h1 bílý střelec | b8 černý dáma · h8 bílý věž · a7 bílý pěšec · d7 bílý jezdec · f6 černý pěšec · c5 černý pěšec · f5 černý pěšec · c4 bílý pěšec · d4 černý král · f4 černý střelec · h4 černý jezdec · g3 bílý pěšec · a2 bílý pěšec · b2 bílý jezdec · c2 černý pěšec · d2 bílý pěšec · f2 bílý pěšec · h2 bílý král · a1 bílý střelec · b1 bílý dáma · f1 bílý věž · h1 bílý střelec | b8 černý dáma · h8 bílý věž · a7 bílý pěšec · d7 bílý jezdec · f6 černý pěšec · c5 černý pěšec · f5 černý pěšec · c4 bílý pěšec · d4 černý král · f4 černý střelec · h4 černý jezdec · g3 bílý pěšec · a2 bílý pěšec · b2 bílý jezdec · c2 černý pěšec · d2 bílý pěšec · f2 bílý pěšec · h2 bílý král · a1 bílý střelec · b1 bílý dáma · f1 bílý věž · h1 bílý střelec | 6 |
| 5 | b8 černý dáma · h8 bílý věž · a7 bílý pěšec · d7 bílý jezdec · f6 černý pěšec · c5 černý pěšec · f5 černý pěšec · c4 bílý pěšec · d4 černý král · f4 černý střelec · h4 černý jezdec · g3 bílý pěšec · a2 bílý pěšec · b2 bílý jezdec · c2 černý pěšec · d2 bílý pěšec · f2 bílý pěšec · h2 bílý král · a1 bílý střelec · b1 bílý dáma · f1 bílý věž · h1 bílý střelec | b8 černý dáma · h8 bílý věž · a7 bílý pěšec · d7 bílý jezdec · f6 černý pěšec · c5 černý pěšec · f5 černý pěšec · c4 bílý pěšec · d4 černý král · f4 černý střelec · h4 černý jezdec · g3 bílý pěšec · a2 bílý pěšec · b2 bílý jezdec · c2 černý pěšec · d2 bílý pěšec · f2 bílý pěšec · h2 bílý král · a1 bílý střelec · b1 bílý dáma · f1 bílý věž · h1 bílý střelec | b8 černý dáma · h8 bílý věž · a7 bílý pěšec · d7 bílý jezdec · f6 černý pěšec · c5 černý pěšec · f5 černý pěšec · c4 bílý pěšec · d4 černý král · f4 černý střelec · h4 černý jezdec · g3 bílý pěšec · a2 bílý pěšec · b2 bílý jezdec · c2 černý pěšec · d2 bílý pěšec · f2 bílý pěšec · h2 bílý král · a1 bílý střelec · b1 bílý dáma · f1 bílý věž · h1 bílý střelec | b8 černý dáma · h8 bílý věž · a7 bílý pěšec · d7 bílý jezdec · f6 černý pěšec · c5 černý pěšec · f5 černý pěšec · c4 bílý pěšec · d4 černý král · f4 černý střelec · h4 černý jezdec · g3 bílý pěšec · a2 bílý pěšec · b2 bílý jezdec · c2 černý pěšec · d2 bílý pěšec · f2 bílý pěšec · h2 bílý král · a1 bílý střelec · b1 bílý dáma · f1 bílý věž · h1 bílý střelec | b8 černý dáma · h8 bílý věž · a7 bílý pěšec · d7 bílý jezdec · f6 černý pěšec · c5 černý pěšec · f5 černý pěšec · c4 bílý pěšec · d4 černý král · f4 černý střelec · h4 černý jezdec · g3 bílý pěšec · a2 bílý pěšec · b2 bílý jezdec · c2 černý pěšec · d2 bílý pěšec · f2 bílý pěšec · h2 bílý král · a1 bílý střelec · b1 bílý dáma · f1 bílý věž · h1 bílý střelec | b8 černý dáma · h8 bílý věž · a7 bílý pěšec · d7 bílý jezdec · f6 černý pěšec · c5 černý pěšec · f5 černý pěšec · c4 bílý pěšec · d4 černý král · f4 černý střelec · h4 černý jezdec · g3 bílý pěšec · a2 bílý pěšec · b2 bílý jezdec · c2 černý pěšec · d2 bílý pěšec · f2 bílý pěšec · h2 bílý král · a1 bílý střelec · b1 bílý dáma · f1 bílý věž · h1 bílý střelec | b8 černý dáma · h8 bílý věž · a7 bílý pěšec · d7 bílý jezdec · f6 černý pěšec · c5 černý pěšec · f5 černý pěšec · c4 bílý pěšec · d4 černý král · f4 černý střelec · h4 černý jezdec · g3 bílý pěšec · a2 bílý pěšec · b2 bílý jezdec · c2 černý pěšec · d2 bílý pěšec · f2 bílý pěšec · h2 bílý král · a1 bílý střelec · b1 bílý dáma · f1 bílý věž · h1 bílý střelec | b8 černý dáma · h8 bílý věž · a7 bílý pěšec · d7 bílý jezdec · f6 černý pěšec · c5 černý pěšec · f5 černý pěšec · c4 bílý pěšec · d4 černý král · f4 černý střelec · h4 černý jezdec · g3 bílý pěšec · a2 bílý pěšec · b2 bílý jezdec · c2 černý pěšec · d2 bílý pěšec · f2 bílý pěšec · h2 bílý král · a1 bílý střelec · b1 bílý dáma · f1 bílý věž · h1 bílý střelec | 5 |
| 4 | b8 černý dáma · h8 bílý věž · a7 bílý pěšec · d7 bílý jezdec · f6 černý pěšec · c5 černý pěšec · f5 černý pěšec · c4 bílý pěšec · d4 černý král · f4 černý střelec · h4 černý jezdec · g3 bílý pěšec · a2 bílý pěšec · b2 bílý jezdec · c2 černý pěšec · d2 bílý pěšec · f2 bílý pěšec · h2 bílý král · a1 bílý střelec · b1 bílý dáma · f1 bílý věž · h1 bílý střelec | b8 černý dáma · h8 bílý věž · a7 bílý pěšec · d7 bílý jezdec · f6 černý pěšec · c5 černý pěšec · f5 černý pěšec · c4 bílý pěšec · d4 černý král · f4 černý střelec · h4 černý jezdec · g3 bílý pěšec · a2 bílý pěšec · b2 bílý jezdec · c2 černý pěšec · d2 bílý pěšec · f2 bílý pěšec · h2 bílý král · a1 bílý střelec · b1 bílý dáma · f1 bílý věž · h1 bílý střelec | b8 černý dáma · h8 bílý věž · a7 bílý pěšec · d7 bílý jezdec · f6 černý pěšec · c5 černý pěšec · f5 černý pěšec · c4 bílý pěšec · d4 černý král · f4 černý střelec · h4 černý jezdec · g3 bílý pěšec · a2 bílý pěšec · b2 bílý jezdec · c2 černý pěšec · d2 bílý pěšec · f2 bílý pěšec · h2 bílý král · a1 bílý střelec · b1 bílý dáma · f1 bílý věž · h1 bílý střelec | b8 černý dáma · h8 bílý věž · a7 bílý pěšec · d7 bílý jezdec · f6 černý pěšec · c5 černý pěšec · f5 černý pěšec · c4 bílý pěšec · d4 černý král · f4 černý střelec · h4 černý jezdec · g3 bílý pěšec · a2 bílý pěšec · b2 bílý jezdec · c2 černý pěšec · d2 bílý pěšec · f2 bílý pěšec · h2 bílý král · a1 bílý střelec · b1 bílý dáma · f1 bílý věž · h1 bílý střelec | b8 černý dáma · h8 bílý věž · a7 bílý pěšec · d7 bílý jezdec · f6 černý pěšec · c5 černý pěšec · f5 černý pěšec · c4 bílý pěšec · d4 černý král · f4 černý střelec · h4 černý jezdec · g3 bílý pěšec · a2 bílý pěšec · b2 bílý jezdec · c2 černý pěšec · d2 bílý pěšec · f2 bílý pěšec · h2 bílý král · a1 bílý střelec · b1 bílý dáma · f1 bílý věž · h1 bílý střelec | b8 černý dáma · h8 bílý věž · a7 bílý pěšec · d7 bílý jezdec · f6 černý pěšec · c5 černý pěšec · f5 černý pěšec · c4 bílý pěšec · d4 černý král · f4 černý střelec · h4 černý jezdec · g3 bílý pěšec · a2 bílý pěšec · b2 bílý jezdec · c2 černý pěšec · d2 bílý pěšec · f2 bílý pěšec · h2 bílý král · a1 bílý střelec · b1 bílý dáma · f1 bílý věž · h1 bílý střelec | b8 černý dáma · h8 bílý věž · a7 bílý pěšec · d7 bílý jezdec · f6 černý pěšec · c5 černý pěšec · f5 černý pěšec · c4 bílý pěšec · d4 černý král · f4 černý střelec · h4 černý jezdec · g3 bílý pěšec · a2 bílý pěšec · b2 bílý jezdec · c2 černý pěšec · d2 bílý pěšec · f2 bílý pěšec · h2 bílý král · a1 bílý střelec · b1 bílý dáma · f1 bílý věž · h1 bílý střelec | b8 černý dáma · h8 bílý věž · a7 bílý pěšec · d7 bílý jezdec · f6 černý pěšec · c5 černý pěšec · f5 černý pěšec · c4 bílý pěšec · d4 černý král · f4 černý střelec · h4 černý jezdec · g3 bílý pěšec · a2 bílý pěšec · b2 bílý jezdec · c2 černý pěšec · d2 bílý pěšec · f2 bílý pěšec · h2 bílý král · a1 bílý střelec · b1 bílý dáma · f1 bílý věž · h1 bílý střelec | 4 |
| 3 | b8 černý dáma · h8 bílý věž · a7 bílý pěšec · d7 bílý jezdec · f6 černý pěšec · c5 černý pěšec · f5 černý pěšec · c4 bílý pěšec · d4 černý král · f4 černý střelec · h4 černý jezdec · g3 bílý pěšec · a2 bílý pěšec · b2 bílý jezdec · c2 černý pěšec · d2 bílý pěšec · f2 bílý pěšec · h2 bílý král · a1 bílý střelec · b1 bílý dáma · f1 bílý věž · h1 bílý střelec | b8 černý dáma · h8 bílý věž · a7 bílý pěšec · d7 bílý jezdec · f6 černý pěšec · c5 černý pěšec · f5 černý pěšec · c4 bílý pěšec · d4 černý král · f4 černý střelec · h4 černý jezdec · g3 bílý pěšec · a2 bílý pěšec · b2 bílý jezdec · c2 černý pěšec · d2 bílý pěšec · f2 bílý pěšec · h2 bílý král · a1 bílý střelec · b1 bílý dáma · f1 bílý věž · h1 bílý střelec | b8 černý dáma · h8 bílý věž · a7 bílý pěšec · d7 bílý jezdec · f6 černý pěšec · c5 černý pěšec · f5 černý pěšec · c4 bílý pěšec · d4 černý král · f4 černý střelec · h4 černý jezdec · g3 bílý pěšec · a2 bílý pěšec · b2 bílý jezdec · c2 černý pěšec · d2 bílý pěšec · f2 bílý pěšec · h2 bílý král · a1 bílý střelec · b1 bílý dáma · f1 bílý věž · h1 bílý střelec | b8 černý dáma · h8 bílý věž · a7 bílý pěšec · d7 bílý jezdec · f6 černý pěšec · c5 černý pěšec · f5 černý pěšec · c4 bílý pěšec · d4 černý král · f4 černý střelec · h4 černý jezdec · g3 bílý pěšec · a2 bílý pěšec · b2 bílý jezdec · c2 černý pěšec · d2 bílý pěšec · f2 bílý pěšec · h2 bílý král · a1 bílý střelec · b1 bílý dáma · f1 bílý věž · h1 bílý střelec | b8 černý dáma · h8 bílý věž · a7 bílý pěšec · d7 bílý jezdec · f6 černý pěšec · c5 černý pěšec · f5 černý pěšec · c4 bílý pěšec · d4 černý král · f4 černý střelec · h4 černý jezdec · g3 bílý pěšec · a2 bílý pěšec · b2 bílý jezdec · c2 černý pěšec · d2 bílý pěšec · f2 bílý pěšec · h2 bílý král · a1 bílý střelec · b1 bílý dáma · f1 bílý věž · h1 bílý střelec | b8 černý dáma · h8 bílý věž · a7 bílý pěšec · d7 bílý jezdec · f6 černý pěšec · c5 černý pěšec · f5 černý pěšec · c4 bílý pěšec · d4 černý král · f4 černý střelec · h4 černý jezdec · g3 bílý pěšec · a2 bílý pěšec · b2 bílý jezdec · c2 černý pěšec · d2 bílý pěšec · f2 bílý pěšec · h2 bílý král · a1 bílý střelec · b1 bílý dáma · f1 bílý věž · h1 bílý střelec | b8 černý dáma · h8 bílý věž · a7 bílý pěšec · d7 bílý jezdec · f6 černý pěšec · c5 černý pěšec · f5 černý pěšec · c4 bílý pěšec · d4 černý král · f4 černý střelec · h4 černý jezdec · g3 bílý pěšec · a2 bílý pěšec · b2 bílý jezdec · c2 černý pěšec · d2 bílý pěšec · f2 bílý pěšec · h2 bílý král · a1 bílý střelec · b1 bílý dáma · f1 bílý věž · h1 bílý střelec | b8 černý dáma · h8 bílý věž · a7 bílý pěšec · d7 bílý jezdec · f6 černý pěšec · c5 černý pěšec · f5 černý pěšec · c4 bílý pěšec · d4 černý král · f4 černý střelec · h4 černý jezdec · g3 bílý pěšec · a2 bílý pěšec · b2 bílý jezdec · c2 černý pěšec · d2 bílý pěšec · f2 bílý pěšec · h2 bílý král · a1 bílý střelec · b1 bílý dáma · f1 bílý věž · h1 bílý střelec | 3 |
| 2 | b8 černý dáma · h8 bílý věž · a7 bílý pěšec · d7 bílý jezdec · f6 černý pěšec · c5 černý pěšec · f5 černý pěšec · c4 bílý pěšec · d4 černý král · f4 černý střelec · h4 černý jezdec · g3 bílý pěšec · a2 bílý pěšec · b2 bílý jezdec · c2 černý pěšec · d2 bílý pěšec · f2 bílý pěšec · h2 bílý král · a1 bílý střelec · b1 bílý dáma · f1 bílý věž · h1 bílý střelec | b8 černý dáma · h8 bílý věž · a7 bílý pěšec · d7 bílý jezdec · f6 černý pěšec · c5 černý pěšec · f5 černý pěšec · c4 bílý pěšec · d4 černý král · f4 černý střelec · h4 černý jezdec · g3 bílý pěšec · a2 bílý pěšec · b2 bílý jezdec · c2 černý pěšec · d2 bílý pěšec · f2 bílý pěšec · h2 bílý král · a1 bílý střelec · b1 bílý dáma · f1 bílý věž · h1 bílý střelec | b8 černý dáma · h8 bílý věž · a7 bílý pěšec · d7 bílý jezdec · f6 černý pěšec · c5 černý pěšec · f5 černý pěšec · c4 bílý pěšec · d4 černý král · f4 černý střelec · h4 černý jezdec · g3 bílý pěšec · a2 bílý pěšec · b2 bílý jezdec · c2 černý pěšec · d2 bílý pěšec · f2 bílý pěšec · h2 bílý král · a1 bílý střelec · b1 bílý dáma · f1 bílý věž · h1 bílý střelec | b8 černý dáma · h8 bílý věž · a7 bílý pěšec · d7 bílý jezdec · f6 černý pěšec · c5 černý pěšec · f5 černý pěšec · c4 bílý pěšec · d4 černý král · f4 černý střelec · h4 černý jezdec · g3 bílý pěšec · a2 bílý pěšec · b2 bílý jezdec · c2 černý pěšec · d2 bílý pěšec · f2 bílý pěšec · h2 bílý král · a1 bílý střelec · b1 bílý dáma · f1 bílý věž · h1 bílý střelec | b8 černý dáma · h8 bílý věž · a7 bílý pěšec · d7 bílý jezdec · f6 černý pěšec · c5 černý pěšec · f5 černý pěšec · c4 bílý pěšec · d4 černý král · f4 černý střelec · h4 černý jezdec · g3 bílý pěšec · a2 bílý pěšec · b2 bílý jezdec · c2 černý pěšec · d2 bílý pěšec · f2 bílý pěšec · h2 bílý král · a1 bílý střelec · b1 bílý dáma · f1 bílý věž · h1 bílý střelec | b8 černý dáma · h8 bílý věž · a7 bílý pěšec · d7 bílý jezdec · f6 černý pěšec · c5 černý pěšec · f5 černý pěšec · c4 bílý pěšec · d4 černý král · f4 černý střelec · h4 černý jezdec · g3 bílý pěšec · a2 bílý pěšec · b2 bílý jezdec · c2 černý pěšec · d2 bílý pěšec · f2 bílý pěšec · h2 bílý král · a1 bílý střelec · b1 bílý dáma · f1 bílý věž · h1 bílý střelec | b8 černý dáma · h8 bílý věž · a7 bílý pěšec · d7 bílý jezdec · f6 černý pěšec · c5 černý pěšec · f5 černý pěšec · c4 bílý pěšec · d4 černý král · f4 černý střelec · h4 černý jezdec · g3 bílý pěšec · a2 bílý pěšec · b2 bílý jezdec · c2 černý pěšec · d2 bílý pěšec · f2 bílý pěšec · h2 bílý král · a1 bílý střelec · b1 bílý dáma · f1 bílý věž · h1 bílý střelec | b8 černý dáma · h8 bílý věž · a7 bílý pěšec · d7 bílý jezdec · f6 černý pěšec · c5 černý pěšec · f5 černý pěšec · c4 bílý pěšec · d4 černý král · f4 černý střelec · h4 černý jezdec · g3 bílý pěšec · a2 bílý pěšec · b2 bílý jezdec · c2 černý pěšec · d2 bílý pěšec · f2 bílý pěšec · h2 bílý král · a1 bílý střelec · b1 bílý dáma · f1 bílý věž · h1 bílý střelec | 2 |
| 1 | b8 černý dáma · h8 bílý věž · a7 bílý pěšec · d7 bílý jezdec · f6 černý pěšec · c5 černý pěšec · f5 černý pěšec · c4 bílý pěšec · d4 černý král · f4 černý střelec · h4 černý jezdec · g3 bílý pěšec · a2 bílý pěšec · b2 bílý jezdec · c2 černý pěšec · d2 bílý pěšec · f2 bílý pěšec · h2 bílý král · a1 bílý střelec · b1 bílý dáma · f1 bílý věž · h1 bílý střelec | b8 černý dáma · h8 bílý věž · a7 bílý pěšec · d7 bílý jezdec · f6 černý pěšec · c5 černý pěšec · f5 černý pěšec · c4 bílý pěšec · d4 černý král · f4 černý střelec · h4 černý jezdec · g3 bílý pěšec · a2 bílý pěšec · b2 bílý jezdec · c2 černý pěšec · d2 bílý pěšec · f2 bílý pěšec · h2 bílý král · a1 bílý střelec · b1 bílý dáma · f1 bílý věž · h1 bílý střelec | b8 černý dáma · h8 bílý věž · a7 bílý pěšec · d7 bílý jezdec · f6 černý pěšec · c5 černý pěšec · f5 černý pěšec · c4 bílý pěšec · d4 černý král · f4 černý střelec · h4 černý jezdec · g3 bílý pěšec · a2 bílý pěšec · b2 bílý jezdec · c2 černý pěšec · d2 bílý pěšec · f2 bílý pěšec · h2 bílý král · a1 bílý střelec · b1 bílý dáma · f1 bílý věž · h1 bílý střelec | b8 černý dáma · h8 bílý věž · a7 bílý pěšec · d7 bílý jezdec · f6 černý pěšec · c5 černý pěšec · f5 černý pěšec · c4 bílý pěšec · d4 černý král · f4 černý střelec · h4 černý jezdec · g3 bílý pěšec · a2 bílý pěšec · b2 bílý jezdec · c2 černý pěšec · d2 bílý pěšec · f2 bílý pěšec · h2 bílý král · a1 bílý střelec · b1 bílý dáma · f1 bílý věž · h1 bílý střelec | b8 černý dáma · h8 bílý věž · a7 bílý pěšec · d7 bílý jezdec · f6 černý pěšec · c5 černý pěšec · f5 černý pěšec · c4 bílý pěšec · d4 černý král · f4 černý střelec · h4 černý jezdec · g3 bílý pěšec · a2 bílý pěšec · b2 bílý jezdec · c2 černý pěšec · d2 bílý pěšec · f2 bílý pěšec · h2 bílý král · a1 bílý střelec · b1 bílý dáma · f1 bílý věž · h1 bílý střelec | b8 černý dáma · h8 bílý věž · a7 bílý pěšec · d7 bílý jezdec · f6 černý pěšec · c5 černý pěšec · f5 černý pěšec · c4 bílý pěšec · d4 černý král · f4 černý střelec · h4 černý jezdec · g3 bílý pěšec · a2 bílý pěšec · b2 bílý jezdec · c2 černý pěšec · d2 bílý pěšec · f2 bílý pěšec · h2 bílý král · a1 bílý střelec · b1 bílý dáma · f1 bílý věž · h1 bílý střelec | b8 černý dáma · h8 bílý věž · a7 bílý pěšec · d7 bílý jezdec · f6 černý pěšec · c5 černý pěšec · f5 černý pěšec · c4 bílý pěšec · d4 černý král · f4 černý střelec · h4 černý jezdec · g3 bílý pěšec · a2 bílý pěšec · b2 bílý jezdec · c2 černý pěšec · d2 bílý pěšec · f2 bílý pěšec · h2 bílý král · a1 bílý střelec · b1 bílý dáma · f1 bílý věž · h1 bílý střelec | b8 černý dáma · h8 bílý věž · a7 bílý pěšec · d7 bílý jezdec · f6 černý pěšec · c5 černý pěšec · f5 černý pěšec · c4 bílý pěšec · d4 černý král · f4 černý střelec · h4 černý jezdec · g3 bílý pěšec · a2 bílý pěšec · b2 bílý jezdec · c2 černý pěšec · d2 bílý pěšec · f2 bílý pěšec · h2 bílý král · a1 bílý střelec · b1 bílý dáma · f1 bílý věž · h1 bílý střelec | 1 |
|   | a | b | c | d | e | f | g | h |   |

V roce 1982, dva roky po sestavení úlohy, Drumare další úsilí o odstranění vad vzdal a vyjádřil názor, že Babsonova úloha nebude nikdy zcela uspokojivě sestavena. Ovšem hned následujícího roku přišel Leonid Jaroš, fotbalový trenér z Kazaně, jako skladatel šachových problémů v té době zcela neznámý, s mnohem lepším řešením. Pozice (zobrazená na čtvrtém diagramu) nevykazuje žádné nesrovnalosti, je mnohem jednodušší, než byla v Drumareho problému, a v úvodním postavení neobsahuje žádné proměněné figury. Poprvé byla publikována v březnu 1983 ve známém sovětském šachovém periodiku Šachmaty v SSSR a je považována za první uspokojivé řešení Babsonovy úlohy. Zadání zní „mat čtvrtým tahem“.
Po úvodníku 1. Vxh4 následují tahy:
1. … cxb1D 2. axb8D Dxb2 (2 … De4 3. Dxf4 Dxf4 4. Vxf4 mat) 3. Db3 Dc3 4. Dxc3 mat
1. … cxb1V 2. axb8V Vxb2 3. Vb3 Kxc4 4. Vxf4 mat
1. … cxb1S 2. axb8S Se4 3. Sxf4 Sxh1 4. Se3 mat
1. … cxb1J 2. axb8J Jxd2 3. Jc6+ Kc3 4. Vc1 mat
Ovšem i Jarošův problém měl malé vady. Jednou z nich bylo odebrání soupeřovy figury hned v úvodníku, což je věc, které se skladatelé šachových problémů snaží vyhnout. Navíc, když byla úloha poprvé zveřejněna, na poli h4 stál černý pěšec, ale počítač objevil ještě jedno řešení tahem 1. axb8J. Proto byl tento pěšec nahrazen jezdcem. V posledním tahu verze založené na proměnách ve střelce bylo také možné dát mat dvěma způsoby: 4. Se3 nebo 4. Se5. Přes tyto drobné nedostatky však úloha vzbudila nadšení.
|   | a | b | c | d | e | f | g | h |   |
| 8 | a8 bílý střelec · b8 černý dáma · d8 bílý střelec · f8 bílý král · d7 bílý pěšec · e7 černý pěšec · f7 bílý jezdec · a6 bílý pěšec · e6 bílý pěšec · f6 černý pěšec · a5 bílý pěšec · c5 černý pěšec · f5 bílý pěšec · c4 bílý pěšec · d4 černý král · f4 černý střelec · h4 bílý věž · b3 černý pěšec · a2 černý pěšec · b2 bílý jezdec · d2 bílý pěšec · f2 bílý pěšec · a1 bílý dáma · b1 bílý věž | a8 bílý střelec · b8 černý dáma · d8 bílý střelec · f8 bílý král · d7 bílý pěšec · e7 černý pěšec · f7 bílý jezdec · a6 bílý pěšec · e6 bílý pěšec · f6 černý pěšec · a5 bílý pěšec · c5 černý pěšec · f5 bílý pěšec · c4 bílý pěšec · d4 černý král · f4 černý střelec · h4 bílý věž · b3 černý pěšec · a2 černý pěšec · b2 bílý jezdec · d2 bílý pěšec · f2 bílý pěšec · a1 bílý dáma · b1 bílý věž | a8 bílý střelec · b8 černý dáma · d8 bílý střelec · f8 bílý král · d7 bílý pěšec · e7 černý pěšec · f7 bílý jezdec · a6 bílý pěšec · e6 bílý pěšec · f6 černý pěšec · a5 bílý pěšec · c5 černý pěšec · f5 bílý pěšec · c4 bílý pěšec · d4 černý král · f4 černý střelec · h4 bílý věž · b3 černý pěšec · a2 černý pěšec · b2 bílý jezdec · d2 bílý pěšec · f2 bílý pěšec · a1 bílý dáma · b1 bílý věž | a8 bílý střelec · b8 černý dáma · d8 bílý střelec · f8 bílý král · d7 bílý pěšec · e7 černý pěšec · f7 bílý jezdec · a6 bílý pěšec · e6 bílý pěšec · f6 černý pěšec · a5 bílý pěšec · c5 černý pěšec · f5 bílý pěšec · c4 bílý pěšec · d4 černý král · f4 černý střelec · h4 bílý věž · b3 černý pěšec · a2 černý pěšec · b2 bílý jezdec · d2 bílý pěšec · f2 bílý pěšec · a1 bílý dáma · b1 bílý věž | a8 bílý střelec · b8 černý dáma · d8 bílý střelec · f8 bílý král · d7 bílý pěšec · e7 černý pěšec · f7 bílý jezdec · a6 bílý pěšec · e6 bílý pěšec · f6 černý pěšec · a5 bílý pěšec · c5 černý pěšec · f5 bílý pěšec · c4 bílý pěšec · d4 černý král · f4 černý střelec · h4 bílý věž · b3 černý pěšec · a2 černý pěšec · b2 bílý jezdec · d2 bílý pěšec · f2 bílý pěšec · a1 bílý dáma · b1 bílý věž | a8 bílý střelec · b8 černý dáma · d8 bílý střelec · f8 bílý král · d7 bílý pěšec · e7 černý pěšec · f7 bílý jezdec · a6 bílý pěšec · e6 bílý pěšec · f6 černý pěšec · a5 bílý pěšec · c5 černý pěšec · f5 bílý pěšec · c4 bílý pěšec · d4 černý král · f4 černý střelec · h4 bílý věž · b3 černý pěšec · a2 černý pěšec · b2 bílý jezdec · d2 bílý pěšec · f2 bílý pěšec · a1 bílý dáma · b1 bílý věž | a8 bílý střelec · b8 černý dáma · d8 bílý střelec · f8 bílý král · d7 bílý pěšec · e7 černý pěšec · f7 bílý jezdec · a6 bílý pěšec · e6 bílý pěšec · f6 černý pěšec · a5 bílý pěšec · c5 černý pěšec · f5 bílý pěšec · c4 bílý pěšec · d4 černý král · f4 černý střelec · h4 bílý věž · b3 černý pěšec · a2 černý pěšec · b2 bílý jezdec · d2 bílý pěšec · f2 bílý pěšec · a1 bílý dáma · b1 bílý věž | a8 bílý střelec · b8 černý dáma · d8 bílý střelec · f8 bílý král · d7 bílý pěšec · e7 černý pěšec · f7 bílý jezdec · a6 bílý pěšec · e6 bílý pěšec · f6 černý pěšec · a5 bílý pěšec · c5 černý pěšec · f5 bílý pěšec · c4 bílý pěšec · d4 černý král · f4 černý střelec · h4 bílý věž · b3 černý pěšec · a2 černý pěšec · b2 bílý jezdec · d2 bílý pěšec · f2 bílý pěšec · a1 bílý dáma · b1 bílý věž | 8 |
| 7 | a8 bílý střelec · b8 černý dáma · d8 bílý střelec · f8 bílý král · d7 bílý pěšec · e7 černý pěšec · f7 bílý jezdec · a6 bílý pěšec · e6 bílý pěšec · f6 černý pěšec · a5 bílý pěšec · c5 černý pěšec · f5 bílý pěšec · c4 bílý pěšec · d4 černý král · f4 černý střelec · h4 bílý věž · b3 černý pěšec · a2 černý pěšec · b2 bílý jezdec · d2 bílý pěšec · f2 bílý pěšec · a1 bílý dáma · b1 bílý věž | a8 bílý střelec · b8 černý dáma · d8 bílý střelec · f8 bílý král · d7 bílý pěšec · e7 černý pěšec · f7 bílý jezdec · a6 bílý pěšec · e6 bílý pěšec · f6 černý pěšec · a5 bílý pěšec · c5 černý pěšec · f5 bílý pěšec · c4 bílý pěšec · d4 černý král · f4 černý střelec · h4 bílý věž · b3 černý pěšec · a2 černý pěšec · b2 bílý jezdec · d2 bílý pěšec · f2 bílý pěšec · a1 bílý dáma · b1 bílý věž | a8 bílý střelec · b8 černý dáma · d8 bílý střelec · f8 bílý král · d7 bílý pěšec · e7 černý pěšec · f7 bílý jezdec · a6 bílý pěšec · e6 bílý pěšec · f6 černý pěšec · a5 bílý pěšec · c5 černý pěšec · f5 bílý pěšec · c4 bílý pěšec · d4 černý král · f4 černý střelec · h4 bílý věž · b3 černý pěšec · a2 černý pěšec · b2 bílý jezdec · d2 bílý pěšec · f2 bílý pěšec · a1 bílý dáma · b1 bílý věž | a8 bílý střelec · b8 černý dáma · d8 bílý střelec · f8 bílý král · d7 bílý pěšec · e7 černý pěšec · f7 bílý jezdec · a6 bílý pěšec · e6 bílý pěšec · f6 černý pěšec · a5 bílý pěšec · c5 černý pěšec · f5 bílý pěšec · c4 bílý pěšec · d4 černý král · f4 černý střelec · h4 bílý věž · b3 černý pěšec · a2 černý pěšec · b2 bílý jezdec · d2 bílý pěšec · f2 bílý pěšec · a1 bílý dáma · b1 bílý věž | a8 bílý střelec · b8 černý dáma · d8 bílý střelec · f8 bílý král · d7 bílý pěšec · e7 černý pěšec · f7 bílý jezdec · a6 bílý pěšec · e6 bílý pěšec · f6 černý pěšec · a5 bílý pěšec · c5 černý pěšec · f5 bílý pěšec · c4 bílý pěšec · d4 černý král · f4 černý střelec · h4 bílý věž · b3 černý pěšec · a2 černý pěšec · b2 bílý jezdec · d2 bílý pěšec · f2 bílý pěšec · a1 bílý dáma · b1 bílý věž | a8 bílý střelec · b8 černý dáma · d8 bílý střelec · f8 bílý král · d7 bílý pěšec · e7 černý pěšec · f7 bílý jezdec · a6 bílý pěšec · e6 bílý pěšec · f6 černý pěšec · a5 bílý pěšec · c5 černý pěšec · f5 bílý pěšec · c4 bílý pěšec · d4 černý král · f4 černý střelec · h4 bílý věž · b3 černý pěšec · a2 černý pěšec · b2 bílý jezdec · d2 bílý pěšec · f2 bílý pěšec · a1 bílý dáma · b1 bílý věž | a8 bílý střelec · b8 černý dáma · d8 bílý střelec · f8 bílý král · d7 bílý pěšec · e7 černý pěšec · f7 bílý jezdec · a6 bílý pěšec · e6 bílý pěšec · f6 černý pěšec · a5 bílý pěšec · c5 černý pěšec · f5 bílý pěšec · c4 bílý pěšec · d4 černý král · f4 černý střelec · h4 bílý věž · b3 černý pěšec · a2 černý pěšec · b2 bílý jezdec · d2 bílý pěšec · f2 bílý pěšec · a1 bílý dáma · b1 bílý věž | a8 bílý střelec · b8 černý dáma · d8 bílý střelec · f8 bílý král · d7 bílý pěšec · e7 černý pěšec · f7 bílý jezdec · a6 bílý pěšec · e6 bílý pěšec · f6 černý pěšec · a5 bílý pěšec · c5 černý pěšec · f5 bílý pěšec · c4 bílý pěšec · d4 černý král · f4 černý střelec · h4 bílý věž · b3 černý pěšec · a2 černý pěšec · b2 bílý jezdec · d2 bílý pěšec · f2 bílý pěšec · a1 bílý dáma · b1 bílý věž | 7 |
| 6 | a8 bílý střelec · b8 černý dáma · d8 bílý střelec · f8 bílý král · d7 bílý pěšec · e7 černý pěšec · f7 bílý jezdec · a6 bílý pěšec · e6 bílý pěšec · f6 černý pěšec · a5 bílý pěšec · c5 černý pěšec · f5 bílý pěšec · c4 bílý pěšec · d4 černý král · f4 černý střelec · h4 bílý věž · b3 černý pěšec · a2 černý pěšec · b2 bílý jezdec · d2 bílý pěšec · f2 bílý pěšec · a1 bílý dáma · b1 bílý věž | a8 bílý střelec · b8 černý dáma · d8 bílý střelec · f8 bílý král · d7 bílý pěšec · e7 černý pěšec · f7 bílý jezdec · a6 bílý pěšec · e6 bílý pěšec · f6 černý pěšec · a5 bílý pěšec · c5 černý pěšec · f5 bílý pěšec · c4 bílý pěšec · d4 černý král · f4 černý střelec · h4 bílý věž · b3 černý pěšec · a2 černý pěšec · b2 bílý jezdec · d2 bílý pěšec · f2 bílý pěšec · a1 bílý dáma · b1 bílý věž | a8 bílý střelec · b8 černý dáma · d8 bílý střelec · f8 bílý král · d7 bílý pěšec · e7 černý pěšec · f7 bílý jezdec · a6 bílý pěšec · e6 bílý pěšec · f6 černý pěšec · a5 bílý pěšec · c5 černý pěšec · f5 bílý pěšec · c4 bílý pěšec · d4 černý král · f4 černý střelec · h4 bílý věž · b3 černý pěšec · a2 černý pěšec · b2 bílý jezdec · d2 bílý pěšec · f2 bílý pěšec · a1 bílý dáma · b1 bílý věž | a8 bílý střelec · b8 černý dáma · d8 bílý střelec · f8 bílý král · d7 bílý pěšec · e7 černý pěšec · f7 bílý jezdec · a6 bílý pěšec · e6 bílý pěšec · f6 černý pěšec · a5 bílý pěšec · c5 černý pěšec · f5 bílý pěšec · c4 bílý pěšec · d4 černý král · f4 černý střelec · h4 bílý věž · b3 černý pěšec · a2 černý pěšec · b2 bílý jezdec · d2 bílý pěšec · f2 bílý pěšec · a1 bílý dáma · b1 bílý věž | a8 bílý střelec · b8 černý dáma · d8 bílý střelec · f8 bílý král · d7 bílý pěšec · e7 černý pěšec · f7 bílý jezdec · a6 bílý pěšec · e6 bílý pěšec · f6 černý pěšec · a5 bílý pěšec · c5 černý pěšec · f5 bílý pěšec · c4 bílý pěšec · d4 černý král · f4 černý střelec · h4 bílý věž · b3 černý pěšec · a2 černý pěšec · b2 bílý jezdec · d2 bílý pěšec · f2 bílý pěšec · a1 bílý dáma · b1 bílý věž | a8 bílý střelec · b8 černý dáma · d8 bílý střelec · f8 bílý král · d7 bílý pěšec · e7 černý pěšec · f7 bílý jezdec · a6 bílý pěšec · e6 bílý pěšec · f6 černý pěšec · a5 bílý pěšec · c5 černý pěšec · f5 bílý pěšec · c4 bílý pěšec · d4 černý král · f4 černý střelec · h4 bílý věž · b3 černý pěšec · a2 černý pěšec · b2 bílý jezdec · d2 bílý pěšec · f2 bílý pěšec · a1 bílý dáma · b1 bílý věž | a8 bílý střelec · b8 černý dáma · d8 bílý střelec · f8 bílý král · d7 bílý pěšec · e7 černý pěšec · f7 bílý jezdec · a6 bílý pěšec · e6 bílý pěšec · f6 černý pěšec · a5 bílý pěšec · c5 černý pěšec · f5 bílý pěšec · c4 bílý pěšec · d4 černý král · f4 černý střelec · h4 bílý věž · b3 černý pěšec · a2 černý pěšec · b2 bílý jezdec · d2 bílý pěšec · f2 bílý pěšec · a1 bílý dáma · b1 bílý věž | a8 bílý střelec · b8 černý dáma · d8 bílý střelec · f8 bílý král · d7 bílý pěšec · e7 černý pěšec · f7 bílý jezdec · a6 bílý pěšec · e6 bílý pěšec · f6 černý pěšec · a5 bílý pěšec · c5 černý pěšec · f5 bílý pěšec · c4 bílý pěšec · d4 černý král · f4 černý střelec · h4 bílý věž · b3 černý pěšec · a2 černý pěšec · b2 bílý jezdec · d2 bílý pěšec · f2 bílý pěšec · a1 bílý dáma · b1 bílý věž | 6 |
| 5 | a8 bílý střelec · b8 černý dáma · d8 bílý střelec · f8 bílý král · d7 bílý pěšec · e7 černý pěšec · f7 bílý jezdec · a6 bílý pěšec · e6 bílý pěšec · f6 černý pěšec · a5 bílý pěšec · c5 černý pěšec · f5 bílý pěšec · c4 bílý pěšec · d4 černý král · f4 černý střelec · h4 bílý věž · b3 černý pěšec · a2 černý pěšec · b2 bílý jezdec · d2 bílý pěšec · f2 bílý pěšec · a1 bílý dáma · b1 bílý věž | a8 bílý střelec · b8 černý dáma · d8 bílý střelec · f8 bílý král · d7 bílý pěšec · e7 černý pěšec · f7 bílý jezdec · a6 bílý pěšec · e6 bílý pěšec · f6 černý pěšec · a5 bílý pěšec · c5 černý pěšec · f5 bílý pěšec · c4 bílý pěšec · d4 černý král · f4 černý střelec · h4 bílý věž · b3 černý pěšec · a2 černý pěšec · b2 bílý jezdec · d2 bílý pěšec · f2 bílý pěšec · a1 bílý dáma · b1 bílý věž | a8 bílý střelec · b8 černý dáma · d8 bílý střelec · f8 bílý král · d7 bílý pěšec · e7 černý pěšec · f7 bílý jezdec · a6 bílý pěšec · e6 bílý pěšec · f6 černý pěšec · a5 bílý pěšec · c5 černý pěšec · f5 bílý pěšec · c4 bílý pěšec · d4 černý král · f4 černý střelec · h4 bílý věž · b3 černý pěšec · a2 černý pěšec · b2 bílý jezdec · d2 bílý pěšec · f2 bílý pěšec · a1 bílý dáma · b1 bílý věž | a8 bílý střelec · b8 černý dáma · d8 bílý střelec · f8 bílý král · d7 bílý pěšec · e7 černý pěšec · f7 bílý jezdec · a6 bílý pěšec · e6 bílý pěšec · f6 černý pěšec · a5 bílý pěšec · c5 černý pěšec · f5 bílý pěšec · c4 bílý pěšec · d4 černý král · f4 černý střelec · h4 bílý věž · b3 černý pěšec · a2 černý pěšec · b2 bílý jezdec · d2 bílý pěšec · f2 bílý pěšec · a1 bílý dáma · b1 bílý věž | a8 bílý střelec · b8 černý dáma · d8 bílý střelec · f8 bílý král · d7 bílý pěšec · e7 černý pěšec · f7 bílý jezdec · a6 bílý pěšec · e6 bílý pěšec · f6 černý pěšec · a5 bílý pěšec · c5 černý pěšec · f5 bílý pěšec · c4 bílý pěšec · d4 černý král · f4 černý střelec · h4 bílý věž · b3 černý pěšec · a2 černý pěšec · b2 bílý jezdec · d2 bílý pěšec · f2 bílý pěšec · a1 bílý dáma · b1 bílý věž | a8 bílý střelec · b8 černý dáma · d8 bílý střelec · f8 bílý král · d7 bílý pěšec · e7 černý pěšec · f7 bílý jezdec · a6 bílý pěšec · e6 bílý pěšec · f6 černý pěšec · a5 bílý pěšec · c5 černý pěšec · f5 bílý pěšec · c4 bílý pěšec · d4 černý král · f4 černý střelec · h4 bílý věž · b3 černý pěšec · a2 černý pěšec · b2 bílý jezdec · d2 bílý pěšec · f2 bílý pěšec · a1 bílý dáma · b1 bílý věž | a8 bílý střelec · b8 černý dáma · d8 bílý střelec · f8 bílý král · d7 bílý pěšec · e7 černý pěšec · f7 bílý jezdec · a6 bílý pěšec · e6 bílý pěšec · f6 černý pěšec · a5 bílý pěšec · c5 černý pěšec · f5 bílý pěšec · c4 bílý pěšec · d4 černý král · f4 černý střelec · h4 bílý věž · b3 černý pěšec · a2 černý pěšec · b2 bílý jezdec · d2 bílý pěšec · f2 bílý pěšec · a1 bílý dáma · b1 bílý věž | a8 bílý střelec · b8 černý dáma · d8 bílý střelec · f8 bílý král · d7 bílý pěšec · e7 černý pěšec · f7 bílý jezdec · a6 bílý pěšec · e6 bílý pěšec · f6 černý pěšec · a5 bílý pěšec · c5 černý pěšec · f5 bílý pěšec · c4 bílý pěšec · d4 černý král · f4 černý střelec · h4 bílý věž · b3 černý pěšec · a2 černý pěšec · b2 bílý jezdec · d2 bílý pěšec · f2 bílý pěšec · a1 bílý dáma · b1 bílý věž | 5 |
| 4 | a8 bílý střelec · b8 černý dáma · d8 bílý střelec · f8 bílý král · d7 bílý pěšec · e7 černý pěšec · f7 bílý jezdec · a6 bílý pěšec · e6 bílý pěšec · f6 černý pěšec · a5 bílý pěšec · c5 černý pěšec · f5 bílý pěšec · c4 bílý pěšec · d4 černý král · f4 černý střelec · h4 bílý věž · b3 černý pěšec · a2 černý pěšec · b2 bílý jezdec · d2 bílý pěšec · f2 bílý pěšec · a1 bílý dáma · b1 bílý věž | a8 bílý střelec · b8 černý dáma · d8 bílý střelec · f8 bílý král · d7 bílý pěšec · e7 černý pěšec · f7 bílý jezdec · a6 bílý pěšec · e6 bílý pěšec · f6 černý pěšec · a5 bílý pěšec · c5 černý pěšec · f5 bílý pěšec · c4 bílý pěšec · d4 černý král · f4 černý střelec · h4 bílý věž · b3 černý pěšec · a2 černý pěšec · b2 bílý jezdec · d2 bílý pěšec · f2 bílý pěšec · a1 bílý dáma · b1 bílý věž | a8 bílý střelec · b8 černý dáma · d8 bílý střelec · f8 bílý král · d7 bílý pěšec · e7 černý pěšec · f7 bílý jezdec · a6 bílý pěšec · e6 bílý pěšec · f6 černý pěšec · a5 bílý pěšec · c5 černý pěšec · f5 bílý pěšec · c4 bílý pěšec · d4 černý král · f4 černý střelec · h4 bílý věž · b3 černý pěšec · a2 černý pěšec · b2 bílý jezdec · d2 bílý pěšec · f2 bílý pěšec · a1 bílý dáma · b1 bílý věž | a8 bílý střelec · b8 černý dáma · d8 bílý střelec · f8 bílý král · d7 bílý pěšec · e7 černý pěšec · f7 bílý jezdec · a6 bílý pěšec · e6 bílý pěšec · f6 černý pěšec · a5 bílý pěšec · c5 černý pěšec · f5 bílý pěšec · c4 bílý pěšec · d4 černý král · f4 černý střelec · h4 bílý věž · b3 černý pěšec · a2 černý pěšec · b2 bílý jezdec · d2 bílý pěšec · f2 bílý pěšec · a1 bílý dáma · b1 bílý věž | a8 bílý střelec · b8 černý dáma · d8 bílý střelec · f8 bílý král · d7 bílý pěšec · e7 černý pěšec · f7 bílý jezdec · a6 bílý pěšec · e6 bílý pěšec · f6 černý pěšec · a5 bílý pěšec · c5 černý pěšec · f5 bílý pěšec · c4 bílý pěšec · d4 černý král · f4 černý střelec · h4 bílý věž · b3 černý pěšec · a2 černý pěšec · b2 bílý jezdec · d2 bílý pěšec · f2 bílý pěšec · a1 bílý dáma · b1 bílý věž | a8 bílý střelec · b8 černý dáma · d8 bílý střelec · f8 bílý král · d7 bílý pěšec · e7 černý pěšec · f7 bílý jezdec · a6 bílý pěšec · e6 bílý pěšec · f6 černý pěšec · a5 bílý pěšec · c5 černý pěšec · f5 bílý pěšec · c4 bílý pěšec · d4 černý král · f4 černý střelec · h4 bílý věž · b3 černý pěšec · a2 černý pěšec · b2 bílý jezdec · d2 bílý pěšec · f2 bílý pěšec · a1 bílý dáma · b1 bílý věž | a8 bílý střelec · b8 černý dáma · d8 bílý střelec · f8 bílý král · d7 bílý pěšec · e7 černý pěšec · f7 bílý jezdec · a6 bílý pěšec · e6 bílý pěšec · f6 černý pěšec · a5 bílý pěšec · c5 černý pěšec · f5 bílý pěšec · c4 bílý pěšec · d4 černý král · f4 černý střelec · h4 bílý věž · b3 černý pěšec · a2 černý pěšec · b2 bílý jezdec · d2 bílý pěšec · f2 bílý pěšec · a1 bílý dáma · b1 bílý věž | a8 bílý střelec · b8 černý dáma · d8 bílý střelec · f8 bílý král · d7 bílý pěšec · e7 černý pěšec · f7 bílý jezdec · a6 bílý pěšec · e6 bílý pěšec · f6 černý pěšec · a5 bílý pěšec · c5 černý pěšec · f5 bílý pěšec · c4 bílý pěšec · d4 černý král · f4 černý střelec · h4 bílý věž · b3 černý pěšec · a2 černý pěšec · b2 bílý jezdec · d2 bílý pěšec · f2 bílý pěšec · a1 bílý dáma · b1 bílý věž | 4 |
| 3 | a8 bílý střelec · b8 černý dáma · d8 bílý střelec · f8 bílý král · d7 bílý pěšec · e7 černý pěšec · f7 bílý jezdec · a6 bílý pěšec · e6 bílý pěšec · f6 černý pěšec · a5 bílý pěšec · c5 černý pěšec · f5 bílý pěšec · c4 bílý pěšec · d4 černý král · f4 černý střelec · h4 bílý věž · b3 černý pěšec · a2 černý pěšec · b2 bílý jezdec · d2 bílý pěšec · f2 bílý pěšec · a1 bílý dáma · b1 bílý věž | a8 bílý střelec · b8 černý dáma · d8 bílý střelec · f8 bílý král · d7 bílý pěšec · e7 černý pěšec · f7 bílý jezdec · a6 bílý pěšec · e6 bílý pěšec · f6 černý pěšec · a5 bílý pěšec · c5 černý pěšec · f5 bílý pěšec · c4 bílý pěšec · d4 černý král · f4 černý střelec · h4 bílý věž · b3 černý pěšec · a2 černý pěšec · b2 bílý jezdec · d2 bílý pěšec · f2 bílý pěšec · a1 bílý dáma · b1 bílý věž | a8 bílý střelec · b8 černý dáma · d8 bílý střelec · f8 bílý král · d7 bílý pěšec · e7 černý pěšec · f7 bílý jezdec · a6 bílý pěšec · e6 bílý pěšec · f6 černý pěšec · a5 bílý pěšec · c5 černý pěšec · f5 bílý pěšec · c4 bílý pěšec · d4 černý král · f4 černý střelec · h4 bílý věž · b3 černý pěšec · a2 černý pěšec · b2 bílý jezdec · d2 bílý pěšec · f2 bílý pěšec · a1 bílý dáma · b1 bílý věž | a8 bílý střelec · b8 černý dáma · d8 bílý střelec · f8 bílý král · d7 bílý pěšec · e7 černý pěšec · f7 bílý jezdec · a6 bílý pěšec · e6 bílý pěšec · f6 černý pěšec · a5 bílý pěšec · c5 černý pěšec · f5 bílý pěšec · c4 bílý pěšec · d4 černý král · f4 černý střelec · h4 bílý věž · b3 černý pěšec · a2 černý pěšec · b2 bílý jezdec · d2 bílý pěšec · f2 bílý pěšec · a1 bílý dáma · b1 bílý věž | a8 bílý střelec · b8 černý dáma · d8 bílý střelec · f8 bílý král · d7 bílý pěšec · e7 černý pěšec · f7 bílý jezdec · a6 bílý pěšec · e6 bílý pěšec · f6 černý pěšec · a5 bílý pěšec · c5 černý pěšec · f5 bílý pěšec · c4 bílý pěšec · d4 černý král · f4 černý střelec · h4 bílý věž · b3 černý pěšec · a2 černý pěšec · b2 bílý jezdec · d2 bílý pěšec · f2 bílý pěšec · a1 bílý dáma · b1 bílý věž | a8 bílý střelec · b8 černý dáma · d8 bílý střelec · f8 bílý král · d7 bílý pěšec · e7 černý pěšec · f7 bílý jezdec · a6 bílý pěšec · e6 bílý pěšec · f6 černý pěšec · a5 bílý pěšec · c5 černý pěšec · f5 bílý pěšec · c4 bílý pěšec · d4 černý král · f4 černý střelec · h4 bílý věž · b3 černý pěšec · a2 černý pěšec · b2 bílý jezdec · d2 bílý pěšec · f2 bílý pěšec · a1 bílý dáma · b1 bílý věž | a8 bílý střelec · b8 černý dáma · d8 bílý střelec · f8 bílý král · d7 bílý pěšec · e7 černý pěšec · f7 bílý jezdec · a6 bílý pěšec · e6 bílý pěšec · f6 černý pěšec · a5 bílý pěšec · c5 černý pěšec · f5 bílý pěšec · c4 bílý pěšec · d4 černý král · f4 černý střelec · h4 bílý věž · b3 černý pěšec · a2 černý pěšec · b2 bílý jezdec · d2 bílý pěšec · f2 bílý pěšec · a1 bílý dáma · b1 bílý věž | a8 bílý střelec · b8 černý dáma · d8 bílý střelec · f8 bílý král · d7 bílý pěšec · e7 černý pěšec · f7 bílý jezdec · a6 bílý pěšec · e6 bílý pěšec · f6 černý pěšec · a5 bílý pěšec · c5 černý pěšec · f5 bílý pěšec · c4 bílý pěšec · d4 černý král · f4 černý střelec · h4 bílý věž · b3 černý pěšec · a2 černý pěšec · b2 bílý jezdec · d2 bílý pěšec · f2 bílý pěšec · a1 bílý dáma · b1 bílý věž | 3 |
| 2 | a8 bílý střelec · b8 černý dáma · d8 bílý střelec · f8 bílý král · d7 bílý pěšec · e7 černý pěšec · f7 bílý jezdec · a6 bílý pěšec · e6 bílý pěšec · f6 černý pěšec · a5 bílý pěšec · c5 černý pěšec · f5 bílý pěšec · c4 bílý pěšec · d4 černý král · f4 černý střelec · h4 bílý věž · b3 černý pěšec · a2 černý pěšec · b2 bílý jezdec · d2 bílý pěšec · f2 bílý pěšec · a1 bílý dáma · b1 bílý věž | a8 bílý střelec · b8 černý dáma · d8 bílý střelec · f8 bílý král · d7 bílý pěšec · e7 černý pěšec · f7 bílý jezdec · a6 bílý pěšec · e6 bílý pěšec · f6 černý pěšec · a5 bílý pěšec · c5 černý pěšec · f5 bílý pěšec · c4 bílý pěšec · d4 černý král · f4 černý střelec · h4 bílý věž · b3 černý pěšec · a2 černý pěšec · b2 bílý jezdec · d2 bílý pěšec · f2 bílý pěšec · a1 bílý dáma · b1 bílý věž | a8 bílý střelec · b8 černý dáma · d8 bílý střelec · f8 bílý král · d7 bílý pěšec · e7 černý pěšec · f7 bílý jezdec · a6 bílý pěšec · e6 bílý pěšec · f6 černý pěšec · a5 bílý pěšec · c5 černý pěšec · f5 bílý pěšec · c4 bílý pěšec · d4 černý král · f4 černý střelec · h4 bílý věž · b3 černý pěšec · a2 černý pěšec · b2 bílý jezdec · d2 bílý pěšec · f2 bílý pěšec · a1 bílý dáma · b1 bílý věž | a8 bílý střelec · b8 černý dáma · d8 bílý střelec · f8 bílý král · d7 bílý pěšec · e7 černý pěšec · f7 bílý jezdec · a6 bílý pěšec · e6 bílý pěšec · f6 černý pěšec · a5 bílý pěšec · c5 černý pěšec · f5 bílý pěšec · c4 bílý pěšec · d4 černý král · f4 černý střelec · h4 bílý věž · b3 černý pěšec · a2 černý pěšec · b2 bílý jezdec · d2 bílý pěšec · f2 bílý pěšec · a1 bílý dáma · b1 bílý věž | a8 bílý střelec · b8 černý dáma · d8 bílý střelec · f8 bílý král · d7 bílý pěšec · e7 černý pěšec · f7 bílý jezdec · a6 bílý pěšec · e6 bílý pěšec · f6 černý pěšec · a5 bílý pěšec · c5 černý pěšec · f5 bílý pěšec · c4 bílý pěšec · d4 černý král · f4 černý střelec · h4 bílý věž · b3 černý pěšec · a2 černý pěšec · b2 bílý jezdec · d2 bílý pěšec · f2 bílý pěšec · a1 bílý dáma · b1 bílý věž | a8 bílý střelec · b8 černý dáma · d8 bílý střelec · f8 bílý král · d7 bílý pěšec · e7 černý pěšec · f7 bílý jezdec · a6 bílý pěšec · e6 bílý pěšec · f6 černý pěšec · a5 bílý pěšec · c5 černý pěšec · f5 bílý pěšec · c4 bílý pěšec · d4 černý král · f4 černý střelec · h4 bílý věž · b3 černý pěšec · a2 černý pěšec · b2 bílý jezdec · d2 bílý pěšec · f2 bílý pěšec · a1 bílý dáma · b1 bílý věž | a8 bílý střelec · b8 černý dáma · d8 bílý střelec · f8 bílý král · d7 bílý pěšec · e7 černý pěšec · f7 bílý jezdec · a6 bílý pěšec · e6 bílý pěšec · f6 černý pěšec · a5 bílý pěšec · c5 černý pěšec · f5 bílý pěšec · c4 bílý pěšec · d4 černý král · f4 černý střelec · h4 bílý věž · b3 černý pěšec · a2 černý pěšec · b2 bílý jezdec · d2 bílý pěšec · f2 bílý pěšec · a1 bílý dáma · b1 bílý věž | a8 bílý střelec · b8 černý dáma · d8 bílý střelec · f8 bílý král · d7 bílý pěšec · e7 černý pěšec · f7 bílý jezdec · a6 bílý pěšec · e6 bílý pěšec · f6 černý pěšec · a5 bílý pěšec · c5 černý pěšec · f5 bílý pěšec · c4 bílý pěšec · d4 černý král · f4 černý střelec · h4 bílý věž · b3 černý pěšec · a2 černý pěšec · b2 bílý jezdec · d2 bílý pěšec · f2 bílý pěšec · a1 bílý dáma · b1 bílý věž | 2 |
| 1 | a8 bílý střelec · b8 černý dáma · d8 bílý střelec · f8 bílý král · d7 bílý pěšec · e7 černý pěšec · f7 bílý jezdec · a6 bílý pěšec · e6 bílý pěšec · f6 černý pěšec · a5 bílý pěšec · c5 černý pěšec · f5 bílý pěšec · c4 bílý pěšec · d4 černý král · f4 černý střelec · h4 bílý věž · b3 černý pěšec · a2 černý pěšec · b2 bílý jezdec · d2 bílý pěšec · f2 bílý pěšec · a1 bílý dáma · b1 bílý věž | a8 bílý střelec · b8 černý dáma · d8 bílý střelec · f8 bílý král · d7 bílý pěšec · e7 černý pěšec · f7 bílý jezdec · a6 bílý pěšec · e6 bílý pěšec · f6 černý pěšec · a5 bílý pěšec · c5 černý pěšec · f5 bílý pěšec · c4 bílý pěšec · d4 černý král · f4 černý střelec · h4 bílý věž · b3 černý pěšec · a2 černý pěšec · b2 bílý jezdec · d2 bílý pěšec · f2 bílý pěšec · a1 bílý dáma · b1 bílý věž | a8 bílý střelec · b8 černý dáma · d8 bílý střelec · f8 bílý král · d7 bílý pěšec · e7 černý pěšec · f7 bílý jezdec · a6 bílý pěšec · e6 bílý pěšec · f6 černý pěšec · a5 bílý pěšec · c5 černý pěšec · f5 bílý pěšec · c4 bílý pěšec · d4 černý král · f4 černý střelec · h4 bílý věž · b3 černý pěšec · a2 černý pěšec · b2 bílý jezdec · d2 bílý pěšec · f2 bílý pěšec · a1 bílý dáma · b1 bílý věž | a8 bílý střelec · b8 černý dáma · d8 bílý střelec · f8 bílý král · d7 bílý pěšec · e7 černý pěšec · f7 bílý jezdec · a6 bílý pěšec · e6 bílý pěšec · f6 černý pěšec · a5 bílý pěšec · c5 černý pěšec · f5 bílý pěšec · c4 bílý pěšec · d4 černý král · f4 černý střelec · h4 bílý věž · b3 černý pěšec · a2 černý pěšec · b2 bílý jezdec · d2 bílý pěšec · f2 bílý pěšec · a1 bílý dáma · b1 bílý věž | a8 bílý střelec · b8 černý dáma · d8 bílý střelec · f8 bílý král · d7 bílý pěšec · e7 černý pěšec · f7 bílý jezdec · a6 bílý pěšec · e6 bílý pěšec · f6 černý pěšec · a5 bílý pěšec · c5 černý pěšec · f5 bílý pěšec · c4 bílý pěšec · d4 černý král · f4 černý střelec · h4 bílý věž · b3 černý pěšec · a2 černý pěšec · b2 bílý jezdec · d2 bílý pěšec · f2 bílý pěšec · a1 bílý dáma · b1 bílý věž | a8 bílý střelec · b8 černý dáma · d8 bílý střelec · f8 bílý král · d7 bílý pěšec · e7 černý pěšec · f7 bílý jezdec · a6 bílý pěšec · e6 bílý pěšec · f6 černý pěšec · a5 bílý pěšec · c5 černý pěšec · f5 bílý pěšec · c4 bílý pěšec · d4 černý král · f4 černý střelec · h4 bílý věž · b3 černý pěšec · a2 černý pěšec · b2 bílý jezdec · d2 bílý pěšec · f2 bílý pěšec · a1 bílý dáma · b1 bílý věž | a8 bílý střelec · b8 černý dáma · d8 bílý střelec · f8 bílý král · d7 bílý pěšec · e7 černý pěšec · f7 bílý jezdec · a6 bílý pěšec · e6 bílý pěšec · f6 černý pěšec · a5 bílý pěšec · c5 černý pěšec · f5 bílý pěšec · c4 bílý pěšec · d4 černý král · f4 černý střelec · h4 bílý věž · b3 černý pěšec · a2 černý pěšec · b2 bílý jezdec · d2 bílý pěšec · f2 bílý pěšec · a1 bílý dáma · b1 bílý věž | a8 bílý střelec · b8 černý dáma · d8 bílý střelec · f8 bílý král · d7 bílý pěšec · e7 černý pěšec · f7 bílý jezdec · a6 bílý pěšec · e6 bílý pěšec · f6 černý pěšec · a5 bílý pěšec · c5 černý pěšec · f5 bílý pěšec · c4 bílý pěšec · d4 černý král · f4 černý střelec · h4 bílý věž · b3 černý pěšec · a2 černý pěšec · b2 bílý jezdec · d2 bílý pěšec · f2 bílý pěšec · a1 bílý dáma · b1 bílý věž | 1 |
|   | a | b | c | d | e | f | g | h |   |

Jaroš na úloze pracoval dále a v srpnu 1983 zveřejnil ve stejném časopise zdokonalenou verzi s odstraněným problémem v úvodníku. Tato verze se považuje za jednu z nejlepších šachových úloh, jaká kdy byla sestavena. Opět se jedná o mat čtvrtým tahem.
V úvodníku 1. a7 se nejenže neodebírá žádná soupeřova figura, ale tento tah také logicky souvisí se zbytkem řešení. Následující varianty jsou do značné míry stejné jako v původní verzi.
1. … axb1D 2. axb8D Dxb2 (2. … De4 3. Dxf4 Dxf4 4. Vxf4 mat) 3. Dxb3 Dc3 4. Dbxc3 mat
1. … axb1V 2. axb8V Vxb2 3. Vxb3 Kxc4 4. Da4 mat
1. … axb1S 2. axb8S Se4 3. Sxf4 Sxa8 4. Se3 mat
1. … axb1J 2. axb8J Jxd2 3. Dc1 Je4 4. Jc6 mat
Jaroš ještě v témže roce sestavil jinou, zcela odlišnou, Babsonovu úlohu, a poté další v roce 1986. Od té doby i jiní autoři sestavili několik dalších úloh.

## Cyklická Babsonova úloha
|   | a | b | c | d | e | f | g | h |   |
| 8 | f8 černý věž · h8 bílý jezdec · b7 bílý pěšec · c7 bílý pěšec · e7 bílý pěšec · b6 černý pěšec · c6 bílý pěšec · e6 černý král · f6 bílý pěšec · a5 černý pěšec · d5 bílý jezdec · f5 černý pěšec · h5 bílý pěšec · a4 bílý král · f4 bílý pěšec · c3 bílý střelec · e3 bílý pěšec · b2 bílý věž · c2 černý pěšec · d2 černý pěšec · e2 černý pěšec · c1 bílý dáma · e1 bílý věž | f8 černý věž · h8 bílý jezdec · b7 bílý pěšec · c7 bílý pěšec · e7 bílý pěšec · b6 černý pěšec · c6 bílý pěšec · e6 černý král · f6 bílý pěšec · a5 černý pěšec · d5 bílý jezdec · f5 černý pěšec · h5 bílý pěšec · a4 bílý král · f4 bílý pěšec · c3 bílý střelec · e3 bílý pěšec · b2 bílý věž · c2 černý pěšec · d2 černý pěšec · e2 černý pěšec · c1 bílý dáma · e1 bílý věž | f8 černý věž · h8 bílý jezdec · b7 bílý pěšec · c7 bílý pěšec · e7 bílý pěšec · b6 černý pěšec · c6 bílý pěšec · e6 černý král · f6 bílý pěšec · a5 černý pěšec · d5 bílý jezdec · f5 černý pěšec · h5 bílý pěšec · a4 bílý král · f4 bílý pěšec · c3 bílý střelec · e3 bílý pěšec · b2 bílý věž · c2 černý pěšec · d2 černý pěšec · e2 černý pěšec · c1 bílý dáma · e1 bílý věž | f8 černý věž · h8 bílý jezdec · b7 bílý pěšec · c7 bílý pěšec · e7 bílý pěšec · b6 černý pěšec · c6 bílý pěšec · e6 černý král · f6 bílý pěšec · a5 černý pěšec · d5 bílý jezdec · f5 černý pěšec · h5 bílý pěšec · a4 bílý král · f4 bílý pěšec · c3 bílý střelec · e3 bílý pěšec · b2 bílý věž · c2 černý pěšec · d2 černý pěšec · e2 černý pěšec · c1 bílý dáma · e1 bílý věž | f8 černý věž · h8 bílý jezdec · b7 bílý pěšec · c7 bílý pěšec · e7 bílý pěšec · b6 černý pěšec · c6 bílý pěšec · e6 černý král · f6 bílý pěšec · a5 černý pěšec · d5 bílý jezdec · f5 černý pěšec · h5 bílý pěšec · a4 bílý král · f4 bílý pěšec · c3 bílý střelec · e3 bílý pěšec · b2 bílý věž · c2 černý pěšec · d2 černý pěšec · e2 černý pěšec · c1 bílý dáma · e1 bílý věž | f8 černý věž · h8 bílý jezdec · b7 bílý pěšec · c7 bílý pěšec · e7 bílý pěšec · b6 černý pěšec · c6 bílý pěšec · e6 černý král · f6 bílý pěšec · a5 černý pěšec · d5 bílý jezdec · f5 černý pěšec · h5 bílý pěšec · a4 bílý král · f4 bílý pěšec · c3 bílý střelec · e3 bílý pěšec · b2 bílý věž · c2 černý pěšec · d2 černý pěšec · e2 černý pěšec · c1 bílý dáma · e1 bílý věž | f8 černý věž · h8 bílý jezdec · b7 bílý pěšec · c7 bílý pěšec · e7 bílý pěšec · b6 černý pěšec · c6 bílý pěšec · e6 černý král · f6 bílý pěšec · a5 černý pěšec · d5 bílý jezdec · f5 černý pěšec · h5 bílý pěšec · a4 bílý král · f4 bílý pěšec · c3 bílý střelec · e3 bílý pěšec · b2 bílý věž · c2 černý pěšec · d2 černý pěšec · e2 černý pěšec · c1 bílý dáma · e1 bílý věž | f8 černý věž · h8 bílý jezdec · b7 bílý pěšec · c7 bílý pěšec · e7 bílý pěšec · b6 černý pěšec · c6 bílý pěšec · e6 černý král · f6 bílý pěšec · a5 černý pěšec · d5 bílý jezdec · f5 černý pěšec · h5 bílý pěšec · a4 bílý král · f4 bílý pěšec · c3 bílý střelec · e3 bílý pěšec · b2 bílý věž · c2 černý pěšec · d2 černý pěšec · e2 černý pěšec · c1 bílý dáma · e1 bílý věž | 8 |
| 7 | f8 černý věž · h8 bílý jezdec · b7 bílý pěšec · c7 bílý pěšec · e7 bílý pěšec · b6 černý pěšec · c6 bílý pěšec · e6 černý král · f6 bílý pěšec · a5 černý pěšec · d5 bílý jezdec · f5 černý pěšec · h5 bílý pěšec · a4 bílý král · f4 bílý pěšec · c3 bílý střelec · e3 bílý pěšec · b2 bílý věž · c2 černý pěšec · d2 černý pěšec · e2 černý pěšec · c1 bílý dáma · e1 bílý věž | f8 černý věž · h8 bílý jezdec · b7 bílý pěšec · c7 bílý pěšec · e7 bílý pěšec · b6 černý pěšec · c6 bílý pěšec · e6 černý král · f6 bílý pěšec · a5 černý pěšec · d5 bílý jezdec · f5 černý pěšec · h5 bílý pěšec · a4 bílý král · f4 bílý pěšec · c3 bílý střelec · e3 bílý pěšec · b2 bílý věž · c2 černý pěšec · d2 černý pěšec · e2 černý pěšec · c1 bílý dáma · e1 bílý věž | f8 černý věž · h8 bílý jezdec · b7 bílý pěšec · c7 bílý pěšec · e7 bílý pěšec · b6 černý pěšec · c6 bílý pěšec · e6 černý král · f6 bílý pěšec · a5 černý pěšec · d5 bílý jezdec · f5 černý pěšec · h5 bílý pěšec · a4 bílý král · f4 bílý pěšec · c3 bílý střelec · e3 bílý pěšec · b2 bílý věž · c2 černý pěšec · d2 černý pěšec · e2 černý pěšec · c1 bílý dáma · e1 bílý věž | f8 černý věž · h8 bílý jezdec · b7 bílý pěšec · c7 bílý pěšec · e7 bílý pěšec · b6 černý pěšec · c6 bílý pěšec · e6 černý král · f6 bílý pěšec · a5 černý pěšec · d5 bílý jezdec · f5 černý pěšec · h5 bílý pěšec · a4 bílý král · f4 bílý pěšec · c3 bílý střelec · e3 bílý pěšec · b2 bílý věž · c2 černý pěšec · d2 černý pěšec · e2 černý pěšec · c1 bílý dáma · e1 bílý věž | f8 černý věž · h8 bílý jezdec · b7 bílý pěšec · c7 bílý pěšec · e7 bílý pěšec · b6 černý pěšec · c6 bílý pěšec · e6 černý král · f6 bílý pěšec · a5 černý pěšec · d5 bílý jezdec · f5 černý pěšec · h5 bílý pěšec · a4 bílý král · f4 bílý pěšec · c3 bílý střelec · e3 bílý pěšec · b2 bílý věž · c2 černý pěšec · d2 černý pěšec · e2 černý pěšec · c1 bílý dáma · e1 bílý věž | f8 černý věž · h8 bílý jezdec · b7 bílý pěšec · c7 bílý pěšec · e7 bílý pěšec · b6 černý pěšec · c6 bílý pěšec · e6 černý král · f6 bílý pěšec · a5 černý pěšec · d5 bílý jezdec · f5 černý pěšec · h5 bílý pěšec · a4 bílý král · f4 bílý pěšec · c3 bílý střelec · e3 bílý pěšec · b2 bílý věž · c2 černý pěšec · d2 černý pěšec · e2 černý pěšec · c1 bílý dáma · e1 bílý věž | f8 černý věž · h8 bílý jezdec · b7 bílý pěšec · c7 bílý pěšec · e7 bílý pěšec · b6 černý pěšec · c6 bílý pěšec · e6 černý král · f6 bílý pěšec · a5 černý pěšec · d5 bílý jezdec · f5 černý pěšec · h5 bílý pěšec · a4 bílý král · f4 bílý pěšec · c3 bílý střelec · e3 bílý pěšec · b2 bílý věž · c2 černý pěšec · d2 černý pěšec · e2 černý pěšec · c1 bílý dáma · e1 bílý věž | f8 černý věž · h8 bílý jezdec · b7 bílý pěšec · c7 bílý pěšec · e7 bílý pěšec · b6 černý pěšec · c6 bílý pěšec · e6 černý král · f6 bílý pěšec · a5 černý pěšec · d5 bílý jezdec · f5 černý pěšec · h5 bílý pěšec · a4 bílý král · f4 bílý pěšec · c3 bílý střelec · e3 bílý pěšec · b2 bílý věž · c2 černý pěšec · d2 černý pěšec · e2 černý pěšec · c1 bílý dáma · e1 bílý věž | 7 |
| 6 | f8 černý věž · h8 bílý jezdec · b7 bílý pěšec · c7 bílý pěšec · e7 bílý pěšec · b6 černý pěšec · c6 bílý pěšec · e6 černý král · f6 bílý pěšec · a5 černý pěšec · d5 bílý jezdec · f5 černý pěšec · h5 bílý pěšec · a4 bílý král · f4 bílý pěšec · c3 bílý střelec · e3 bílý pěšec · b2 bílý věž · c2 černý pěšec · d2 černý pěšec · e2 černý pěšec · c1 bílý dáma · e1 bílý věž | f8 černý věž · h8 bílý jezdec · b7 bílý pěšec · c7 bílý pěšec · e7 bílý pěšec · b6 černý pěšec · c6 bílý pěšec · e6 černý král · f6 bílý pěšec · a5 černý pěšec · d5 bílý jezdec · f5 černý pěšec · h5 bílý pěšec · a4 bílý král · f4 bílý pěšec · c3 bílý střelec · e3 bílý pěšec · b2 bílý věž · c2 černý pěšec · d2 černý pěšec · e2 černý pěšec · c1 bílý dáma · e1 bílý věž | f8 černý věž · h8 bílý jezdec · b7 bílý pěšec · c7 bílý pěšec · e7 bílý pěšec · b6 černý pěšec · c6 bílý pěšec · e6 černý král · f6 bílý pěšec · a5 černý pěšec · d5 bílý jezdec · f5 černý pěšec · h5 bílý pěšec · a4 bílý král · f4 bílý pěšec · c3 bílý střelec · e3 bílý pěšec · b2 bílý věž · c2 černý pěšec · d2 černý pěšec · e2 černý pěšec · c1 bílý dáma · e1 bílý věž | f8 černý věž · h8 bílý jezdec · b7 bílý pěšec · c7 bílý pěšec · e7 bílý pěšec · b6 černý pěšec · c6 bílý pěšec · e6 černý král · f6 bílý pěšec · a5 černý pěšec · d5 bílý jezdec · f5 černý pěšec · h5 bílý pěšec · a4 bílý král · f4 bílý pěšec · c3 bílý střelec · e3 bílý pěšec · b2 bílý věž · c2 černý pěšec · d2 černý pěšec · e2 černý pěšec · c1 bílý dáma · e1 bílý věž | f8 černý věž · h8 bílý jezdec · b7 bílý pěšec · c7 bílý pěšec · e7 bílý pěšec · b6 černý pěšec · c6 bílý pěšec · e6 černý král · f6 bílý pěšec · a5 černý pěšec · d5 bílý jezdec · f5 černý pěšec · h5 bílý pěšec · a4 bílý král · f4 bílý pěšec · c3 bílý střelec · e3 bílý pěšec · b2 bílý věž · c2 černý pěšec · d2 černý pěšec · e2 černý pěšec · c1 bílý dáma · e1 bílý věž | f8 černý věž · h8 bílý jezdec · b7 bílý pěšec · c7 bílý pěšec · e7 bílý pěšec · b6 černý pěšec · c6 bílý pěšec · e6 černý král · f6 bílý pěšec · a5 černý pěšec · d5 bílý jezdec · f5 černý pěšec · h5 bílý pěšec · a4 bílý král · f4 bílý pěšec · c3 bílý střelec · e3 bílý pěšec · b2 bílý věž · c2 černý pěšec · d2 černý pěšec · e2 černý pěšec · c1 bílý dáma · e1 bílý věž | f8 černý věž · h8 bílý jezdec · b7 bílý pěšec · c7 bílý pěšec · e7 bílý pěšec · b6 černý pěšec · c6 bílý pěšec · e6 černý král · f6 bílý pěšec · a5 černý pěšec · d5 bílý jezdec · f5 černý pěšec · h5 bílý pěšec · a4 bílý král · f4 bílý pěšec · c3 bílý střelec · e3 bílý pěšec · b2 bílý věž · c2 černý pěšec · d2 černý pěšec · e2 černý pěšec · c1 bílý dáma · e1 bílý věž | f8 černý věž · h8 bílý jezdec · b7 bílý pěšec · c7 bílý pěšec · e7 bílý pěšec · b6 černý pěšec · c6 bílý pěšec · e6 černý král · f6 bílý pěšec · a5 černý pěšec · d5 bílý jezdec · f5 černý pěšec · h5 bílý pěšec · a4 bílý král · f4 bílý pěšec · c3 bílý střelec · e3 bílý pěšec · b2 bílý věž · c2 černý pěšec · d2 černý pěšec · e2 černý pěšec · c1 bílý dáma · e1 bílý věž | 6 |
| 5 | f8 černý věž · h8 bílý jezdec · b7 bílý pěšec · c7 bílý pěšec · e7 bílý pěšec · b6 černý pěšec · c6 bílý pěšec · e6 černý král · f6 bílý pěšec · a5 černý pěšec · d5 bílý jezdec · f5 černý pěšec · h5 bílý pěšec · a4 bílý král · f4 bílý pěšec · c3 bílý střelec · e3 bílý pěšec · b2 bílý věž · c2 černý pěšec · d2 černý pěšec · e2 černý pěšec · c1 bílý dáma · e1 bílý věž | f8 černý věž · h8 bílý jezdec · b7 bílý pěšec · c7 bílý pěšec · e7 bílý pěšec · b6 černý pěšec · c6 bílý pěšec · e6 černý král · f6 bílý pěšec · a5 černý pěšec · d5 bílý jezdec · f5 černý pěšec · h5 bílý pěšec · a4 bílý král · f4 bílý pěšec · c3 bílý střelec · e3 bílý pěšec · b2 bílý věž · c2 černý pěšec · d2 černý pěšec · e2 černý pěšec · c1 bílý dáma · e1 bílý věž | f8 černý věž · h8 bílý jezdec · b7 bílý pěšec · c7 bílý pěšec · e7 bílý pěšec · b6 černý pěšec · c6 bílý pěšec · e6 černý král · f6 bílý pěšec · a5 černý pěšec · d5 bílý jezdec · f5 černý pěšec · h5 bílý pěšec · a4 bílý král · f4 bílý pěšec · c3 bílý střelec · e3 bílý pěšec · b2 bílý věž · c2 černý pěšec · d2 černý pěšec · e2 černý pěšec · c1 bílý dáma · e1 bílý věž | f8 černý věž · h8 bílý jezdec · b7 bílý pěšec · c7 bílý pěšec · e7 bílý pěšec · b6 černý pěšec · c6 bílý pěšec · e6 černý král · f6 bílý pěšec · a5 černý pěšec · d5 bílý jezdec · f5 černý pěšec · h5 bílý pěšec · a4 bílý král · f4 bílý pěšec · c3 bílý střelec · e3 bílý pěšec · b2 bílý věž · c2 černý pěšec · d2 černý pěšec · e2 černý pěšec · c1 bílý dáma · e1 bílý věž | f8 černý věž · h8 bílý jezdec · b7 bílý pěšec · c7 bílý pěšec · e7 bílý pěšec · b6 černý pěšec · c6 bílý pěšec · e6 černý král · f6 bílý pěšec · a5 černý pěšec · d5 bílý jezdec · f5 černý pěšec · h5 bílý pěšec · a4 bílý král · f4 bílý pěšec · c3 bílý střelec · e3 bílý pěšec · b2 bílý věž · c2 černý pěšec · d2 černý pěšec · e2 černý pěšec · c1 bílý dáma · e1 bílý věž | f8 černý věž · h8 bílý jezdec · b7 bílý pěšec · c7 bílý pěšec · e7 bílý pěšec · b6 černý pěšec · c6 bílý pěšec · e6 černý král · f6 bílý pěšec · a5 černý pěšec · d5 bílý jezdec · f5 černý pěšec · h5 bílý pěšec · a4 bílý král · f4 bílý pěšec · c3 bílý střelec · e3 bílý pěšec · b2 bílý věž · c2 černý pěšec · d2 černý pěšec · e2 černý pěšec · c1 bílý dáma · e1 bílý věž | f8 černý věž · h8 bílý jezdec · b7 bílý pěšec · c7 bílý pěšec · e7 bílý pěšec · b6 černý pěšec · c6 bílý pěšec · e6 černý král · f6 bílý pěšec · a5 černý pěšec · d5 bílý jezdec · f5 černý pěšec · h5 bílý pěšec · a4 bílý král · f4 bílý pěšec · c3 bílý střelec · e3 bílý pěšec · b2 bílý věž · c2 černý pěšec · d2 černý pěšec · e2 černý pěšec · c1 bílý dáma · e1 bílý věž | f8 černý věž · h8 bílý jezdec · b7 bílý pěšec · c7 bílý pěšec · e7 bílý pěšec · b6 černý pěšec · c6 bílý pěšec · e6 černý král · f6 bílý pěšec · a5 černý pěšec · d5 bílý jezdec · f5 černý pěšec · h5 bílý pěšec · a4 bílý král · f4 bílý pěšec · c3 bílý střelec · e3 bílý pěšec · b2 bílý věž · c2 černý pěšec · d2 černý pěšec · e2 černý pěšec · c1 bílý dáma · e1 bílý věž | 5 |
| 4 | f8 černý věž · h8 bílý jezdec · b7 bílý pěšec · c7 bílý pěšec · e7 bílý pěšec · b6 černý pěšec · c6 bílý pěšec · e6 černý král · f6 bílý pěšec · a5 černý pěšec · d5 bílý jezdec · f5 černý pěšec · h5 bílý pěšec · a4 bílý král · f4 bílý pěšec · c3 bílý střelec · e3 bílý pěšec · b2 bílý věž · c2 černý pěšec · d2 černý pěšec · e2 černý pěšec · c1 bílý dáma · e1 bílý věž | f8 černý věž · h8 bílý jezdec · b7 bílý pěšec · c7 bílý pěšec · e7 bílý pěšec · b6 černý pěšec · c6 bílý pěšec · e6 černý král · f6 bílý pěšec · a5 černý pěšec · d5 bílý jezdec · f5 černý pěšec · h5 bílý pěšec · a4 bílý král · f4 bílý pěšec · c3 bílý střelec · e3 bílý pěšec · b2 bílý věž · c2 černý pěšec · d2 černý pěšec · e2 černý pěšec · c1 bílý dáma · e1 bílý věž | f8 černý věž · h8 bílý jezdec · b7 bílý pěšec · c7 bílý pěšec · e7 bílý pěšec · b6 černý pěšec · c6 bílý pěšec · e6 černý král · f6 bílý pěšec · a5 černý pěšec · d5 bílý jezdec · f5 černý pěšec · h5 bílý pěšec · a4 bílý král · f4 bílý pěšec · c3 bílý střelec · e3 bílý pěšec · b2 bílý věž · c2 černý pěšec · d2 černý pěšec · e2 černý pěšec · c1 bílý dáma · e1 bílý věž | f8 černý věž · h8 bílý jezdec · b7 bílý pěšec · c7 bílý pěšec · e7 bílý pěšec · b6 černý pěšec · c6 bílý pěšec · e6 černý král · f6 bílý pěšec · a5 černý pěšec · d5 bílý jezdec · f5 černý pěšec · h5 bílý pěšec · a4 bílý král · f4 bílý pěšec · c3 bílý střelec · e3 bílý pěšec · b2 bílý věž · c2 černý pěšec · d2 černý pěšec · e2 černý pěšec · c1 bílý dáma · e1 bílý věž | f8 černý věž · h8 bílý jezdec · b7 bílý pěšec · c7 bílý pěšec · e7 bílý pěšec · b6 černý pěšec · c6 bílý pěšec · e6 černý král · f6 bílý pěšec · a5 černý pěšec · d5 bílý jezdec · f5 černý pěšec · h5 bílý pěšec · a4 bílý král · f4 bílý pěšec · c3 bílý střelec · e3 bílý pěšec · b2 bílý věž · c2 černý pěšec · d2 černý pěšec · e2 černý pěšec · c1 bílý dáma · e1 bílý věž | f8 černý věž · h8 bílý jezdec · b7 bílý pěšec · c7 bílý pěšec · e7 bílý pěšec · b6 černý pěšec · c6 bílý pěšec · e6 černý král · f6 bílý pěšec · a5 černý pěšec · d5 bílý jezdec · f5 černý pěšec · h5 bílý pěšec · a4 bílý král · f4 bílý pěšec · c3 bílý střelec · e3 bílý pěšec · b2 bílý věž · c2 černý pěšec · d2 černý pěšec · e2 černý pěšec · c1 bílý dáma · e1 bílý věž | f8 černý věž · h8 bílý jezdec · b7 bílý pěšec · c7 bílý pěšec · e7 bílý pěšec · b6 černý pěšec · c6 bílý pěšec · e6 černý král · f6 bílý pěšec · a5 černý pěšec · d5 bílý jezdec · f5 černý pěšec · h5 bílý pěšec · a4 bílý král · f4 bílý pěšec · c3 bílý střelec · e3 bílý pěšec · b2 bílý věž · c2 černý pěšec · d2 černý pěšec · e2 černý pěšec · c1 bílý dáma · e1 bílý věž | f8 černý věž · h8 bílý jezdec · b7 bílý pěšec · c7 bílý pěšec · e7 bílý pěšec · b6 černý pěšec · c6 bílý pěšec · e6 černý král · f6 bílý pěšec · a5 černý pěšec · d5 bílý jezdec · f5 černý pěšec · h5 bílý pěšec · a4 bílý král · f4 bílý pěšec · c3 bílý střelec · e3 bílý pěšec · b2 bílý věž · c2 černý pěšec · d2 černý pěšec · e2 černý pěšec · c1 bílý dáma · e1 bílý věž | 4 |
| 3 | f8 černý věž · h8 bílý jezdec · b7 bílý pěšec · c7 bílý pěšec · e7 bílý pěšec · b6 černý pěšec · c6 bílý pěšec · e6 černý král · f6 bílý pěšec · a5 černý pěšec · d5 bílý jezdec · f5 černý pěšec · h5 bílý pěšec · a4 bílý král · f4 bílý pěšec · c3 bílý střelec · e3 bílý pěšec · b2 bílý věž · c2 černý pěšec · d2 černý pěšec · e2 černý pěšec · c1 bílý dáma · e1 bílý věž | f8 černý věž · h8 bílý jezdec · b7 bílý pěšec · c7 bílý pěšec · e7 bílý pěšec · b6 černý pěšec · c6 bílý pěšec · e6 černý král · f6 bílý pěšec · a5 černý pěšec · d5 bílý jezdec · f5 černý pěšec · h5 bílý pěšec · a4 bílý král · f4 bílý pěšec · c3 bílý střelec · e3 bílý pěšec · b2 bílý věž · c2 černý pěšec · d2 černý pěšec · e2 černý pěšec · c1 bílý dáma · e1 bílý věž | f8 černý věž · h8 bílý jezdec · b7 bílý pěšec · c7 bílý pěšec · e7 bílý pěšec · b6 černý pěšec · c6 bílý pěšec · e6 černý král · f6 bílý pěšec · a5 černý pěšec · d5 bílý jezdec · f5 černý pěšec · h5 bílý pěšec · a4 bílý král · f4 bílý pěšec · c3 bílý střelec · e3 bílý pěšec · b2 bílý věž · c2 černý pěšec · d2 černý pěšec · e2 černý pěšec · c1 bílý dáma · e1 bílý věž | f8 černý věž · h8 bílý jezdec · b7 bílý pěšec · c7 bílý pěšec · e7 bílý pěšec · b6 černý pěšec · c6 bílý pěšec · e6 černý král · f6 bílý pěšec · a5 černý pěšec · d5 bílý jezdec · f5 černý pěšec · h5 bílý pěšec · a4 bílý král · f4 bílý pěšec · c3 bílý střelec · e3 bílý pěšec · b2 bílý věž · c2 černý pěšec · d2 černý pěšec · e2 černý pěšec · c1 bílý dáma · e1 bílý věž | f8 černý věž · h8 bílý jezdec · b7 bílý pěšec · c7 bílý pěšec · e7 bílý pěšec · b6 černý pěšec · c6 bílý pěšec · e6 černý král · f6 bílý pěšec · a5 černý pěšec · d5 bílý jezdec · f5 černý pěšec · h5 bílý pěšec · a4 bílý král · f4 bílý pěšec · c3 bílý střelec · e3 bílý pěšec · b2 bílý věž · c2 černý pěšec · d2 černý pěšec · e2 černý pěšec · c1 bílý dáma · e1 bílý věž | f8 černý věž · h8 bílý jezdec · b7 bílý pěšec · c7 bílý pěšec · e7 bílý pěšec · b6 černý pěšec · c6 bílý pěšec · e6 černý král · f6 bílý pěšec · a5 černý pěšec · d5 bílý jezdec · f5 černý pěšec · h5 bílý pěšec · a4 bílý král · f4 bílý pěšec · c3 bílý střelec · e3 bílý pěšec · b2 bílý věž · c2 černý pěšec · d2 černý pěšec · e2 černý pěšec · c1 bílý dáma · e1 bílý věž | f8 černý věž · h8 bílý jezdec · b7 bílý pěšec · c7 bílý pěšec · e7 bílý pěšec · b6 černý pěšec · c6 bílý pěšec · e6 černý král · f6 bílý pěšec · a5 černý pěšec · d5 bílý jezdec · f5 černý pěšec · h5 bílý pěšec · a4 bílý král · f4 bílý pěšec · c3 bílý střelec · e3 bílý pěšec · b2 bílý věž · c2 černý pěšec · d2 černý pěšec · e2 černý pěšec · c1 bílý dáma · e1 bílý věž | f8 černý věž · h8 bílý jezdec · b7 bílý pěšec · c7 bílý pěšec · e7 bílý pěšec · b6 černý pěšec · c6 bílý pěšec · e6 černý král · f6 bílý pěšec · a5 černý pěšec · d5 bílý jezdec · f5 černý pěšec · h5 bílý pěšec · a4 bílý král · f4 bílý pěšec · c3 bílý střelec · e3 bílý pěšec · b2 bílý věž · c2 černý pěšec · d2 černý pěšec · e2 černý pěšec · c1 bílý dáma · e1 bílý věž | 3 |
| 2 | f8 černý věž · h8 bílý jezdec · b7 bílý pěšec · c7 bílý pěšec · e7 bílý pěšec · b6 černý pěšec · c6 bílý pěšec · e6 černý král · f6 bílý pěšec · a5 černý pěšec · d5 bílý jezdec · f5 černý pěšec · h5 bílý pěšec · a4 bílý král · f4 bílý pěšec · c3 bílý střelec · e3 bílý pěšec · b2 bílý věž · c2 černý pěšec · d2 černý pěšec · e2 černý pěšec · c1 bílý dáma · e1 bílý věž | f8 černý věž · h8 bílý jezdec · b7 bílý pěšec · c7 bílý pěšec · e7 bílý pěšec · b6 černý pěšec · c6 bílý pěšec · e6 černý král · f6 bílý pěšec · a5 černý pěšec · d5 bílý jezdec · f5 černý pěšec · h5 bílý pěšec · a4 bílý král · f4 bílý pěšec · c3 bílý střelec · e3 bílý pěšec · b2 bílý věž · c2 černý pěšec · d2 černý pěšec · e2 černý pěšec · c1 bílý dáma · e1 bílý věž | f8 černý věž · h8 bílý jezdec · b7 bílý pěšec · c7 bílý pěšec · e7 bílý pěšec · b6 černý pěšec · c6 bílý pěšec · e6 černý král · f6 bílý pěšec · a5 černý pěšec · d5 bílý jezdec · f5 černý pěšec · h5 bílý pěšec · a4 bílý král · f4 bílý pěšec · c3 bílý střelec · e3 bílý pěšec · b2 bílý věž · c2 černý pěšec · d2 černý pěšec · e2 černý pěšec · c1 bílý dáma · e1 bílý věž | f8 černý věž · h8 bílý jezdec · b7 bílý pěšec · c7 bílý pěšec · e7 bílý pěšec · b6 černý pěšec · c6 bílý pěšec · e6 černý král · f6 bílý pěšec · a5 černý pěšec · d5 bílý jezdec · f5 černý pěšec · h5 bílý pěšec · a4 bílý král · f4 bílý pěšec · c3 bílý střelec · e3 bílý pěšec · b2 bílý věž · c2 černý pěšec · d2 černý pěšec · e2 černý pěšec · c1 bílý dáma · e1 bílý věž | f8 černý věž · h8 bílý jezdec · b7 bílý pěšec · c7 bílý pěšec · e7 bílý pěšec · b6 černý pěšec · c6 bílý pěšec · e6 černý král · f6 bílý pěšec · a5 černý pěšec · d5 bílý jezdec · f5 černý pěšec · h5 bílý pěšec · a4 bílý král · f4 bílý pěšec · c3 bílý střelec · e3 bílý pěšec · b2 bílý věž · c2 černý pěšec · d2 černý pěšec · e2 černý pěšec · c1 bílý dáma · e1 bílý věž | f8 černý věž · h8 bílý jezdec · b7 bílý pěšec · c7 bílý pěšec · e7 bílý pěšec · b6 černý pěšec · c6 bílý pěšec · e6 černý král · f6 bílý pěšec · a5 černý pěšec · d5 bílý jezdec · f5 černý pěšec · h5 bílý pěšec · a4 bílý král · f4 bílý pěšec · c3 bílý střelec · e3 bílý pěšec · b2 bílý věž · c2 černý pěšec · d2 černý pěšec · e2 černý pěšec · c1 bílý dáma · e1 bílý věž | f8 černý věž · h8 bílý jezdec · b7 bílý pěšec · c7 bílý pěšec · e7 bílý pěšec · b6 černý pěšec · c6 bílý pěšec · e6 černý král · f6 bílý pěšec · a5 černý pěšec · d5 bílý jezdec · f5 černý pěšec · h5 bílý pěšec · a4 bílý král · f4 bílý pěšec · c3 bílý střelec · e3 bílý pěšec · b2 bílý věž · c2 černý pěšec · d2 černý pěšec · e2 černý pěšec · c1 bílý dáma · e1 bílý věž | f8 černý věž · h8 bílý jezdec · b7 bílý pěšec · c7 bílý pěšec · e7 bílý pěšec · b6 černý pěšec · c6 bílý pěšec · e6 černý král · f6 bílý pěšec · a5 černý pěšec · d5 bílý jezdec · f5 černý pěšec · h5 bílý pěšec · a4 bílý král · f4 bílý pěšec · c3 bílý střelec · e3 bílý pěšec · b2 bílý věž · c2 černý pěšec · d2 černý pěšec · e2 černý pěšec · c1 bílý dáma · e1 bílý věž | 2 |
| 1 | f8 černý věž · h8 bílý jezdec · b7 bílý pěšec · c7 bílý pěšec · e7 bílý pěšec · b6 černý pěšec · c6 bílý pěšec · e6 černý král · f6 bílý pěšec · a5 černý pěšec · d5 bílý jezdec · f5 černý pěšec · h5 bílý pěšec · a4 bílý král · f4 bílý pěšec · c3 bílý střelec · e3 bílý pěšec · b2 bílý věž · c2 černý pěšec · d2 černý pěšec · e2 černý pěšec · c1 bílý dáma · e1 bílý věž | f8 černý věž · h8 bílý jezdec · b7 bílý pěšec · c7 bílý pěšec · e7 bílý pěšec · b6 černý pěšec · c6 bílý pěšec · e6 černý král · f6 bílý pěšec · a5 černý pěšec · d5 bílý jezdec · f5 černý pěšec · h5 bílý pěšec · a4 bílý král · f4 bílý pěšec · c3 bílý střelec · e3 bílý pěšec · b2 bílý věž · c2 černý pěšec · d2 černý pěšec · e2 černý pěšec · c1 bílý dáma · e1 bílý věž | f8 černý věž · h8 bílý jezdec · b7 bílý pěšec · c7 bílý pěšec · e7 bílý pěšec · b6 černý pěšec · c6 bílý pěšec · e6 černý král · f6 bílý pěšec · a5 černý pěšec · d5 bílý jezdec · f5 černý pěšec · h5 bílý pěšec · a4 bílý král · f4 bílý pěšec · c3 bílý střelec · e3 bílý pěšec · b2 bílý věž · c2 černý pěšec · d2 černý pěšec · e2 černý pěšec · c1 bílý dáma · e1 bílý věž | f8 černý věž · h8 bílý jezdec · b7 bílý pěšec · c7 bílý pěšec · e7 bílý pěšec · b6 černý pěšec · c6 bílý pěšec · e6 černý král · f6 bílý pěšec · a5 černý pěšec · d5 bílý jezdec · f5 černý pěšec · h5 bílý pěšec · a4 bílý král · f4 bílý pěšec · c3 bílý střelec · e3 bílý pěšec · b2 bílý věž · c2 černý pěšec · d2 černý pěšec · e2 černý pěšec · c1 bílý dáma · e1 bílý věž | f8 černý věž · h8 bílý jezdec · b7 bílý pěšec · c7 bílý pěšec · e7 bílý pěšec · b6 černý pěšec · c6 bílý pěšec · e6 černý král · f6 bílý pěšec · a5 černý pěšec · d5 bílý jezdec · f5 černý pěšec · h5 bílý pěšec · a4 bílý král · f4 bílý pěšec · c3 bílý střelec · e3 bílý pěšec · b2 bílý věž · c2 černý pěšec · d2 černý pěšec · e2 černý pěšec · c1 bílý dáma · e1 bílý věž | f8 černý věž · h8 bílý jezdec · b7 bílý pěšec · c7 bílý pěšec · e7 bílý pěšec · b6 černý pěšec · c6 bílý pěšec · e6 černý král · f6 bílý pěšec · a5 černý pěšec · d5 bílý jezdec · f5 černý pěšec · h5 bílý pěšec · a4 bílý král · f4 bílý pěšec · c3 bílý střelec · e3 bílý pěšec · b2 bílý věž · c2 černý pěšec · d2 černý pěšec · e2 černý pěšec · c1 bílý dáma · e1 bílý věž | f8 černý věž · h8 bílý jezdec · b7 bílý pěšec · c7 bílý pěšec · e7 bílý pěšec · b6 černý pěšec · c6 bílý pěšec · e6 černý král · f6 bílý pěšec · a5 černý pěšec · d5 bílý jezdec · f5 černý pěšec · h5 bílý pěšec · a4 bílý král · f4 bílý pěšec · c3 bílý střelec · e3 bílý pěšec · b2 bílý věž · c2 černý pěšec · d2 černý pěšec · e2 černý pěšec · c1 bílý dáma · e1 bílý věž | f8 černý věž · h8 bílý jezdec · b7 bílý pěšec · c7 bílý pěšec · e7 bílý pěšec · b6 černý pěšec · c6 bílý pěšec · e6 černý král · f6 bílý pěšec · a5 černý pěšec · d5 bílý jezdec · f5 černý pěšec · h5 bílý pěšec · a4 bílý král · f4 bílý pěšec · c3 bílý střelec · e3 bílý pěšec · b2 bílý věž · c2 černý pěšec · d2 černý pěšec · e2 černý pěšec · c1 bílý dáma · e1 bílý věž | 1 |
|   | a | b | c | d | e | f | g | h |   |

Roku 2003 vyšla v srpnovém vydání německého častopisu Die Schwalbe čtyřtahová úloha od Petera Hoffmanna. Hoffmann už předtím publikoval několik konvenčních Babsonů, ale tento se lišil. Byla to tzv. cyklická Babsonova úloha. Bílý v ní neodpovídal na černého proměny identickými proměnami, místo toho je autor provázal do kruhu: černého proměna v dámu vyvolá bílého proměnu ve střelce, černého proměna ve střelce vyvolá bílého proměnu ve věž, černého proměna ve věž vyvolá bílého proměnu v jezdce a černého proměna v jezdce vyvolá bílého proměnu v dámu.
Podobně jako u původní Drumareho Babsonovy úlohy Hoffmann použil proměněné figury a již v úvodním tahu odebíral soupeřovu figuru. Roku 2005 pak v zářijovém čísle časopisu Schach zveřejnil zdokonalenou verzi (viz diagram vpravo).
Po úvodním tahu 1. Jxb6 následují možnosti:
1. … d1D 2. exf8S! Dd4+ 3. exd4 Kxf6 4 .d5 mat
1. … d1V 2. exf8J+! Kd6 3. Se5+ Kc5 4. Dxc2 mat
1. … d1S 2. exf8V! Kd6 3.Dd2+ a dalším tahem mat
1. … d1J 2. exf8D! Jxc3+ 3. Kxa5 Je4 4. c8D mat
Tato verze, která již neobsahovala žádné proměněné figury, vyhověla běžným skladatelským konvencím mnohem lépe, takže nizozemský šachový publicista Tim Krabbé ji označil za prvního skutečného cyklického Babsona.